# ليونيل ميسي
ليونيل أندريس ميسي كوتشيتيني (تلفظ بالإسبانية: /ljoˈnel anˈdɾez ˈmesi/؛ مواليد 24 يونيو 1987) لاعب كرة قدم أرجنتيني يلعب مهاجمًا و‌قائدًا لنادي إنتر ميامي الذي ينافس في دوري النخبة الأمريكي و‌منتخب الأرجنتين. يعتبره الكثيرون أحد أعظم اللاعبين في تاريخ كرة القدم، وقد فاز ميسي بثماني جوائز من الكرة الذهبية، وهو صاحب الرقم القياسي بستة أحذية ذهبية أوروبية. ميسي هو اللاعب الأكثر تتويجًا في تاريخ كرة القدم الاحترافية، برصيد 46 لقبًا. قضى معظم مسيرته الاحترافية مع برشلونة، حيث فاز بـ34 لقبًا مع النادي، بما في ذلك عشرة ألقاب في الدوري الإسباني، وأربعة ألقاب في دوري أبطال أوروبا، وسبعة ألقاب في كأس الملك. فاز مع منتخب بلاده بلقبين في كوبا أمريكا وكأس العالم 2022. يعتبر ميسي هدافًا وصانع ألعاب إبداعي، ويحمل الأرقام القياسية لأكثر عدد من الأهداف (474)، والهاتريك (36)، والصناعة (192) في الدوري الإسباني، وأكثر من شارك (39) وصنع (18) في كوبا أمريكا. لديه أكبر عدد من الأهداف الدولية (112) والمشاركات (193) من قبل لاعب من أمريكا الجنوبية. سجل 875 هدفًا رسميًّا مع النادي والمنتخب، وهو أكثر من سجل لنادٍ واحد (672).
وُلد ميسي ونشأ في وسط الأرجنتين، وانتقل إلى إسبانيا لينضم إلى برشلونة في سن 13 عامًا، حيث شارك أول مرة في الدوري عندما كان عمره 17 عامًا في أكتوبر 2004. لقد أثبت نفسه كلاعب أساسي للنادي خلال السنوات الثلاث المقبلة، وفي أول موسم له كأساسي في 2008–09 ساعد برشلونة على تحقيق أول ثلاثية في كرة القدم الإسبانية. في ذلك العام، وحينما كان يبلغ من العمر 22 عامًا، فاز ميسي بأول كرة ذهبية له. تبع ذلك ثلاثة مواسم ناجحة، حيث فاز ميسي بأربعة كرات ذهبية متتالية، مما جعله أول لاعب يفوز بالجائزة أربع مرات متتالية. خلال موسم 2011–12، حقق رقم قياسي في الدوري الإسباني وأوروبا لأكثر عدد من الأهداف في موسم واحد، بينما وضع نفسه كأفضل هداف لبرشلونة في التاريخ. في الموسمين التاليين، احتل ميسي المركز الثاني في جائزة الكرة الذهبية خلف كريستيانو رونالدو (منافسه الأول)، قبل أن يستعيد أفضل مستوياته خلال موسم 2014–15، ليصبح هداف الدوري الإسباني التاريخي ويقود برشلونة إلى ثلاثية تاريخية أخرى، وبعد ذلك حصل على جائزة الكرة الذهبية الخامسة في عام 2015. تولى ميسي شارة قيادة برشلونة في عام 2018، وفي عام 2019 حصل على الكرة الذهبية السادسة.
على المستوى الدولي مع الأرجنتين، ميسي هو الهداف التاريخي لمنتخب بلاده. على مستوى الشباب، فاز ببطولة العالم للشباب لعام 2005، وأنهى البطولة بحصوله على كل من الكرة الذهبية والحذاء الذهبي، وفاز بالميدالية الذهبية الأولمبية في دورة الألعاب الأولمبية الصيفية لعام 2008. جعل أسلوبه في اللعب كمراوغ قصير بالقدم اليسرى مقارنات مع مواطنه دييغو مارادونا، الذي وصف ميسي بأنه خليفته. بعد مشاركته الأولى في أغسطس 2005، أصبح ميسي أصغر أرجنتيني يلعب ويسجل في كأس العالم خلال نسخة 2006، ووصل إلى نهائي كوبا أمريكا 2007، حيث اُختِيره أفضل لاعب شاب في البطولة. كقائد للفريق منذ أغسطس 2011، قاد الأرجنتين إلى ثلاث نهائيات متتالية: كأس العالم 2014، التي فاز فيها بالكرة الذهبية، وكوبا أمريكا 2015 و2016. بعد إعلانه اعتزاله دوليًا في عام 2016، تراجع عن قراره وقاد منتخب بلاده للتأهل إلى كأس العالم 2018، والمركز الثالث في كوبا أمريكا 2019.
يُعد ميسي أحد أشهر الرياضيين في العالم، حيث تلقى رعاية من شركة الملابس الرياضية أديداس منذ عام 2006 وأثبت نفسه كقائد رئيسي لعلامتهم التجارية. وفقًا لفرانس فوتبول، فقد كان أفضل لاعب كرة قدم في العالممدة خمس سنوات من أصل ست سنوات بين عامي 2009 و2014، وحصل على المرتبة الأولى من الرياضيين الأعلى أجراً في العالم من فوربس في عام 2019. وكان ميسي من بين 100 شخص الأكثر نفوذاً في العالم في حسب مجلة تايم في 2011 و2012. في فبراير 2020، حصل على جائزة لوريوس الرياضية العالمية لرياضي العام، وبذلك أصبح أول لاعب كرة قدم وأيضًا أول في رياضية جماعية يفوز بالجائزة.

## نشأته
ولد ميسي في 24 يونيو سنة 1987 جنوب مدينة روساريو، في مقاطعة «سانتا في»، بالأرجنتين، لوالدين هما خورخي هوراسيو ميسي (مواليد 1958)، عامل في أحد المصانع، وسيليا ماريا كوتشيتيني، عاملة نظافة، وتنحدر عائلة والده من أصول إيطالية، وبالتحديد إلى مدينة أنكونا، التي هاجر منها جده، أنجيلو ميسي، سنة 1883. لديه شقيقين أكبر منه سنًا هما رودريغو وماتياس وكذلك أخت، تُدعى ماريا سول. في سن الخامسة، بدأ ميسي لعب كرة القدم لنادي محلي يدربه والده خورخي يسمى غراندولي. في عام 1995، انتقل ميسي إلى نيولز أولد بويز في مدينة روساريو، مسقط رأسه. اكتشف في ربيعه الحادي عشر أنه يعاني من نقص هرمونات النمو، وأظهر نادي ريفر بليت رغبته في ضم ميسي، لكن إدارته افتقرت إلى المال الكافي لدفع تكاليف علاج حالته، البالغة 900$ شهريًا. استقطب ميسي انتباه كارلوس ريكساش، المدير الرياضي لنادي برشلونة، الذي سمع بموهبته عبر اتصال من أقارب ميسي في لاردة، كتلونيا، فحصلت عائلة ميسي على فرصة لتعرضه على نادي برشلونة، فانتقل مع والده إلى إسبانيا، حيث عرض موهبته على إدارة النادي، فأذهلهم إلى درجة أنهم عرضوا على عائلة ميسي الانتقال إلى إسبانيا مقابل التكفل بمصاريف علاجه. بناءً على هذا، انتقلت العائلة إلى أوروبا وبدأ ميسي يلعب في فرق الشباب في النادي.

## مسيرته الكروية

### برشلونة
يمكن اعتبار يوم 14 ديسمبر 2000 يوماً تاريخياً في تاريخ نادي برشلونة؛ ففي هذا اليوم نجح السكرتير الفني للنادي في توقيع أول عقد مع الفتى الأرجنتيني ابن الاثنا عشر ربيعاً، حيث اتُفِق المبدئي بينهما ودُوّن على منديل طعام، لعب ميسي أول مباراة رسمية له مع الفريق الأول في مباراة ودية ضد جوزيه مورينيو عندما كان يدرب بورتو في 16 نوفمبر 2003 (بعمر 16 سنة و 145 يوم). بعد أقل من عام، استدعاه المدرب فرانك ريكارد ليلعب أول مرة في الدوري ضد إسبانيول في 16 أكتوبر 2004 (بعمر 17 سنة و 114 يوم)، ليصبح ثالث أصغر لاعب يلعب مع صفوف الفريق الأول وأصغر لاعب يلعب مع برشلونة في الدوري الإسباني (رقم قياسي حطمه زميله بويان كركيتش في سبتمبر 2007). يرجح الكثيرون أن بداية ليونيل ميسي الحقيقية كانت عندما سجل هدفه الأول أمام ألباسيتي، وذلك بعد تمريرة اللاعب رونالدينيو ليسددها ميسي كرة ساقطة فوق حارس المرمى، وبهذا الهدف أصبح ميسي أصغر لاعب في تاريخ برشلونة يسجل هدفاً في الدوري الإسباني، وهو بعمر 17 سنة و 10 أشهر و 7 أيام، واستمر يحمل هذا اللقب حتى عام 2007 عندما حطم بويان كركيتش هذا الرقم القياسي. قال ميسي عن مدربه السابق ريكارد: «لن أنسى أبدا حقيقة أنه وراء بدء مسيرتي، وأنه وضع ثقته بي حين كنت في السابعة أو السادسة عشرة فقط».

#### 2005–08: ضمان المكان الأساسي في برشلونة
في 16 سبتمبر، أعلن برشلونة، للمرة الثانية في غضون ثلاثة أشهر، تجديده لعقد ميسي حتى شهر يونيو من عام 2014؛ وفي هذه المرة حُسبت أجرته كأجرة لاعب أساسي في الفريق الأول. حصل ميسي على الجنسية الإسبانية في 26 سبتمبر سنة 2005، ليتمكن أخيراً من اللعب أول مرة في أول موسم له في الدوري الإسباني. جرت أول مباراة لميسي على أرض ملعب الكامب نو في دوري أبطال أوروبا بتاريخ 27 سبتمبر من نفس العام، ضد نادي أودينيزي الإيطالي. لوحظ مدى إعجاب المشجعين بميسي، عندما قاموا بالتصفيق له بحفاوة بالغة لحظة استبداله، على ما قدمه في المباراة وانسجامه مع رونالدينيو، مما أدى إلى فوز لبرشلونة.
أحرز ميسي ستة أهداف في 17 مباراة في الدوري الإسباني، وسجل هدفا واحدا في دوري أبطال أوروبا في ستة مباريات. انتهى موسمه مبكراً في 7 مارس 2006، عندما تعرض لتمزق عضلي في فخذه الأيمن خلال مباراة الإياب من الدور الثاني لدوري أبطال أوروبا ضد تشلسي. ومع ذلك أنهى برشلونة هذا الموسم كبطل لإسبانيا وأوروبا.

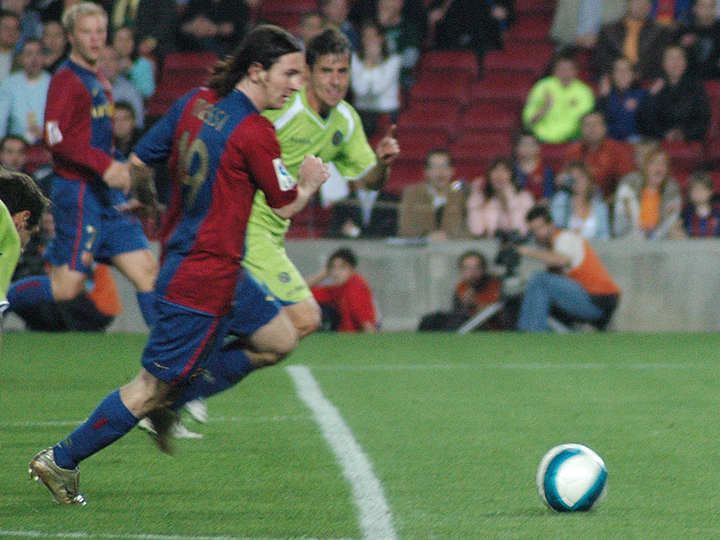
ميسي قبل وقت قصير من تسجيل هدفه الشهير في مرمى خيتافي

في موسم 2006–07، فرض ميسي نفسه كلاعب أساسي للفريق الأول، بتسجيله 14 هدفاً في 26 مباراة. في 12 نوفمبر، وخلال مباراة ضد نادي ريال سرقسطة، أصيب ميسي بكسر في مشط القدم، أبعده عن الملاعب طيلة ثلاثة أشهر. تعافى ميسي من إصابته في الأرجنتين، وجاءت عودته للعب ضد راسينغ سانتاندر في 11 فبراير، حيث دخل اللقاء كلاعب بديل في الشوط الثاني. في 11 مارس، شهد الكلاسيكو ميسي في قمة مستواه، بإحرازه هاتريك وإهدائه برشلونة التعادل 3–3، وأتى التعادل الأخير في الوقت المحتسب بدل الضائع. وبذلك أصبح أول لاعب، منذ إيفان زامورانو (لريال مدريد في موسم 1994–95)، يسجل هاتريك في الكلاسيكو. كما أصبح أصغر لاعب في التاريخ يحقق هذا الأمر. وبقرب نهاية الموسم بدأ بهز شباك خصومه أكثر فأكثر؛ فتمكن من تسجيل 11 هدفًا من أصل 14 في الدوري للموسم في آخر 13 مباراة.
أثبت ميسي أيضاً أنه «مارادونا الجديد»، من خلال تكرار أهداف مارادونا الأكثر شهرة في العالم في موسم واحد. في 18 أبريل 2007، سجل هدفين في بطولة كأس ملك إسبانيا في النصف النهائي ضد خيتافي، وكان أحد تلك الأهداف شبيهًا إلى حد كبير بهدف مارادونا الشهير ضد إنجلترا في نهائيات كأس العالم لسنة 1986 في المكسيك، المعروف باسم هدف القرن. وقامت الصحف العالمية الرياضية بمقارنته بمارادونا، ووصفت الصحف الإسبانية ميسي بأنه «ميسيدونا»، حيث أنه تمكن تقريباً من ركض نفس المسافة، ألا وهي 62 متر (203 قدم)، وتغلب على نفس العدد من اللاعبين (ستة، بما في ذلك حارس المرمى)، وسجل من وضع مماثل للغاية، وركض نحو الراية الركنية مثلما فعل مارادونا في المكسيك قبل 21 سنة. في مؤتمر صحافي بعد المباراة، قال زميل ميسي في الفريق ديكو: «إنه أفضل هدف رأيته في حياتي». سجل ميسي هدفاً آخرًا ضد إسبانيول، كان مماثلاً أيضًا لهدف مارادونا ضد إنجلترا في الدور الربع النهائي من بطولة كأس العالم، إذ قفز نحو الكرة ولامست يده ليركلها داخل شباك الحارس كارلوس كاميني، وقد احتج عدد من لاعبي إسبانيول قائلين بعدم جواز احتساب الهدف بسبب لمس ميسي الكرة، الأمر الذي أكدته لقطات الإعادة، غير أن الهدف احتسب.
ضمن موسم 2007–08، سجل ميسي خمسة أهداف في غضون أسبوع ليقود برشلونة إلى المراكز الأربعة الأولى في الدوري الإسباني. يوم 19 سبتمبر سجل مرة عندما هزم برشلونة ليون بنتيجة 3–0 على أرضه في مباراة دوري أبطال أوروبا. سجل هدفين في مرمى إشبيلية في 22 سبتمبر ثم في 26 سبتمبر، سجل ميسي هدفين آخرين في مباراة الفوز 4–1 على ريال سرقسطة. وجاء الهدف التالي في مباراة الإياب بالفوز 4–1 ضد نادي ليفانتي في 29 سبتمبر 2007. هدفه الثاني في دوري أبطال أوروبا لهذا الموسم جاء ضد نادي شتوتغارت، وفي 27 فبراير، لعب ميسي مباراته الرسمية المئة بقميص برشلونة ضد نادي فالنسيا.
رُشح ميسي لجائزة اتحاد اللاعبين المحترفين تشكيلة العام في فئة الهجوم، وأظهر استطلاع للرأي أجري على الإنترنت لصحيفة ماركا الإسبانية، أن معظم المعجبين صوتوا لميسي ليكون أفضل لاعب في العالم، حيث حصل على 77% من الأصوات. ذكر بعض المحررين من الصحف التابعة لبرشلونة، مثل صحيفتَي إل موندو ديبورتيفو وسبورت، ذكروا أنه يجب أن تعطى الكرة الذهبية لميسي، وهو الرأي الذي أيده فرانز بيكنباور. كذلك صرّح بعض مخضرمي كرة القدم، مثل فرانشيسكو توتي، أنه يعتقد أن يكون ميسي أحد أفضل لاعبي كرة القدم حالياً في العالم. غاب ميسيمدة ستة أسابيع عن الملاعب إثر إصابة في 4 مارس، عندما تعرض لتمزق عضلي في فخذه الأيسر خلال مباراة دوري أبطال أوروبا أمام نادي سيلتيك. وكانت هذه هي المرة الرابعة في ثلاثة مواسم يعاني فيها ميسي هذا النوع من الإصابة. بعد عودته من الإصابة سجل ميسي هدفه الأخير في موسم 2007–08 ضد فالنسيا في 4 مايو 2008، ليفوز برشلونة بنتيجة 6–0. عند انتهاء الموسم تمكن ميسي من تسجيل 16 هدفاً وصنع 13 هدفاً في جميع البطولات.

#### 2009–11: النجاح المستمر
بعد رحيل رونالدينيو عن النادي، ورث ميسي قميصه حامل الرقم 10. في 1 أكتوبر 2008، خلال مباراة دوري أبطال أوروبا ضد شاختار دونيتسك، سجل ميسي هدفين في الدقائق السبع الأخيرة، بعد نزوله بديلاً لتييري هنري، ليقلب نتيجة 0–1 إلى فوز 2–1 لبرشلونة. كانت مباراة الدوري القادمة ضد أتلتيكو مدريد، مباراة وصفت بمثابة معركة ودية بين ميسي وصديقه الحميم سيرجيو أغويرو. سجل ميسي هدفاً من ركلة حرة، وصنع آخر فيما تقدم برشلونة بالفوز بالمباراة 6–1. أحرز ميسي هدفين آخرين مثيرين للإعجاب ضد إشبيلية بتسجليه من تسديدة من 23 متراً (25 ياردة) ومن ثم دحرجة الكرة حول حارس المرمى وتسجيله من زاوية ضيقة للطرف الآخر. في 13 ديسمبر 2008، في أول كلاسيكو لهذا الموسم، سجل ميسي الهدف الثاني في المباراة التي فاز بها برشلونة 2–0 على ريال مدريد، كما حصل على المركز الثاني لجائزة أفضل لاعب في العالم لسنة 2008 بستمائة وثمانية وسبعين نقطة.

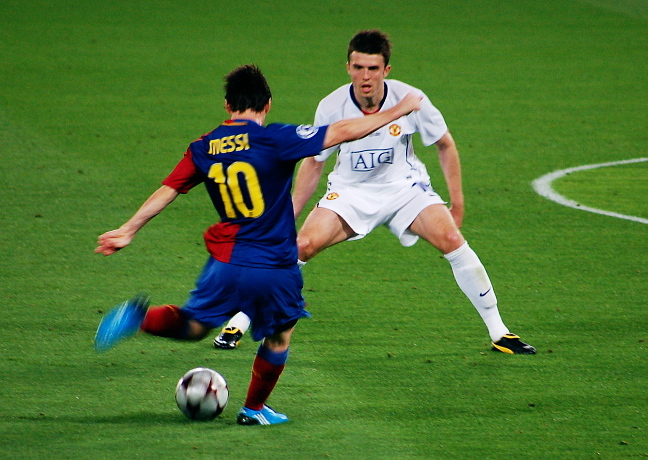
ميسي يُسدد الكرة خلال نهائي دوري أبطال أوروبا ضد مانشستر يونايتد في مايو 2009

سجل ميسي أول هاتريك (ثلاثة أهداف في مباراة واحدة) لعام 2009 في مباراة كأس ملك إسبانيا ضد أتلتيكو مدريد التي فاز بها برشلونة بنتيجة 3–1. سجل ميسي هدفين آخرين مهمين في 1 فبراير 2009، بنزوله بديلاً في الشوط الثاني ليساعد برشلونة في هزيمة راسينغ سانتاندر بنتيجة 1–2، بعد أن كانت 1–0، وكان الهدف الثاني الهدف رقم 5000 لبرشلونة في الدوري. في الجولة الثامنة والعشرون من الدوري الإسباني، سجل ميسي هدفه الثلاثين لهذا الموسم في جميع البطولات، ليساعد فريقه للفوز بنتيجة 6–0 على نادي مالقا. في 8 أبريل 2009، سجل مرتين ضد بايرن ميونيخ في دوري أبطال أوروبا، ليسجل رقماً قياسياً شخصياً بثمانية أهداف في البطولة. في 18 أبريل، حقق ميسي هدفه العشرين في الدوري لهذا الموسم بالفوز على مضيفه خيتافي 1–0، ليسمح لبرشلونة بالحفاظ على فارق الست النقاط في صدارة جدول الدوري عن ريال مدريد.
باقتراب نهاية موسم برشلونة، سجل ميسي هدفين، ليتوج بالفوز 6–2 على ريال مدريد في ملعب سانتياغو برنابيو، وقد اعتبرت هذه الهزيمة الأقسى لريال مدريد منذ عام 1930، وبعد تسجيل كل هدف، كان ميسي يركض نحو الجماهير وآلات التصوير ويرفع قميصه وليعرض قميص أخرى كتب عليه Síndrome X Fràgil، أي «مرض متلازمة أكس الهشة»، لإظهار دعمه للأطفال الذين يعانون من هذا المرض.
شارك ميسي في صناعة هدف أندريس إنيستا في الوقت المحتسب بدل الضائع ضد نادي تشيلسي في دوري أبطال أوروبا في الدور قبل النهائي ليرسل برشلونة مباشرة لمواجهة مانشستر يونايتد في النهائي. فاز ميسي في أول بطولة كأس ملك إسبانيا في 13 مايو، وأحرز هدفاً وصنع اثنين آخرين، في الفوز بنتيجة 4–1 على أتلتيك بيلباو. وساعد فريقه بالحصول على الثنائية من خلال الفوز بالدوري الإسباني. في 27 مايو ساعد برشلونة في الفوز بدوري أبطال أوروبا بتسجيله الهدف الثاني في الدقيقة 70، الأمر الذي منح الفريق فارق هدفين؛ أيضاً أصبح الهداف الأول في دوري أبطال أوروبا، وأصغرهم سناً في تاريخ البطولة، برصيد تسعة أهداف، وفاز أيضاً بجائزة أفضل مهاجم وأفضل لاعب للأرقام، مختتمًا سنة مذهلة في أوروبا. جعل هذا الانتصار برشلونة تتربع على عرش بطولة كأس ملك إسبانيا، والدوري الإسباني ودوري أبطال أوروبا في موسم واحد، وقد كانت هذه المرة الأولى التي فاز فيها نادي إسباني بالثلاثية.

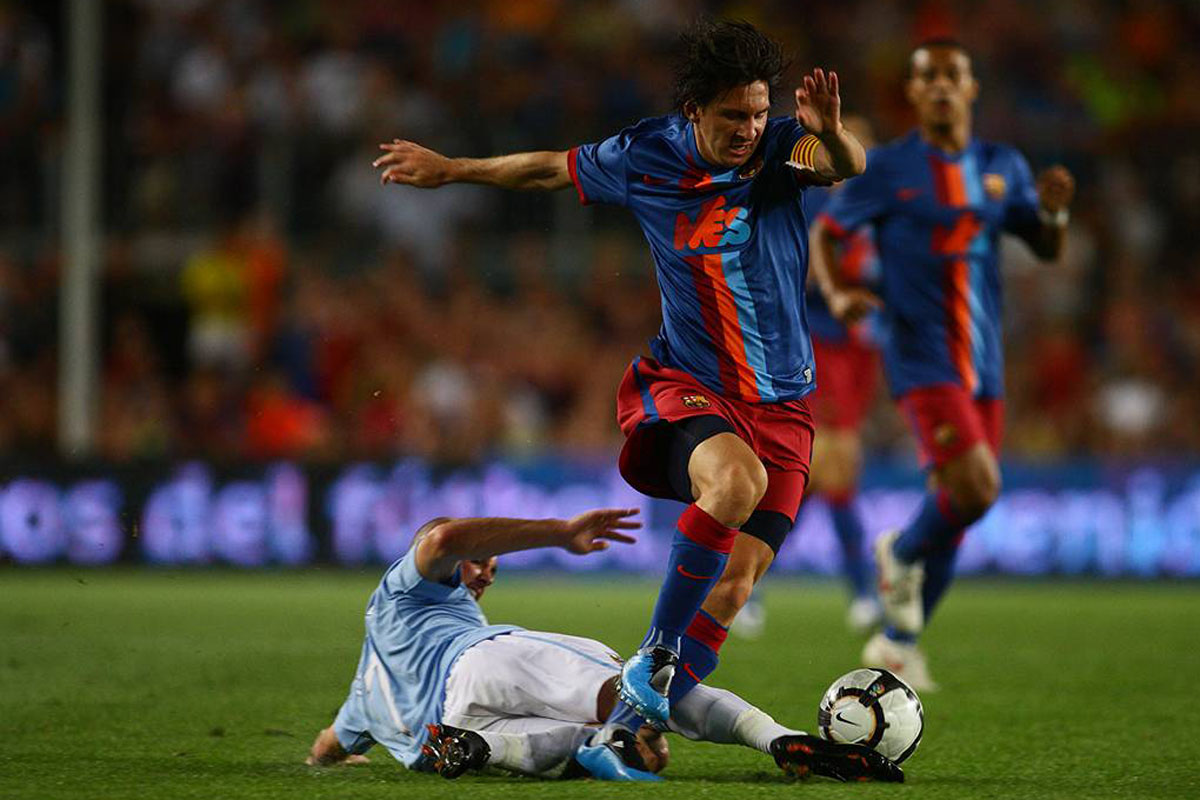
ميسي في قيادة هجمة في مباراة ضمن بطولة كأس جوان غامبر بين برشلونة ومانشستر سيتي على ملعب كامب نو

بعد الفوز بكأس السوبر الأوروبي لعام 2009، أكد مدرب برشلونة جوسيب غوارديولا بأن ميسي أفضل لاعب رآه في حياته. يوم 18 سبتمبر، وقع ميسي عقداً جديداً مع برشلونة، جاري حتى عام 2016 مع وضع بند بشرط جزائي بقيمة 250 مليون يورو، ليكون ميسي، إلى جانب زلاتان إبراهيموفتش، أعلى اللاعبين أجراً في الدوري الإسباني، حيث أنهما يحصلان على 9.5 مليون يورو سنوياً. بعد أربعة أيام، في 22 سبتمبر، سجل ميسي هدفين وصنع آخر في فوز برشلونة بنتيجة 4–1 على راسينغ سانتاندر في الدوري الإسباني. سجل هدفه الأوروبي الأول لهذا الموسم في 29 سبتمبر بالفوز 2–0 على دينامو كييف، ورفع رصيده من الأهداف إلى ستة أهداف في سبع مباريات في الدوري الإسباني، عندما قاد برشلونة للفوز على ريال سرقسطة بنتيجة 6–1 على ملعب الكامب نو.
توّج ميسي بجائزة الكرة الذهبية، في 1 ديسمبر 2009، متفوقًا على أقرب منافسيه، ألا وهو الوصيف كريستيانو رونالدو، بفارق كبير لم يحدث في تاريخ هذه الجائزة، وهو أربعمائة وثلاثة وسبعون صوتاً مقابل 233 صوتاً. بعد ذلك، نقلت مجلة فرانس فوتبول قول ميسي: «أهدي هذه الجائزة لعائلتي، والتي كانت حاضرة دائماً عندما كنت بحاجة لها وشعرت أحياناً أنهم أكثر عاطفة مني».
يوم 19 ديسمبر، سجل ميسي هدف الفوز في المباراة النهائية لكأس العالم للأندية لعام 2009 ضد نادي إستوديانتيس دي لا بلاتا في أبوظبي، ليمنح النادي لقبه السادس لهذا العام. وبعد ذلك بيومين، حصل على جائزة أفضل لاعب كرة قدم في العالم، ليهزم كل من كريستيانو رونالدو وتشافي هيرنانديز وريكاردو كاكا وأندريس إنيستا للحصول على الجائزة. وكانت هذه هي المرة الأولى التي يفوز بها ميسي، ليُصبح أول أرجنتيني يحصل على هذا الشرف منذ ابتكار الجائزة. في 10 يناير 2010، سجل ميسي أول هاتريك له في عام 2010 وأول هاتريك في هذا الموسم ضد تينيريفي بالفوز بنتيجة 0–5، وفي يوم 17 يناير سجل هدفه المئوي مع النادي في مباراة الفوز 4–0 على نادي إشبيلية.

ثم بدأ ميسي في مسار رائع بتسجيله 11 هدفا في خمس مباريات. أولاً سجل في الدقيقة 84 أمام نادي مالقا بالفوز 2–1، ثم سجل هدفين ضد ألميريا في مباراة التعادل 2–2. تابع تألقه بأسبوع مثير للإعجاب حيث سجل ثمانية أهداف؛ بدأ بتسجيله هاتريك أمام نادي فالنسيا بفوز الذهاب 3–0، ثم سجل هدفين في مرمى شتوتغارت، في مباراة الفوز 4–0 التي ضمنت لبرشلونة التأهل إلى الدور ربع النهائي من دوري أبطال أوروبا، وأخيراً سجل هاتريك آخر ضد ريال سرقسطة في الفوز بنتيجة 4–2 إياباً، ليصبح أول لاعب لبرشلونة يسجل هاتريك متتالٍ في الدوري الإسباني. لعب مباراته الرسمية رقم 200 مع برشلونة ضد أوساسونا يوم 24 مارس 2010.
| لا يمكن إيقاف ميسي بمجرد أن يبدأ انطلاقته. إنه اللاعب الوحيد الذي يستطيع تغيير اتجاهه وهو ينطلق بنفس السرعة.إنه أفضل لاعب في العالم بفارق جيد. إنه مثل البلاي ستيشن. يمكنه الاستفادة من كل خطأ نرتكبه. |
| —أرسين فينغر بعد فوز برشلونة 4-1 على آرسنال. |

في 6 أبريل 2010، سجل ميسي أربعة أهداف في مباراة واحدة للمرة الأولى في مسيرته، في مباراة الفوز على الأرض 4–1 على أرسنال في دوري أبطال أوروبا خلال الربع النهائي، مباراة الإياب. وشهدت هذه المباراة أيضاً تجاوزه لريفالدو ليصبح الهداف التاريخي لبرشلونة في بطولة دوري أبطال أوروبا. في 10 أبريل، سجل ميسي هدفه الأربعين لهذا الموسم عندما أحرز الهدف الأول في الفوز بنتيجة 2–0 خارج أرضه ضد غريمه التقليدي ريال مدريد في الكلاسيكو. في 1 مايو، لعب ميسي مباراته الخمسين لهذا الموسم وسجل هدفي الفوز 4–1 خارج الأرض ضد نادي فياريال. بعد ثلاثة أيام فقط، وبالتحديد في 4 مايو، سجل ميسي هدفين في فوز آخر بنتيجة 4–1 على الأرض أمام نادي تينيريفي. سجل ميسي هدفه الثاني والثلاثين لهذا الموسم في الدوري الإسباني في 8 مايو، في مباراة الفوز خارج الأرض أمام إشبيلية، وفي المباراة النهائية ضد بلد الوليد، سجل هدفين في الشوط الثاني ليعادل رقم رونالدو السابق بأربعة وثلاثون هدفاً، الذي حققه في موسم 1996–97 بقميص برشلونة، ولينتهي بفارق أربعة أهداف خلف الرقم القياسي السابق المسجل باسم تيلمو زارا (38). يوم 3 يونيو 2010، حصل على جائزة أفضل لاعب في الدوري الإسباني للسنة الثانية على التوالي.
في 21 أغسطس 2010، سجل ميسي هاتريك في أولى بدايته لهذا الموسم في الفوز بنتيجة 4–0 على إشبيلية في كأس السوبر الإسباني، ليساعد برشلونة على تأمين أول ألقاب هذا الموسم بعد خسارة مباراة الذهاب بنتيجة 1–3. كما بدأ موسمه في الدوري بهدف، سجله بعد مرور ثلاث دقائق فقط ضد راسينغ سانتاندر في 29 أغسطس 2010. ثم تابع تألقه في مباراة مرحلة المجموعات بدوري أبطال أوروبا ضد باناثينايكوس حيث سجل هدفين، وصنع اثنين آخرين كما كان بإمكانه تسجيل هدفين أيضاً.
في 19 سبتمبر 2010، تعرض ميسي لإصابة في الكاحل بسبب تتدخل متعمد من مدافع أتلتيكو مدريد توماش أويفالوشي في الدقيقة 92 من مباراة الجولة الثالثة على ملعب فيسينتي كالديرون. لأول وهلة كان يخشى أن ميسي تعرض لكسر في الكاحل التي كان يمكن أن تبعد لاعب نجم عن الملاعبمدة لا تقل عن ستة أشهر، لكن أظهر التصوير بالرنين المغناطيسي في اليوم التالي أنه تعرض لالتواء في الأربطة الداخلية والخارجية لكاحله الأيمن فقط. وقال زميله ديفيد فيا بعد مشاهدة اللقطة: «التدخل على ميسي كان وحشيًا»، وأضاف أيضاً أنه يعتقد أن مدافع أتليتيكو «لم يتدخل لإيذاء ميسي». وتسبب الحادث باهتمام وسائل الإعلام على نطاق واسع وطرح المناقشة من المساواة في حماية جميع اللاعبين في المباريات.
بعد عودة ميسي، سجل هدف التعادل 1–1 ضد نادي ريال مايوركا، ثم سجل هدفين آخرين في دوري أبطال أوروبا ضد نادي كوبنهاغن وساعد الفريق بالفوز بنتيجة 2–0 على ملعبه. تابع تسجيله للأهداف المثيرة للإعجاب بثنائيات ضد سرقسطة، وإشبيلية. بعد شهر أكتوبر المثمر، بدأ بالتهديف في نوفمبر في مباراة التعادل 1–1 خارج الأرض أمام كوبنهاغن ومباراة الفوز ضد خيتافي خارج الأرض، وفي المباراة التالية ضد فياريال، سجل هدفاً رائعا جمع بينه وبين بيدرو، أعطى برشلونة التقدم بنتيجة 2–1، قبل أن يسجل هدفًا آخر ليفوز برشلونة بنتيجة 3–1. وكانت هذه المباراة السابعة على التوالي التي يسجل بها ميسي، ويكسر رقمه القياسي السابق الخاص. كما حقق انجازًا بتسجيله 50 هدفاً في السنة التقويمية لعام 2010 مع الهدف الأول، بينما مع الهدف الثاني، حقق هذا الإنجاز ذاته مرة أخرى، هذه المرة نظراً لأنه سجل الأهداف وهو يرتدي قميص برشلونة في عام 2010. سجل ميسي الهاتريك الثاني له لهذا الموسم ضد نادي ألميريا، ليقود برشلونة إلى فوز مثير بثمانية نقاط مقابل لا شيء خارج الأرض، وقد كان هدفه الثاني هو الهدف رقم 100 له في الدوري الإسباني. وسجل في مباراته التاسعة على التوالي (المباراة العاشرة تشمل الودية ضد البرازيل) في الفوز خارج الأرض 3–0 على باناثينايكوس.
توقف تهديف ميسي المستمر يوم 29 نوفمبر في الكلاسيكو، غير أن برشلونة تمكن من الفوز بنتيجة 5–0. وفي المباراة التالية سجل ميسي هدفين وصنع واحدًا ضد أوساسونا، ثم تابع بثنائيتين في مرمى ريال سوسيداد. فاز برشلونة بالمباراة بنتيجة 5–1، في الدربي حامل اسم المدينة، حيث عاون ميسي زملائه بيدرو وفيا على تسجيل هدف لكل منهما. وجاء هدفه الأول في سنة 2011 ضد ديبورتيفو لاكورونيا من ركلة حرة، ففاز فريقه بنتيجة 4–0 خارج الأرض، وفي هذه المرة أيضًا تعاون مع لبيدرو وفيا.

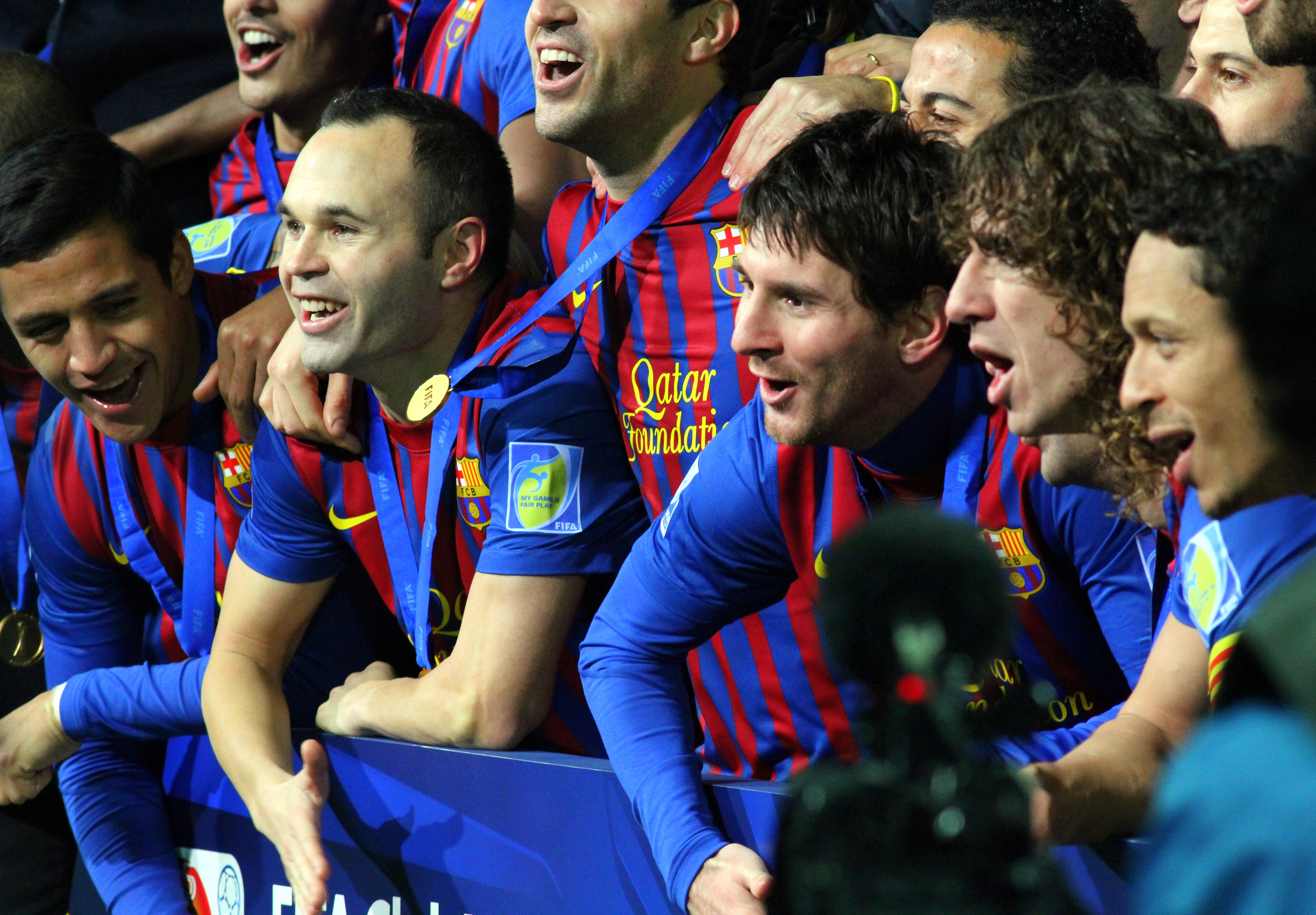
ميسي (في المنتصف) وزملاؤه يحتفلون بالفوز بكأس العالم للأندية 2011، ديسمبر 2011

فاز ميسي بجائزة الكرة الذهبية عام 2010، متفوقاً على زملاءه ببرشلونة تشافي وإنيستا. وقد ترشح ميسي للجائزة للعام الرابع على التوالي. بعد يومين فقط من حصوله على الجائزة سجل أول هاتريك في السنة والثالث لهذا الموسم ضد ريال بيتيس. وبدأ الجولة الثانية من الدوري بهدف، بتسجيله ركلة الجزاء الثانية له ضد راسينغ سانتاندر. بعد أن سجل ركلة الجزاء، كشف ميسي عن رسالة كتبها على القميص الداخلي تقول، «عيد ميلاد سعيد، مامي». وتابع تألقه التهديفي بهدفين ضد ألميريا في الدور قبل النهائي بكأس ملك إسبانيا، وتابعها بهدفين آخريين في أقل من أسبوع لاحق ضد إيركوليس. في 5 فبراير، حطم برشلونة الرقم القياسي للانتصارات المتتالية في الدوري بستة عشر انتصار، بعد أن هزم أتلتيكو مدريد بنتيجة 3–0 على أرض ملعب الكامب نو. سجل ليونيل ميسي هاتريك ليضمن الفوز لفريقه وبعد المباراة صرح: «إنه لشرف أن تكون قادرًا على تجاوز رقم قياسي مسجل باسم عظيم مثل دي ستيفانو»، و«إذا كان الرقم المسجل دام لفترة طويلة، فذلك لأنه من الصعب جدًا التغلب عليه، ولقد وصلنا إلى ذلك بالفوز على فريق قوي للغاية يمر بوضع سيئ، الأمر الذي جعل هذا الإنجاز أكثر صعوبة حتى».
بعد مباراتين بالتعادل السلبي، سجل هدف الفوز ضد أتلتيك بيلباو ليفوز برشلونة بنتيجة 2–1. في الأسبوع التالي، سجل أول هدف بالرأس له لهذا الموسم ضد ريال مايوركا، ليفوز فريقه بنتيجة 3–0 خارج الأرض. وكان هذا الانتصار معادلة للرقم القياسي المسجل باسم النادي الباسكي ريال سوسييداد بالدوري الإسباني في موسم 1979–80 بعدم الخسارة خارج الأرض طيلة 19 مباراة. وقد حطم الرقم القياسي بعد مرور ثلاثة أيام عندما سجل ميسي هدف المباراة الوحيد على مضيفه نادي فالنسيا. في 8 مارس، سجل ميسي هدفين في مرمى آرسنال في مباراة دوري أبطال أوروبا على الكامب نو، وليساعد برشلونة بالفوز 3–1 والتأهل إلى الدور ربع النهائي من البطولة. بعد فشله في التسجيلمدة شهر سجل هدفين ضد ألميريا؛ وكان الهدف الثاني هدفه السابع والأربعين لهذا الموسم، معادلاً رقمه القياسي من الموسم السابق. عاد ميسي وتجاوز رقمه القياسي في 12 أبريل 2011 عندما سجّل هدف الفوز ضد شاختار دونيتسك في مباراة دوري أبطال أوروبا، الأمر الذي وضعه في كتاب الأرقام القياسية لأكثر اللاعبين تسجيلاً للأهداف في تاريخ برشلونة بموسم واحد. سجل الهدف الثامن له في الكلاسيكو في مباراة التعادل 1–1 على ملعب سانتياغو بيرنابيو. في 23 أبريل سجل ميسي هدفه الخمسين لهذا الموسم بالفوز بنتيجة 2–0 على المضيف أوساسونا، حيث دخل كبديل في الدقيقة 60.
في مباراة الذهاب من النصف النهائي لدوري أبطال أوروبا قدم أداءً لا ينسى، بتسجيله هدفين ضد ريال مدريد في مباراة الفوز 2–0، وقد أُُشيد بالهدف الثاني باعتباره أحد أفضل الأهداف في هذه المرحلة من البطولة. في نهائي دوري أبطال أوروبا على ملعب ويمبلي، سجل ميسي هدف الحسم في المباراة ليعطي برشلونة لقبه الثالث في ست سنوات، والرابع بالإجمالي. بدأ ميسي هذا الموسم برفع كأس السوبر الإسباني مع برشلونة، بتسجيله ثلاثة أهداف وصنع هدفين في الفوز 5–4 ضد ريال مدريد. استمرت أدواره الكبيرة في المباراة الرسمية التالية التي لعبت ضد بورتو عندما سجل مرة أخرى بعد تمريرة خلفية خاطئة من فريدي جوارين قبل أن يصنع هدف لسيسك فابريغاس ليمنح برشلونة الفوز بنتيجة 2–0، وكأس السوبر الأوروبي، البطولة الرسمية الوحيدة التي لم يسجل بها من قبل. بدأ ميسي حملة الدوري الإسباني بهدفين في مرمى فياريال، وأكملها بهاتريك في مباراتي الإياب ضد أوساسونا، وأتليتيكو مدريد.
أظهر ميسي في مباراة بالدوري امام أوساسونا في 17 سبتمبر، لماذا يعتبر هو أفضل لاعب كرة قدم في العالم، داخل وخارج الملعب. بعد تسجيل هدفه الأول من هاتريك في الفوز 8–0، أنجز ميسي احتفالية خاصة من أجل سفيان، طفل مغربي ذو العشر سنوات والذي يعاني من متلازمة لورين ساندرو، حالة طبية نادرة التي يمكن أن تؤدي في النهاية إلى فقدان الأطراف السفلى. في حين عادة ما يشير ميسي إلى السماء بعد تسجيل أي هدف، لكنه لمس ميسي ساقيه كإهداء من أجل سفيان.
في أغسطس، أصبح ميسي ثاني أعلى هداف متجاوزاً لاديسلاو كوبالا بمئة وأربعة وتسعين هدفا، ولم يتفوق عليه إلا سيزار رودريغيز الفاريز بمئتين وخمسة وثلاثين هدفا في جميع المسابقات الرسمية.
في 28 سبتمبر، سجل ميسي أول هدفين له لهذا الموسم في دوري الأبطال ضد باتي بوريسوف، ليصبح ثاني الهدافين في تاريخ برشلونة، بمعادلته للاديسلاو كوبالا، بمائة وأربعة وتسعين هدفا في جميع المسابقات الرسمية. وقد تجاوز هذا الرقم حين سجل هدفين في مرمى رسينغ سانتاندر. فكان ميسي على بعد هدف لتخطي حاجز 200 هدف بعد هاتريك آخر على ملعب الكامب نو ضد ريال مايوركا وأصبح حينها ثاني أفضل هداف في تاريخ برشلونة في الدوري بمائة واثنين وثلاثين هدف، بفارق هدف واحد امام كوبالا. سجل هدفه رقم 200 مع برشلونة واثنين آخرين جزءًا من الهاتريك في مباراته التالية ضد فيكتوريا بيلزن في دوري ابطال أوروبا. سجل أول أهدافه في السان ماميس بالوقت المحتسب بدل الضائع لتنتهي المباراة بنتيجة 2–2 مع أتلتيك بيلباو، ثم تبعها بهدف في مرمى ريال سرقسطة، سُجل من ركلة جزاء ليفوز برشلونة بنتيجة 3–2 خارج الأرض أمام ميلان في مرحلة المجموعات من دوري أبطال أوروبا 2011–12. سجل أيضا للمرة الأولى ضد رايو فاليكانو ليفوز فريقه بنتيجة 4–0 على ملعب الكامب نو وتلاه بهدف في مرمى ليفانتي ليحقق فوزًا آخر بنتيجة 5–0 على أرضية الكامب نو.
سجل ميسي هدفين في نهائي كأس العالم ضد نادي سانتوس وكان قد اقر بأنه رجل المباراة وحصل أيضا على جائزة الكرة الذهبية لأدائه خلال البطولة.
توّج ميسي بجائزة أفضل لاعب في أوروبا 2011، بتفوقه على كل من زميله في الفريق تشافي هيرنانديز وكريستيانو رونالدو لاعب ريال مدريد. وتوّج أيضاً بجائزة كرة فيفا الذهبية 2011 بتفوقه مجددا على زميله في الفريق تشابي وكريستيانو رونالدو. و بفوزه بكرة الفيفا الذهبية مجددا، أصبح ميسي رابع لاعب يحرز ثلاث كرات ذهبية، بعد يوهان كرويف، ميشيل بلاتيني وماركو فان باستن وثاني لاعب يفوز بكرة الفيفا الذهبية للمرة الثالثة على التوالي، بعد ميشيل بلاتيني (ومع ذلك، اثنتين من جائزة الكرة الذهبية التي حصل عليهما هي كرة الفيفا الذهبية، التي فاز بهما على التوالي).

#### 2012: سنة قياسية

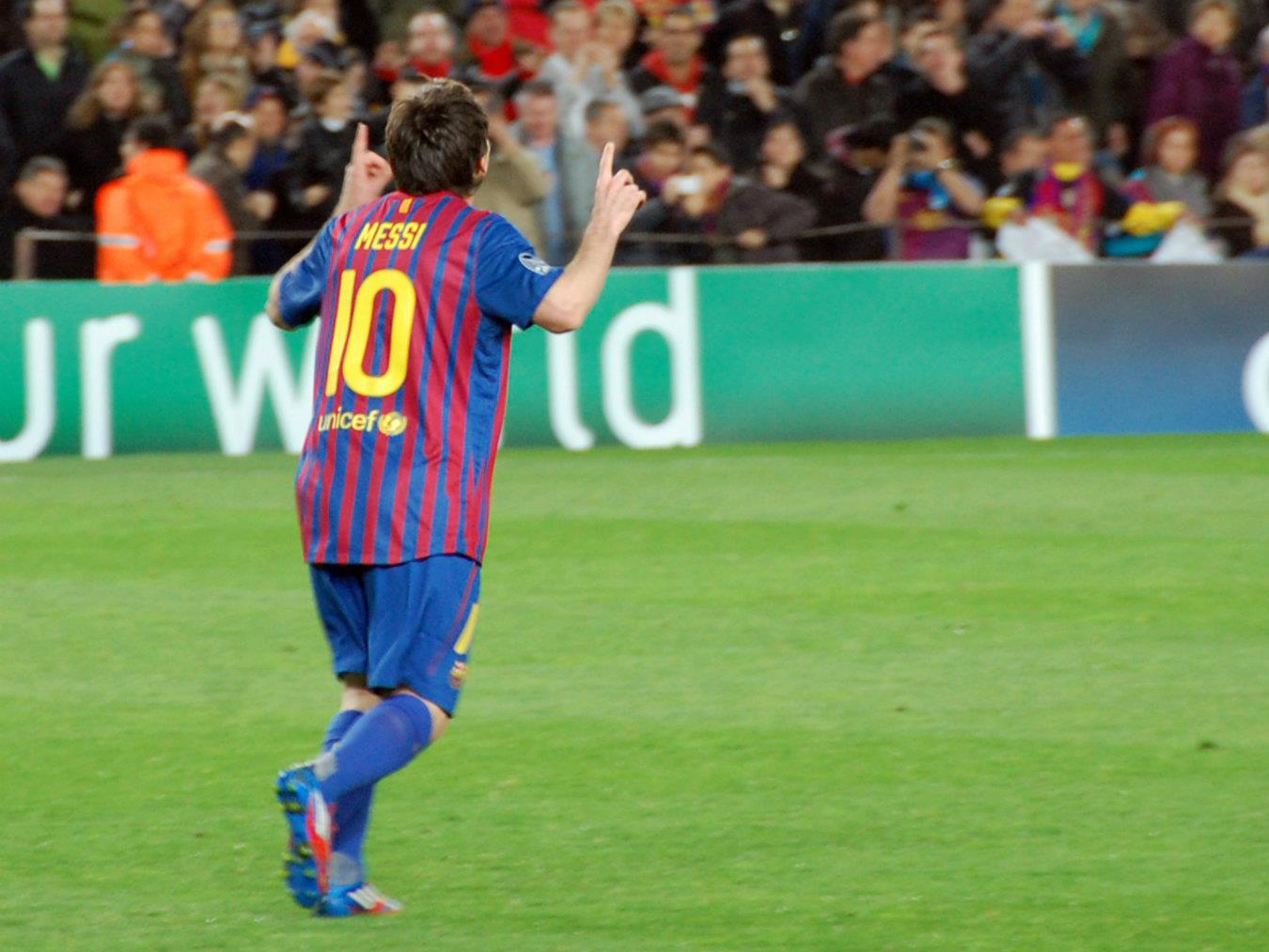
ميسي بعد تسجيله خمسة أهداف أمام باير 04 ليفركوزن في دور الستة عشر في دوري أبطال أوروبا في مارس 2012

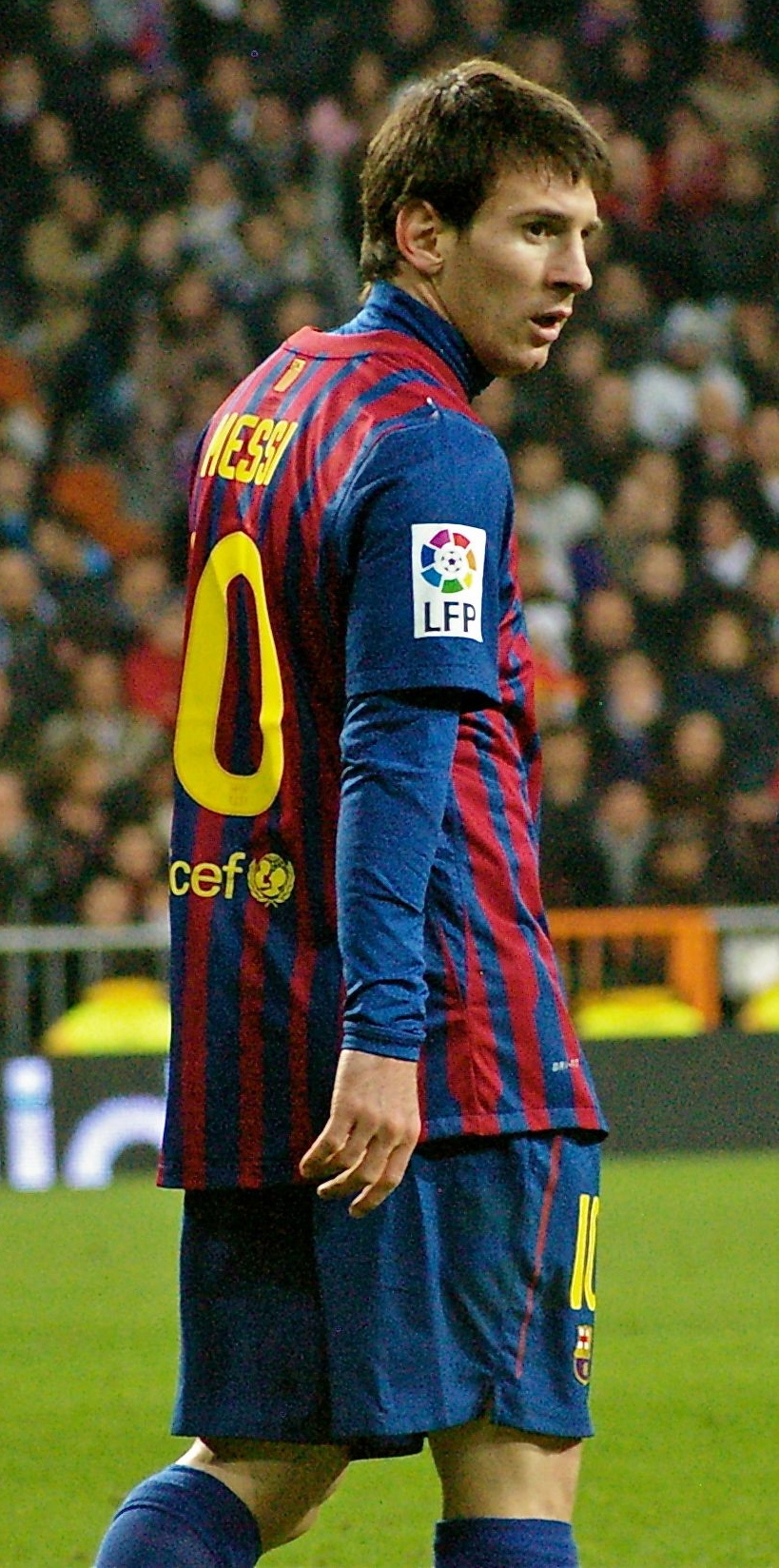
ميسي أثناء مباراة برشلونة مع ريال مدريد في كأس ملك إسبانيا 2011–12

في 20 مارس 2012 أصبح ميسي الهداف التاريخي لبرشلونة بعد أن أحرز هاتريك في مرمى غرناطة في بطولة الدوري الإسباني متجاوزاً سيزار الفاريز صاحب 232 هدف مع النادي. وفي الثالث من أبريل، سجَّل ميسي هدفين بركلات الترجيح ضد نادي ميلان خلال ربع نهائي إياب دوري أبطال أوروبا، كاسرًا رقمه القياسي الخاص، ليكون بذلك اللاعب الوحيد إلى جانب رود فان نيستلروي الذي سجَّل 12 هدفًا خلال موسم واحد لدوري أبطال أوروبا، كما سمحت له هذه الأهداف أن يُعادل رقم جوزيه ألتافيني الذي سبق وسجَّل 14 هدفًا خلال بطولة أوروبيَّة واحدة خلال موسم 1962–63. لم يتمكن ميسي من التسجيل خلال النصف نهائي، إذ أخطأ ركلة جزاء مهمة خلال مباراة الإياب الثانية، فأصابت كرته عارضة المرمى. في 11 أبريل سجَّل ميسي هدفه الحادي والستين للموسم ضد خيتافي، وفي الثاني من مايو سجَّل هدفًا ضد مالقا ليتفوق بذلك على غيرد مولر ويحطم رقمه القياسي (67 هدفًا خلال موسم 1972–73) بثمانية وستين هدفًا ليُصبح بذلك أفضل مُسجّل أهداف في التاريخ خلال موسم واحد في أوروبا. ثمَّ عاد وسجَّل 4 أهداف أخرى في 5 مايو ليرفع رصيده إلى رقم غير مسبوق وهو 72 هدف. وفي 25 مايو عاد ميسي ليُسجل مجددًا في نهائي كأس ملك إسبانيا، مُساعدًا برشلونة على الفوز بكأسهم الإسباني السادس والعشرين، رافعًا بذلك رصيد أهدافه في جميع المنافسات إلى 73 هدفًا، كما أنهى ميسي هذا الموسم بصفته أفضل مسجلي الاتحاد الأوروبي لكرة القدم للمرة الرابعة على التوالي، بأربعة عشرة هدفًا.
| "بقي رصيدي صامدًا مدَّة 40 سنة - 85 هدفًا في السنة - والآن حطَّمه أفضل لاعب في العالم، وإنني مسرورٌ لأجله. إنه لاعبٌ مذهل، لاعبٌ مارد." |
| — غيرد مولر بعد أن حطَّم ميسي رقمه القياسي.                                                                                      |

خلال مباراة برشلونة الأولى لهذا الموسم ضد ريال سوسيداد، تابع ميسي تسجيل الأهداف حتى أنهى المباراة بنتيجة 5–1، ثمَّ أضاف هدفًا آخر في ركلة جزاء بمباراة ضد ريال مدريد انتهت لصالح برشلونة 3–2، وذلك في 23 أغسطس في مباراة الإياب من كأس السوبر الإسباني 2012. أضاف ميسي إلى رصيده هدفًا آخر في مباراة الإياب الثانية من كأس السوبر الإسباني في ركلة حرَّة، على أنَّ برشلونة انهزمت في هذا اللقاء لصالح ريال مدريد. شكَّل هذا الهدف الهدف الخامس عشر لميسي في مباريات الكلاسيكو، مما جعله أفضل مسجّل في تلك المباريات، ولم يحل إلّا ثانيًا بعد ألفريدو دي ستيفانو، صاحب الأهداف الثمانية عشر. حصل ميسي على المركز الثاني في مسابقة جائزة أفضل لاعب بالاتحاد الأوروبي لكرة القدم، بعد كريستيانو رونالدو، على الرغم من أنَّ كلًا منهما حصل على 17 صوتًا. خلال ظهوره الثالث بالدوري، مرر ميسي الكرة إلى زميله أدريانو الذي سجَّل الهدف الوحيد ضد نادي فالنسيا. سجَّل ميسي هدفين إضافيين ضد نادي خيتافي في 15 سبتمبر وأضاف آخر في مباراة ضد سبارتاك موسكو في 20 سبتمبر، مما رفع رصيده في هذا الموسم إلى 10 أهداف.
في 11 نوفمبر، سجَّل ميسي هدفين ضد ريال مايوركا، ليصل رصيد أهدافه إلى 76 هدفًا في سنة 2012، كاسحًا رقم بيليه القياسي البالغ 75 هدفًا في سنة 1958، واقترب مقدار 9 أهداف من رقم الأسطورة الألماني غيرد مولر الذي دخل موسوعة غينيس للأرقام القياسيَّة بفضل عدد أهدافه. حقق ميسي هدفيه السابع والسبعين والثامن والسبعين ضد ريال سرقسطة في ملعب الكامب نو، فاقترب مقدار 7 أهداف من رقم مولر. وفي 20 نوفمبر سجَّل هدفين آخرين ضد سبارتاك موسكو، فبلغ رصيد أهدافه 80، واقترب مقدار 5 أهداف من رقم مولر القياسي. تابع ميسي مشوار تسجيله ضد نادي ليفانتي في 25 نوفمبر، حيث سجل هدفه الحادي والثمانين والثاني والثمانين، وفي 1 ديسمبر سجَّل هدفين آخرين ضد نادي أتلتيك بيلباو، فلم يبقى سوى هدف واحد يحول بينه وبين كسر رقم مولر القياسي، وفي 9 ديسمبر سجَّل هدفين آخرين ليكسر بذلك رقمه القياسي. في 12 ديسمبر رفع ميسي رصيده إلى 88 هدفًا، وفي 16 من ذات الشهر رفع رصيده مجددًا إلى 90 هدف.
بتاريخ 18 ديسمبر 2012، اُعلن عن تجديد إدارة نادي برشلونة لعقد ميسي ليمتد حتى 30 يونيو 2018، في أوائل عام 2013 فاز ميسي بجائزة كرة الفيفا الذهبية بصفته أفضل لاعب كرة قدم خلال عام 2012.

#### 2013–14: غياب الألقاب

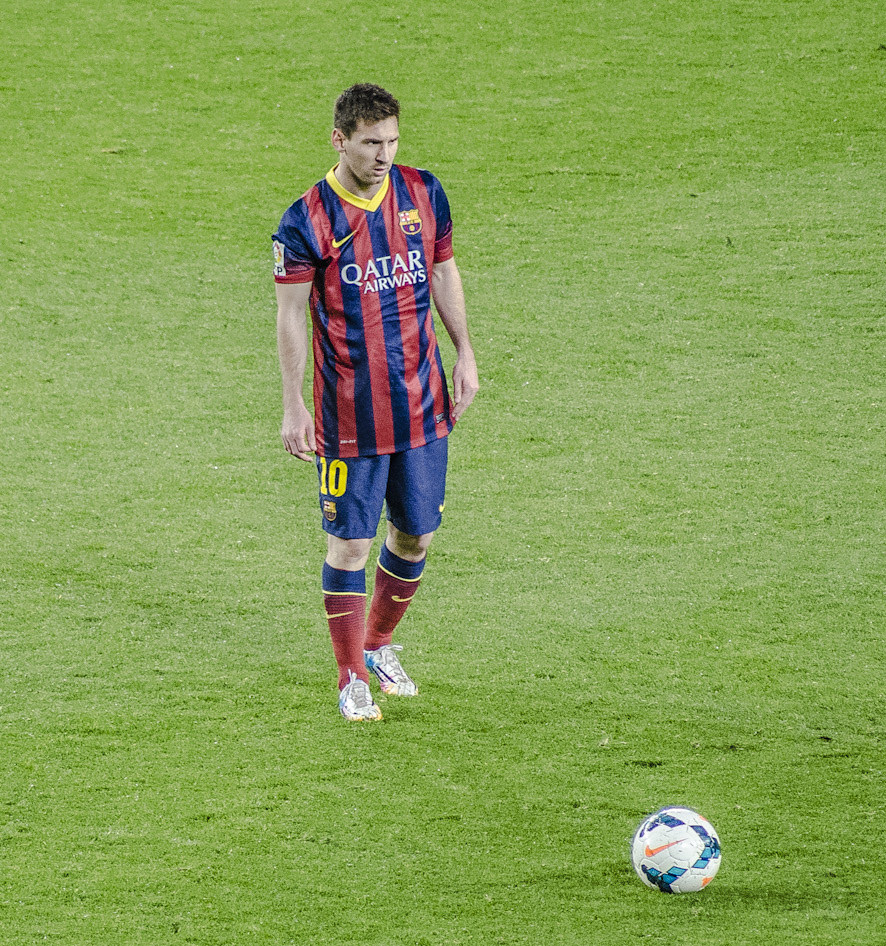
ميسي في في مباراة ضد ألميريا في 2014

في 28 يناير 2013 أحرز ميسي أربعة أهداف في مرمى نادي أوساسونا في إطار بطولة الدوري الإسباني ساهمت بفوز فريقة بتلك المباراة بنتيجة 5–1 وأصبح ميسي بعد المباراة أصغر لاعب يسجل 200 هدف في بطولة الدوري الإسباني، وخلال مباراة نادية مع نادي غرناطة تمكن ميسي من أحراز هدف كان بمثابة هدفة رقم 300 بقميص برشلونة في مختلف المسابقات، في مسابقة دوري أبطال أوروبا أحرز ميسي هدفين في مباراة الإياب أمام نادي إيه سي ميلان ساهمت بتأهل الفريق إلى دور الثمانية، في ذهاب دور الثمانية وخلال مباراة برشلونة مع نادي باريس سان جيرمان ببطولة دوري أبطال أوروبا أُصيب ميسي بتمزق في أوتار الركبة أثرت كثيراً على مردودة مع النادي حتى نهاية الموسم ورغم ذلك شارك ميسي في ذهاب الدور نصف النهائي امام نادي بايرن ميونخ الألماني ولم تسعفه الإصابة من تفادي الخسارة من النادي الألماني فخسر برشلونة ذهاباً 0–4 ولم يشارك في مباراة الإياب التي أُقيمت في ملعب كامب نو وخرج النادي من تلك البطولة، وخرج كذلك من بطولة كأس إسبانيا على يد نادي ريال مدريد في الدور نصف النهائي كذلك، في أواخر الموسم وتحديداً منتصف شهر أيار أُعلن أن ميسي لن يتمكن من إكمال الموسم بسبب الإصابة والإجهاد، ورغم ذلك تمكن برشلونة من تحقيق بطولة الدوري الإسباني محققاً 100 نقطة، واعتلى ميسي قائمة هدافي الدوري برصيد 46 هدفاً وسجل ستون هدفاً مع النادي بمختلف المسابقات.
تحت قيادة مواطنة المدرب الأرجنتيني تاتا مارتينو الذي تعاقدت معه إدارة نادي برشلونة لتدريب الفريق صيف عام 2013، استهل ميسي ورفاقه موسم 2013–14 بالفوز ببطولة كأس السوبر الإسباني بعد تعادلين مع نادي أتلتيكو مدريد بطل كأس إسبانيا لموسم 2012–13 الأول في ملعب فيسنتي كالديرون بنتيجة 1–1 والثاني في كامب نو 0–0 وتوج ميسي ورفاقه بتلك الكأس بسبب قاعدة احتساب الهدف خارج الديار بهدفين، في بدايات الدوري الإسباني أحرز ميسي بمرمى فالنسيا الهاتريك رقم 23 له مع نادية، وخلال شهر أيلول 2013 وفي بطولة دوري أبطال أوروبا أحرز ميسي هاتريك آخر في مرمى نادي أياكس الهولندي، في أواسط شهر تشرين الثاني تعرض ميسي للإصابة مجدداً خلال مباراة نادية أمام نادي ريال بتيس ضمن منافسات بطولة الدوري أبعدته عن الملاعب مدة ناهزت الشهرين حتى عاد أوائل شهر كانون الثاني من عام 2014، خلال الإعلان عن الفائزون بجوائز كرة الفيفا الذهبية التي تعقدها الفيفا حل ميسي ثانياً عن أدائه خلال عام 2013، في أواسط شهر أذار أحرز ميسي هاتريك ساهم بفوز فريقة على نادي أوساسونا 7–0 في الدوري، وليصبح بعدها ميسي الهداف التاريخي المطلق للنادي في جميع المباريات الرسمية والودية بعد تجاوزه عدد أهداف اللاعب باولينو ألكانتارا ( لعب لنادي برشلونة بين عامي 1912–1927 وأحرز 369 هدفاً)، في أواخر شهر أذار كذلك قاد ميسي نادية للفوز في الكلاسيكو الذي جمع برشلونة و وريال مدريد بعد أن أحرز هاتريك ساهمت بفوز برشلونة بنتيجة 4–3 في ملعب سانتياجو برنابيو في بطولة الدوري، أصبح بعدها هداف الكلاسيكو التاريخي.
في بطولة دوري الأبطال وفي الدور ربع النهائي أوقعت القرعة نادي برشلونة بمواجهة نادي أتلتيكو مدريد تعادل الفريقين ذهاباً في كامب نو 1–1 وفي مباراة الإياب خسر برشلونة بهدف وودع البطولة، وصل رفاق ميسي للمباراة النهائية ببطولة كأس إسبانيا وخسروا بنتيجة 1–2، بعدها أصبح الأمل الوحيد لميسي ورفاقه لإنهاء الموسم بالفوز ببطولة كبرى بطولة الدوري في آخر جولة في البطولة لعب برشلونة أمام أتلتيكو مدريد في كامب نو، برشلونة كان بحاجة للفوز لتحقيق البطولة وأي نتيجة أُخرى ستجعل أتلتيكو بطلاً، انتهت المباراة بالتعادل الإيجابي 1–1 بعد أن أحرز ميسي هدف ألغاه الحكم بداعي التسلل، وأنهى ميسي ونادية الموسم دون تحقيق أية بطولة كبرى والاكتفاء ببطولة السوبر الإسباني في بداية الموسم، أحرز ميسي خلال الموسم 41 هدفاً في مختلف البطولات منها 28 هدفاً في الدوري.

#### 2014–15: الثلاثية التاريخية

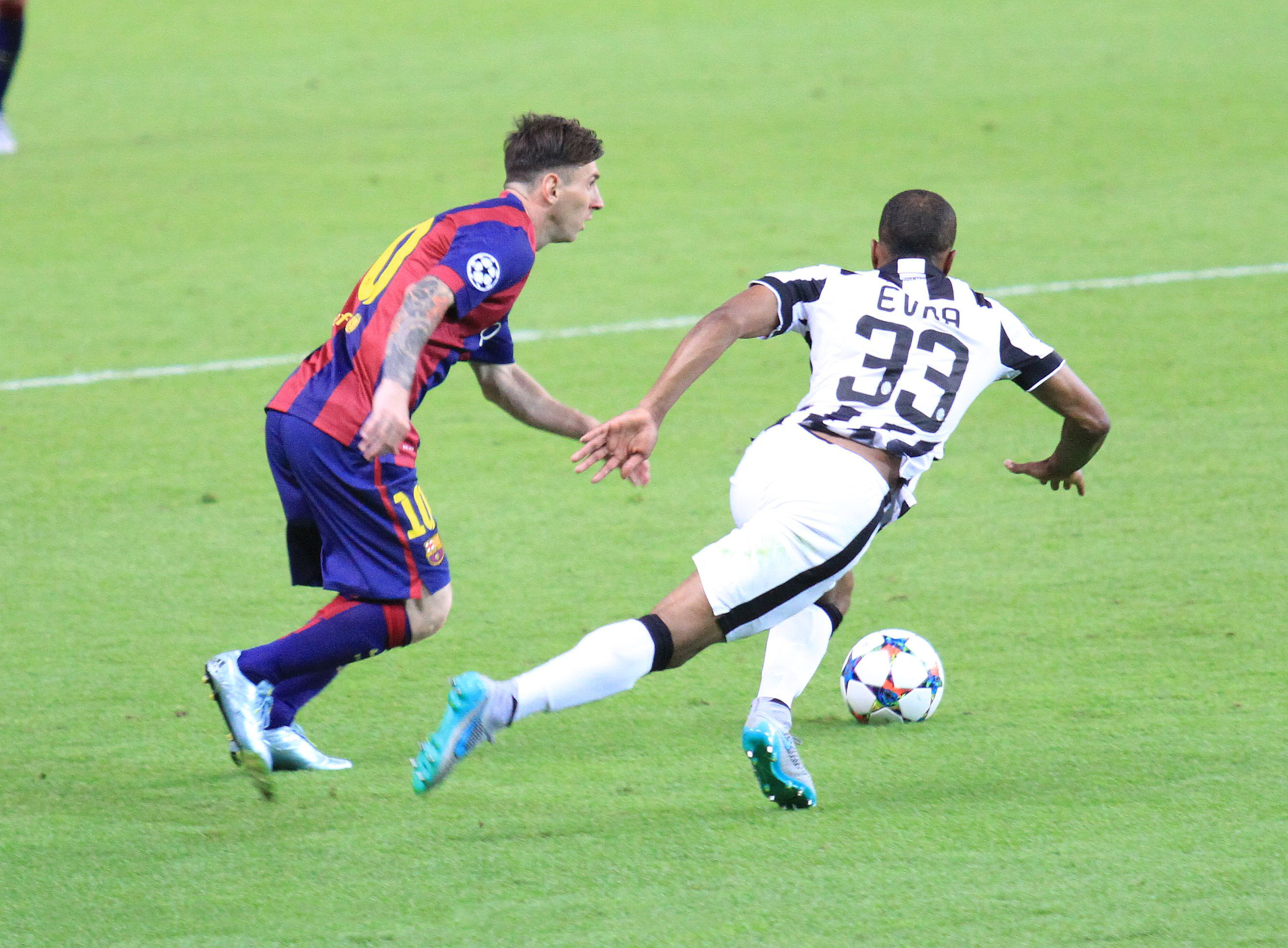
ميسي يُراوغ مدافع يوفنتوس باتريس إيفرا خلال نهائي دوري أبطال أوروبا 2015 في يونيو 2015

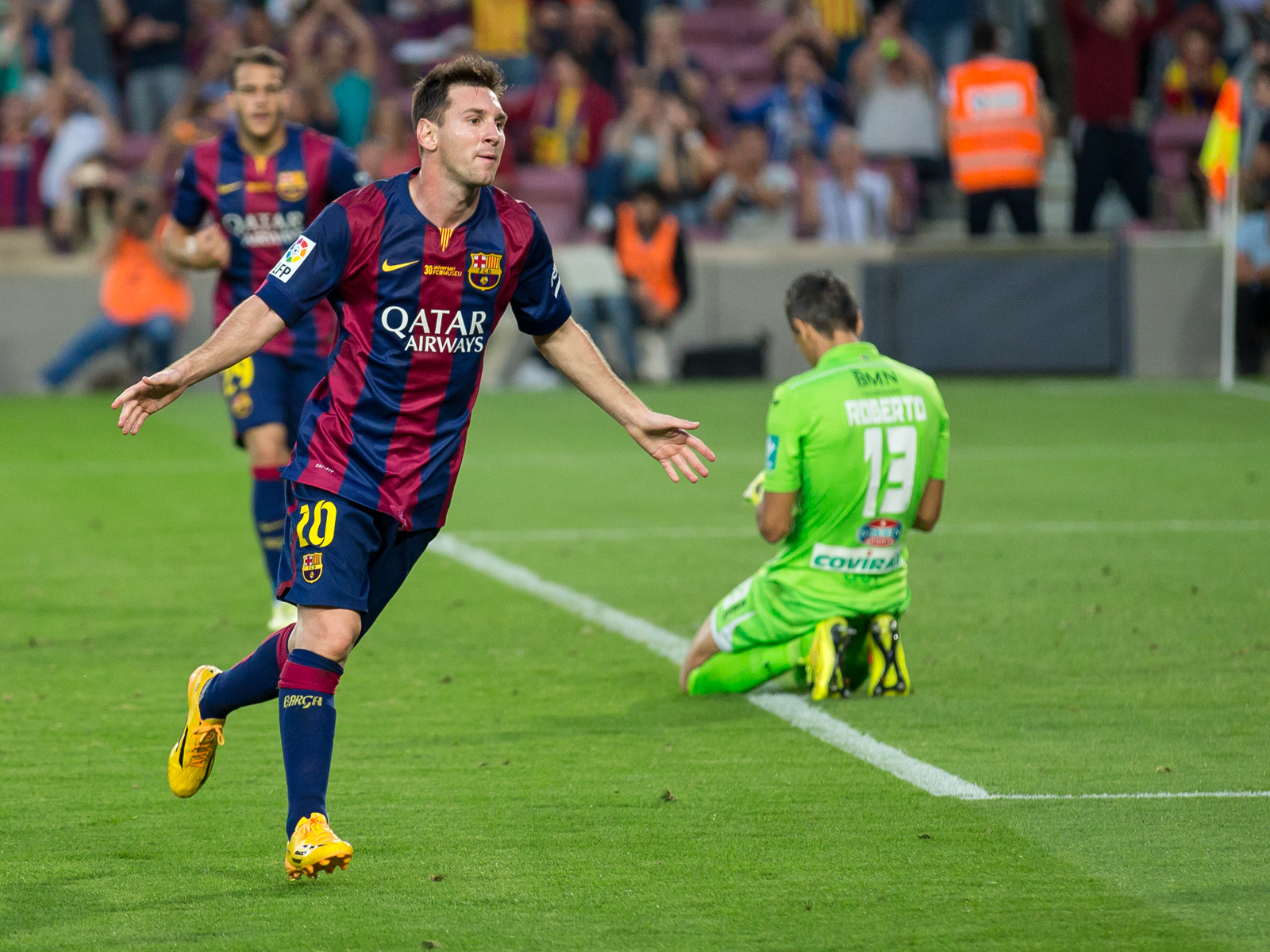
ميسي يحتفل بإحراز هدفاً في مرمى غرناطة موسم 2014–15

بعد انتهاء موسم 2013–14 الذي كان مخيباً لميسي وزملائه وجماهير النادي أُقيل المدرب تاتا مارتينو وعُين لويس أنريكي مدرباً، تميزت علاقة ميسي بأنريكي بالفتور في بدايات عهد المدرب مع برشلونة، ورغم ذلك لم يتوقف تألق ميسي وتحطيمه للأرقام القياسية، ففي 22 تشرين الثاني أحرز هاتريك في مرمى نادي إشبيلية جعلة الهداف التاريخي لبطولة الدوري الإسباني برصيد 253 هدفاً محطماً رقم تلمو زارا الذي أحرز 251 هدفاً في الدوري، وفي ذات الأسبوع وفي إطار بطولة دوري الأبطال أحرز هاتريك مجدداً بمرمى أبويل القبرصي جعلة هدافاً تاريخياً للبطولة محطماً رقم راؤول غونزاليس صاحب 71 هدفاً ليتربع ميسي حينها على عرش الهدافين التاريخيين بإثنين وسبعون هدفاً، في أوائل عام 2015 وخلال الإعلان عن الفائزون بجوائز كرة الفيفا الذهبية التي تعقدها الفيفا حل ميسي ثانياً بسبب دورة في قيادة منتخب الأرجنتين للمباراة النهائية لكأس العالم عام 2014، تأزمت علاقة ميسي ومدرب برشلونة لويس أنريكه بسبب قيام الأخير بإبقاء ميسي على مقاعد البدلاء في بعض المباريات وكاد ذلك الأمر أن يعصف بطموحات النادي خصوصاً بعد الخسارة من فريق ريال سوسييداد في الدوري، لكن سرعان ما قَبِله بعض اللاعبين، بعد فوز النادي بإياب الكلاسيكو في كامب نو في بطولة الدوري على ريال مدريد بنتيجة 2–1 أواخر شهر أذار، استطاع النادي الحفاظ على الصدارة حتى النهاية بفضل جهود ميسي وزملائه وخصوصاً نيمار ولويس سواريز وهدوء التوتر الذي كان سائدا بين ميسي ومدربة عزز حظوظ الفريق، وصل برشلونة لنهائي بطولة كأس إسبانيا ولعب المباراة النهائية امام نادي أتلتيك بيلباو وفاز برشلونة بفضل ميسي بنتيجة 3–1 في مباراة أحرز فيها ميسي هدفين، أما على صعيد بطولة دوري أبطال أوروبا فقد لعب النادي قبل النهائي امام فريق بايرن ميونخ الألماني وبفضل جهود ميسي تفوق النادي ذهاباً في كامب نو 3–0 في مباراة أحرز فيها هدفين قبل انتهاء المباراة بـ12 دقيقة وهدف قام بصناعته في الوقت الضائع، ورغم خسارة ميسي وزملائه إياباً 2–3 إلا أنهم بلغوا المباراة النهائية لدوري الأبطال بعد تفوقهم بجموع المباراتين 5–3، وتقابلوا فيها مع فريق يوفنتوس الإيطالي في 6 حزيران على الملعب الأولمبي في برلين وفاز برشلونة في النهائي بنتيجة 3–1 محققاً لقب دوري الأبطال للمرة الخامسة في تاريخ النادي وهو اللقب الرابع لميسي في تلك البطولة.
كان موسم 2014–15 موسم مميز واستثنائي للنجم الأرجنتيني مع نادية برشلونة بعد أن قاد النادي لثلاثية الدوري والكأس ودوري الأبطال للمرة الثانية بعد موسم 2008–09، وكان لميسي من خلال أهدافه التي سجلها والأهداف التي قام بصناعتها الدور الكبير والرئيسي في هذا الإنجاز، إذ بلغ عدد الأهداف التي سجلها خلال الموسم 58 هدفاً، 43 هدفاً في الدوري وخمسة أهداف في بطولة الكأس وعشرة أهداف في دوري الأبطال التي كان هدافاً لها مشاركة مع زميلة في الفريق نيمار واللاعب كريستيانو رونالدو، علاوة على 27 هدفاً قام بصناعتها خلال الموسم، يضاف إلى ذلك بمساهمة ميسي رفقة زميليه نيمار ولويس سواريز في تحطيم رقم قياسي بعدد الأهداف المسجلة من ثلاثي خط هجومي خلال موسم واحد وبلغ عدد تلك الأهداف 122 هدفاً.

#### 2015–16: النجاح المحلي

ميسي خلال مباراة كأس السوبر الأوروبي في افتتاحية الموسم 2015–16

بدأ الموسم رسمياً لنادي برشلونة في 11 أغسطس 2015 وتحديداً في مباراة كأس السوبر الأوروبي التي لعبها النادي امام نادي نادي إشبيلية الإسباني بطل دوري أوروبا موسم 2014–15 على ملعب بوريس بايتشادزه في عاصمة جورجيا تبليسي وفي مباراة كانت صعبة على برشلونة، قاد ميسي نادية للفوز بنتيجة 5–4 بعد أن امتدت المباراة إلى شوطين إضافيين تمكن ميسي من تسجيل هدفين خلال الوقت الأصلي للمباراة التي انتهى وقتها الأصلي 4–4، وفي أواخر الشوط الإضافي الثاني تسبب ميسي في تسجيل هدف الفوز الخامس بعد أن استغل اللاعب بيدرو الكرة التي سددها ميسي وصدها حارس نادي إشبيلية وسجل منها هدف الفوز، بعدها بثلاث أيام سافر الفريق إلى مدينة بلباو معقل فريق أتلتيك بيلباو وعلى ملعب سان ماميس خسر برشلونة في مباراة الذهاب بنتيجة كبيرة بلغت 0–4 في مباراة عجز ميسي ورفاقه عن عمل أي شيء، في مباراة الإياب في كامب نو أحرز ميسي هدف لم يسعف فريقة وانتهت المباراة بنتيجة 1–1 وفشل ميسي ورفاقه من الفوز بتلك الكأس. في 27 أغسطس وخلال قرعة دوري الأبطال تسلم ميسي جائزة أفضل لاعب في أوروبا عن موسم 2014–15 للمرة الثانية في تاريخ اللاعب بعد حصوله على 49 صوتاً في الجولة الثانية للتصويت، في 17 سبتمبر وفي أولى مباريات نادي برشلونة في بطولة دوري أبطال أوروبا لموسم 2015–16 التي لعبها النادي امام نادي روما الإيطالي لعب ميسي مباراته رقم مئة في تلك البطولة، وفي الجولة السادسة في إطار بطولة الدوري الإسباني وخلال مباراة فريقة امام نادي لاس بالماس التي أُقيمت في 26 سبتمبر تعرض ميسي لإصابة كشفت التقارير الطبية من الموقع الرسمي لنادي برشلونة ان ميسي سيغيب بسببها مدة تراوح بين سبعة وثمانية أسابيع عن الملاعب نظراً لتعرض الرباط الجانبي الداخلي للركبة اليسرى للإصابة، في 21 نوفمبر وبعد فترة غياب عن الملاعب ناهزت الثمانية أسابيع عاد ميسي للعب بعد تعافيه من الإصابة ودخل بديلاً خلال الشوط الثاني في مباراة الكلاسيكو التي جمعت فريقة مع ريال مدريد في الجولة الثانية عشر من الدوري الإسباني وانتهت بفوز رفاق ميسي بنتيجة 4–0. شارك ميسي نادية أواخر عام 2015 في كأس العالم لأندية كرة القدم وأحرز هدف في نهائي البطولة التي حقق لقبها برشلونة، وقبل انتهاء سنة 2015 وتحديداً في 30 ديسمبر خاض ميسي مباراته رقم 500 بقميص برشلونة وكانت أمام نادي ريال بيتيس في بطولة الدوري، معززا موقعة كواحد من أكثر ستة لاعبين خوضاً للمباريات بقميص نادي برشلونة، في مطلع سنة 2016 توج ميسي بجائزة كرة الفيفا الذهبية بعد نيلة نسبة 41،33% من الأصوات عن أدائه خلال سنة 2015، الجولة الرابعة والعشرون من الدوري الإسباني جمعت برشلونة مع سيلتا فيغو بتاريخ 14 فبراير، انتهت بنتيجة 6–1 لبرشلونة وأحرز ميسي خلالها هدفين، وأُثيرت ضجة إعلامية كبيرة بعد المباراة ليس للنتيجة الكبيرة، بل لطريقة الهدف الرابع الذي سجلة اللاعب الأوروغواياني لويس سواريز والذي جاء عن طريق ركلة جزاء نفذها ميسي بأسلوب تمهيد الكرة بتمريرة ضعيفة للأمام أكملها لويس سواريز في المرمى، وقد أطلق عليها الموقع الرسمي لنادي برشلونة ركلة الجزاء السحرية: ميسي–سواريز، في 17 فبراير وخلال بطولة الدوري أحرز ميسي هدفين في مرمى سبورتنغ خيخون كان هدف ميسي الأول الهدف رقم 300 للاعب في الدوري معززاً موقعه هدافًا تاريخي للبطولة، أما هدفة الثاني فقد ذكرت صحيفة إل موندو ديبورتيفو التي تصدر في مدينة برشلونة أنه الهدف رقم 10،000 في تاريخ نادي برشلونة، لكن الموقع الرسمي للنادي أعلن بعدها بأسبوع أن الهدف رقم 10 آلاف بتاريخ النادي أُحرز خلال المباراة أمام نادي ارسنال اللندني بتاريخ 23 فبراير خلال ذهاب الدور ثمن النهائي ببطولة دوري أبطال أوروبا 2015–16 والتي انتهت لمصلحة برشلونة بهدفين أحرزهما ميسي، في 3 مارس وخلال مباراة برشلونة مع رايو فايكانو في بطولة الدوري قاد ميسي نادية للفوز بنتيجة 5–1 بعد أن أحرز هاتريك هو الهاتريك رقم 35 له مع النادي في مختلف البطولات.
بعد فترة صيام عن التهديف مدتها خمسة مباريات متتالية لم يتمكن فيها ميسي من إحراز أي هدف مع النادي، وشهدت نتائج سلبية لبرشلونة وإهدار العديد من النقاط في الدوري الإسباني والخروج من الدور ربع النهائي في دوري الأبطال سجل ميسي هدفة رقم 450 مع النادي في مرمى فالنسيا في المرحلة 33 من الدوري الإسباني رافعاً رصيده الإجمالي مع احتساب أهدافه مع المنتخب الأرجنتيني إلى 500 هدف، وفي المرحلة 34 من الدوري ساهم ميسي بهدف أحرزه في مرمى ديبورتيفو لاكورونيا بالفوز العريض الذي حققه نادي برشلونة 8–0 على ملعب ريازور بعد ثلاثة هزائم متتالية في الدوري، وفي المباريات الأربعة الأخيرة لبرشلونة في بطولة الدوري ساهم ميسي مع زملائه في تحقيق أربعة انتصارات متتالية توجت الفريق بطلاً للدوري الإسباني، وفي نهائي بطولة الكأس صنع ميسي هدفيّ برشلونة في المباراة النهائية والتي انتهت لمصلحة برشلونة 2–0. خاض ميسي خلال موسم 2015–16 ثمانية وخمسون مباراة في مختلف البطولات وأحرز 41 هدفاً.

#### 2016–17: الحذاء الذهبي الرابع

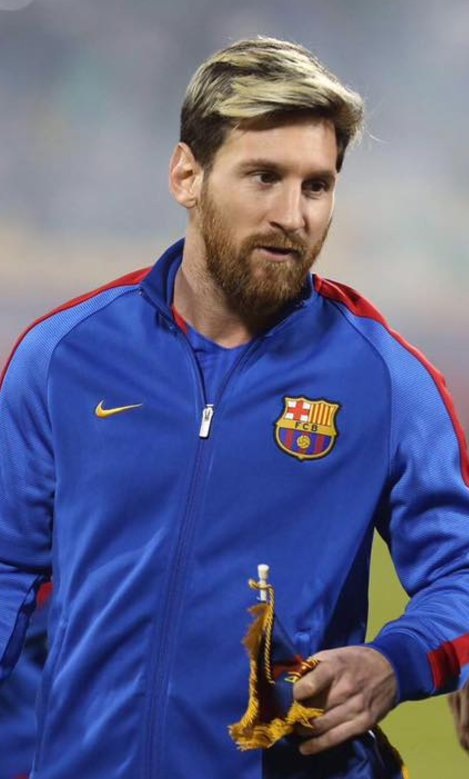
ميسي قبل مباراة ودية ضد الأهلي القطري في الدوحة، قطر في ديسمبر 2016

قبل انطلاقة موسم 2016–17، انضم ميسي إلى مجموعة لاعبي برشلونة المتجهة إلى دبلن للعب أولى مباريات بطولة الكأس الدولية للأبطال 2016 الودية، رغم أن عطلته لم تكن قد انتهت بعد آنذاك، حيث فضل الانضمام إلى الفريق في مبارياته التحضيرية. شارك ميسي في جميع مباريات الكأس الدولية للأبطال الثلاث والتي فاز برشلونة بمبارتين منها (ضد سلتيك و‌ليستر سيتي) وخسر الأخرى (ضد ليفربول). يوم 10 أغسطس، سجل ميسي هدفين في مباراة كأس جوان غامبر 2016 المقامة في الكامب نو ضد سامبدوريا الإيطالي والتي انتهت بفوز برشلونة بنتيجة 3–2. وحاز لأدائه على جائزة رجل المباراة ليصبح أول لاعب في تاريخ البطولة يفوز بجائزة رجل المباراة ثلاث مرات. شارك ميسي في مبارتي كأس السوبر الإسباني 2016 المقامتين يومي 14 و17 أغسطس مسجلًا هدفًا واحدًا ومقدمًا تمريرتين حاسمتين في المبارتين. وقد رفع الكأس ميسي نظرًا لغياب قائد الفريق إنييستا الذي كان قد أصيب في مباراة الذهاب، وهي أول مرة يحمل فيها ميسي كأسًا بصفته قائدًا لفريقه في مسيرته. يوم 20 أغسطس، سجل ميسي هدفين في أولى مباريات برشلونة في الدوري الإسباني ضد ريال بيتيس والتي انتهت بفوز البارسا بنتيجة 6–2. يوم 13 أغسطس، سجل ميسي هاتريك في أولى مباريات برشلونة في دوري أبطال أوروبا ضد سلتيك الإسكتلندي في الكامب نو، وهو الهاتريك السادس له في دوري الأبطال. يوم 17 سبتمبر، سجل ميسي هدفين ضد الوافد الجديد إلى الدوري الإسباني ليغانيس في ملعب بوتاركي في مباراة انتهت بنتيجة 5–1. بعد أربعة أيام، تعرض ميسي لإصابة في أصل الفخذ في مباراة برشلونة على أرضه ضد أتلتيكو مدريد غاب على إثرها عن الملاعبمدة ثلاثة أسابيع.
يوم 15 أكتوبر، وفي مباراة عودته من الإصابة، سجل ميسي هدفًا ضد ديبورتيفو لاكورونيا بعد دقيقتين من دخوله بديلًا لبوسكيتس في الدقيقة الرابعة والخمسين. يوم 19 أكتوبر، سجل ميسي ثلاثية ضد مانشستر سيتي في الجولة الثالثة من مباريات مرحلة المجموعات في دوري أبطال أوروبا، وهي الثلاثية السابعة له في دوري الأبطال. يوم 22 أكتوبر، سجل ميسي هدفين في مباراةٍ ضد فالنسيا في ملعب الميستايا أحدهما من ركلة جزاء في الدقيقة 94 حسمت المباراة لصالح برشلونة بنتيجة 3–2. يوم 1 نوفمبر، سجل ميسي هدف فريقه الوحيد في مباراة الإياب ضد مانشستر سيتي على أرض الأخير والتي انتهت بنتيجة 3–1. يوم 6 نوفمبر، سجل ميسي هدفًا وصنع آخر في مباراة برشلونة ضد إشبيلية في ملعب رامون سانشيز بيزخوان والتي انتهت بفوز برشلونة بنتيجة هدفين لهدف. يوم 23 نوفمبر، سجل ميسي هدفين ضد سلتيك في الجولة الخامسة من مباريات مرحلة المجموعات في دوري أبطال أوروبا وانتهت المباراة بنتيجة 2–0. يوم 27 نوفمبر، سجل ميسي هدف فريقه الوحيد في مباراة برشلونة أمام ريال سوسيداد في الليغا والتي أقيمت على ملعب الأنويتا وانتهت بنتيجة 1–1. يوم 6 ديسمبر، سجل ميسي هدفه العاشر في دوري الأبطال وذلك في مباراة ضد بوروسيا مونشنغلادباخ هي آخر مباريات برشلونة في دور المجموعات، وقد انتهت المباراة بنتيجة 4–0.
يوم 10 ديسمبر، سجل ميسي هدفين في مباراة برشلونة ضد أوساسونا على أرض الأخير والتي انتهت بنتيجة 0–3. يوم 18 ديسمبر وفي آخر مباريات برشلونة في 2016، سجل ميسي هدفًا وصنع آخر في ديربي كاتالونيا في الكامب نو، والذي فاز فيه برشلونة بأربع أهداف مقابل هدف. يوم 5 يناير 2017، سجل ميسي هدف فريقه الوحيد وذلك من خلال ركلة حرة مباشرة في ذهاب دور الـ16 من كأس ملك إسبانيا ضد أتلتيك بيلباو في السان ماميس. يوم 8 يناير، سجل ميسي هدف فريقه الوحيد في مباراته ضد فياريال في ملعب السيراميك وذلك من خلال ركلة حرة مباشرة في الدقيقة التسعين لتنتهي المباراة بنتيجة 1–1. يوم 11 يناير، سجل ميسي هدف التأهل لبرشلونة في إياب دور الـ16 من كأس الملك ضد أتلتيك بيلباو وذلك من خلال ركلة حرة مباشرة وانتهت المباراة بنتيجة 3–1. يوم 14 يناير، سجل ميسي هدفًا في مباراة برشلونة على أرضه ضد لاس بالماس والتي انتهت بنتيجة 5–0، وهو هدفه الأول ضد الأخير. يوم 22 يناير، سجل ميسي هدفًا في مباراة برشلونة ضد إيبار على أرض الأخير والتي انتهت بنتيجة 0–4. يوم 26 يناير، سجل ميسي هدفًا من ركلة جزاء وصنع هدفين في مباراة إياب ربع نهائي كأس ملك إسبانيا ضد ريال سوسيداد في الكامب والتي فاز بها برشلونة بنتيجة 5–2. يوم 29 يناير، صنع ميسي هدف برشلونة الوحيد في مباراة تعادل فيها مع ريال بيتيس على أرض الأخير، وذلك بهدف لمثله. يوم 1 فبراير، سجل ميسي هدفًا من تسديدة من خارج منطقة الجزاء في مباراة ذهاب نصف نهائي كأس الملك ضد أتلتيكو مدريد في ملعب فيسنتي كالديرون وانتهت بنتيجة 1–2 لصالح برشلونة.

#### 2017–18: الثنائية المحلية والحذاء الذهبي الخامس
افتتح ميسي موسم 2017–18 عن طريق تسجيله لركلة جزاء في مباراة هزيمة برشلونة 1–3 على أرضه أمام ريال مدريد في كأس السوبر الإسباني. وبالتالي، مدد ميسي رقمه القياسي في عدد الأهداف في الكلاسيكو إلى 24 هدف. في 27 أغسطس، سجل ميسي أول ثنائية له في موسم الدوري 2017–18 في مباراة الفوز خارج أرضه على ديبورتيفو ألافيس 2–0. هدف ميسي الأول كان الهدف رقم 350 له في الدوري الإسباني، ليصبح أول لاعب يحقق هذا الإنجاز على الإطلاق. في 9 سبتمبر، سجل ميسي أول هاتريك له في بطولة الدوري 2017–18، ضد إسبانيول في ديربي برشلونة، مما ساهم في الفوز 5–0 على الغريم المحلي. سجل ميسي هدفين أمام جانلويجي بوفون، في 12 سبتمبر، حيث هزم برشلونة بطل الدوري الإيطالي الموسم الماضي يوفنتوس 3–0 في دوري أبطال أوروبا. في 19 سبتمبر، سجل ميسي أربع أهداف على نادي إيبار في المباراة التي أنتهت بالفوز 6–1 في كامب نو. بعد ثلاثة أسابيع، في 1 أكتوبر، تخطى ميسي زميله السابق في الفريق كارليس بويول ليصبح ثالث أكثر لاعب مشاركة في تاريخ النادي، حيث ساعد برشلونة على هزيمة لاس بالماس 3–0 من خلال صناعته لهدف المباراة الافتتاحي لسيرخيو بوسكيتس، ثم سجل اثنان في وقت لاحق من المباراة الرسمية رقم 594 له مع النادي؛ لعبت المباراة بدون جماهير في كامب نو بسبب العنف في كاتالونيا فيما يتعلق باستفتاء الاستقلال المستمر آنذاك.
في 18 أكتوبر، وفي مشاركته رقم 122 الأوروبية مع النادي، سجل ميسي هدفه رقم 97 في دوري أبطال أوروبا، و 100 له في جميع مسابقات الأندية التابعة للاتحاد الأوروبي لكرة القدم، في مباراة الفوز 3–1 على أرضه أمام أولمبياكوس. أصبح ميسي اللاعب الثاني بعد كريستيانو رونالدو الذي حقق هذا الإنجاز في هذا القرن. في 23 أكتوبر، أنهى ميسي المركز الثاني خلف كريستيانو رونالدو في عام 2017 وهو أفضل لاعب في العالم للسنة الثانية على التوالي. في 4 نوفمبر، لعب مباراته رقم 600 مع برشلونة في مباراة الفوز على أرضه 2–1 أمام إشبيلية في الدوري الإسباني. بعد اتسلمه للحذاء الذهبي الرابع، وقع ميسي عقدًا جديدًا مع برشلونة في 25 نوفمبر، يبقيه مع النادي حتى موسم 2020–21. وُضِع بند لكسر العقد يبلغ 700 مليون يورو. في 7 يناير 2018، شارك ميسي في مباراته رقم 400 في الدوري الإسباني مع برشلونة في المباراة التي فاز فيها على أرضه 3–0 على ليفانتي، احتفل بهذه المناسبة من خلال صناعته لـ144 تسجيله لـ365 في الدوري مع النادي، ليعادل غيرد مولر كأكثر لاعب سجل أهداف في الدوري مع نادي واحد في أحد الدوريات الخمس الكبرى في أوروبا.
في 4 مارس، سجل هدفه الرسمي رقم 600 من ركلة حرة في مباراة الفوز على أرضه 1–0 أمام أتلتيكو مدريد، في الدوري الإسباني. في 14 مارس، سجل ميسي هدفيه رقم 99 و100 في دوري أبطال أوروبا في مباراة الفوز على تشيلسي 3–0، وأصبح ثاني لاعب بعد كريستيانو رونالدو يصل إلى هذا الإنجاز. كان هدفه الافتتاحي، والذي جاء بعد دقيقتين وثماني ثوان فقط، هو الأسرع في مسيرته المهنية. خلال نفس المباراة، صنع أيضًا هدف لعثمان ديمبيلي؛ أدت هذه النتيجة إلى تأهل برشلونة إلى الدور ربع النهائي في المسابقة للموسم الحادي عشر على التوالي. في 7 أبريل، سجل هاتريك في مباراة الفوز 3–1 على ليغانيس بما في ذلك هدفه السادس الذي سجله من ضربة حرة لهذا الموسم، ليعادل الرقم القياسي الذي كان بحوزة زميله السابق رونالدينيو. أنهى مرة أخرى الموسم وهو هداف في الدوري الإسباني، برصيد 34 هدفا، والتي جعلت منه أيضا يفوز بجائزة الحذاء الذهبي الخامس في تاريخه ليتجاوز كريستيانو رونالدو الذي كان يحمل أربعة. في 21 أبريل، سجل ميسي هدف برشلونة الثاني – الهدف 40 له في الموسم – في مباراة الفوز 5–0 على إشبيلية في نهائي كأس ملك إسبانيا 2018، في وقت لاحق أيضا صنع هدف سواريز الثاني. كان هذا هو لقب برشلونة الرابع على التوالي و30 في تاريخه. في 29 أبريل، سجل ميسي هاتريك في مباراة الفوز 4–2 خارج أرضه على ديبورتيفو لاكورونيا، الذي شهد فوز برشلونة بلقب الدوري الخامس والعشرين. في 9 مايو، سجل ميسي في مباراة فوز برشلونة على 5–1 فياريال ليحقق أطول سلسلة بدون هزيمة (43 مباراة) في تاريخ الدوري الإسباني.

#### 2018–19: قائد برشلونة، والليغا العاشرة، والحذاء الذهبي السادس

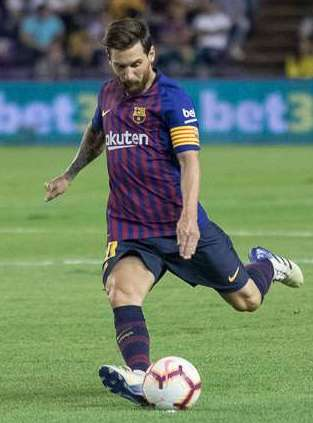
ميسي يُسدد ركلة حرة ضد بلد الوليد في عام 2018

مع رحيل القائد السابق أندريس إنييستا في مايو 2018، اختير ميسي كقائد جديد للفريق في الموسم التالي. في 12 أغسطس 2018، رفع لقبه الأول كقائد لبرشلونة وهو كأس السوبر الإسباني بعد فوزه على إشبيلية 1–2. في 19 أغسطس، سجل ميسي ثنائية ليساعد برشلونة على هزيمة ألافيس 3–0 في أول مباراة له في الدوري الإسباني لهذا الموسم. هدفه الأول الذي أتى من ضربة حرة، كان هو الهدف رقم 6000 لبرشلونة في الدوري الإسباني. في 18 سبتمبر، سجل ميسي هاتريك في فوزه على أرضه بنتيجة 4–0 على آيندهوفن الهولندي في المباراة الافتتاحية لدوري أبطال أوروبا لهذا الموسم، مسجلاً رقماً قياسياً جديداً لأكثر لاعب تسجيلاً للهاتريك في تاريخ المسابقات، بثماني هاتريكات. في 20 أكتوبر، سجل ميسي وصنع في مباراة الفوز 4–2 على أرضه أمام إشبيلية، لكنه أُجبر لاحقًا على الخروج في الدقيقة 26 بعد سقوطه بشكل غريب وإصابة ذراعه اليمنى؛ أكدت الفحوصات في وقت لاحق أنه تعرض لكسر في عظمه الشعاعي، وغابمدة ثلاثة أسابيع تقريبًا. في 8 ديسمبر، سجل ميسي ركلتين حرتين – هدفه التاسع والعاشر من الكرات الثابتة خلال السنة التقويمية – في مباراة الفوز 4–0 خارج أرضه ضد غريمه الكاتالوني إسبانيول في الدوري الإسباني. كانت هذه هي المرة الأولى التي يُحقق فيها هذا الإنجاز في الدوري. كان هدفه الأول هو هدفه العاشر في الدوري لهذا الموسم، مما جعله أول لاعب يصل إلى أرقام ثنائية في الدوري الإسبانيمدة 13 موسمًا متتاليًا. في نفس المباراة، لعب مباراته رقم 32 له في ديربي برشلونة، مساويا لرقم زميلة السابق تشافي.
في 13 يناير 2019، سجل ميسي هدفه رقم 400 في الدوري الإسباني في مباراته رقم 435 في الدوري، حيث فاز على أرضه 3–0 على إيبار، ليصبح أول لاعب على يحقق هذا الرقم في واحد من الدوريات الخمس الكبرى في أوروبا. في 30 يناير، سجل هدفه رقم 50 في كأس ملك إسبانيا، وصنع أخر، في مباراة الفوز 6–1 على أرضه أمام إشبيلية في مباراة الإياب من ربع النهائي، والتي سمحت لبرشلونة بالتقدم إلى الدور نصف النهائي بعد الفوز 6–3 في مجموع المباراتين. في 2 فبراير، سجل ميسي ثنائية في مباراة التعادل 2–2 ضد فالنسيا، هدفه الأول الذي كان من ركلة جزاء، كان الهدف رقم 50 له في الدوري من ضربات الجزاء؛ على هذا النحو، أصبح اللاعب الوحيد في تاريخ الدوري الإسباني بعد كريستيانو رونالدو وهوغو سانشيز يسجل 50 ركلة جزاء في البطولة. في وقت لاحق من ذلك الشهر، اعترف النادي أنهم بدأوا الاستعدادات لاعتزال ميسي في المستقبل. في 23 فبراير، سجل ميسي الهاتريك رقم 50 في مسيرته، كما صنع هدف لسواريز، حيث ساعد برشلونة على العودة من بعد التأخر وتحقيق الفوز بنتيجة 4–2 على إشبيلية في الدوري الإسباني؛ ليصل إلى 650 في مسيرته مع النادي والمنتخب. في 17 مارس، سجل ميسي الهاتريك رقم 51 ضد ريال بيتيس. في 16 أبريل، سجل ميسي ثنائية في مباراة الفوز 3–0 على ضيفه مانشستر يونايتد في مباراة الإياب من ربع نهائي دوري أبطال أوروبا ليحقق برشلونة الفوز 4–0 في مجموع المباراتين، مما جعل برشلونة يتقدم إلى الدور نصف النهائي في المنافسة أول مرة منذ عام 2015؛ كانت هذه أيضًا أول أهدافه في ربع نهائي دوري أبطال أوروبا منذ عام 2013.
في 27 أبريل، دخل ميسي من مقاعد البدلاء وسجل الهدف الوحيد في مباراة الفوز على أرضه بنتيجة 1–0 على ليفانتي، مما سمح لبرشلونة بالحصول على لقب الدوري؛ كان هذا هو ظهوره رقم 450 في الدوري، وأول لقب له في الدوري كقائد لبرشلونة. في 1 مايو، سجل ميسي ثنائية في المباراة التي فاز فيها فريقه على ليفربول 3–0 في ذهاب الدور نصف النهائي من دوري أبطال أوروبا؛ كان هدفه الثاني في المباراة، والذي أتى ركلة حرة من على بعد 35 ياردة، هو الهدف رقم 600 له في مسيرته مع النادي الكتالوني. من قبيل الصدفة، سجل ميسي أول هدف له مع برشلونة في نفس التاريخ، قبل 14 عامًا. في مباراة الإياب بعد ستة أيام على ملعب أنفيلد، تعرض برشلونة لهزيمة 4–0 خارج أرضه، مما جعل ليفربول يتقدم إلى النهائي بعد الفوز 4–3 في مجموع المباراتين. في 19 مايو، في مباراة برشلونة الأخيرة بالدوري الاسباني لهذا الموسم، سجل ميسي ثنائية في مباراة التعادل 2–2 خارج أرضه أمام إيبار (أهدافه 49 و 50 في الموسم في جميع المسابقات)، مما جعله يحصل على لقبه السادس في جائزة بيتشيشي. حيث أصبح هداف الدوري، برصيد 36 هدف من 34 مباراة؛ مع سادس جائزة له تعادل في عدد الجوائز مع زارا. كما حصل على جائزة الحذاء الذهبي الأوروبي السادسة، وجائزة قياسية وحقق رقم قياسي بحصوله عليها للموسم الثالث على التوالي منذ موسم 2016–17. في 25 مايو، سجل ميسي هدفه الأخير في هذا الموسم في مباراة الهزيمة 2–1 أمام فالنسيا في نهائي كأس ملك إسبانيا 2019.

#### 2019–20: رقم قياسي في الكرة الذهبية السادسة
في 5 أغسطس 2019، أُعلن أن ميسي سيغيب عن جولة برشلونة في الولايات المتحدة بعد إصابته في عضلة الربلة اليمنى. في 19 أغسطس، رُشح هدف ميسي ضد ريال بيتيس لجائزة بوشكاش لعام 2019. في وقت لاحق من ذلك الشهر، عانى من انتكاسة أخرى بعد عودة إصابته في عضلة الربلة، مما استبعده من المباراة الافتتاحية للموسم؛ ونتيجة لذلك، غاب إلى أجل غير مسمى، وكان من المتوقع عودته إلى برشلونة بعد التوقف الدولي في سبتمبر. في 2 سبتمبر، أُدرج ميسي في القائمة المختصرة كواحد من المنافسين الثلاثة النهائيين لكل من جائزة بوشكاش لعام 2019 وجائزة الفيفا للأفضل كرويا لعام 2019، حيث فاز ميسي بالأخيرة في 23 سبتمبر.
شارك ميسي أول مرة في الموسم في 17 سبتمبر، وفي 6 أكتوبر سجل أول هدف له في الموسم من ركلة حرة في مباراة الفوز 4–0 على أرضه أمام إشبيلية. كان هذا هو هدفه رقم 420 في الدوري الإسباني، مما جعله يحطم الرقم القياسي بـ419 هدفًا الذي سجله كريستيانو رونالدو في الدوريات الخمس الكبرى في أوروبا. في 23 أكتوبر، سجل ميسي هدفه الأول في دوري أبطال أوروبا في مباراة الفوز 2–1 على ضيفه سلافيا براغ، ليصبح أول لاعب يسجل في 15 موسمًا متتاليًا في دوري أبطال أوروبا (باستثناء جولات التصفيات). كما الرقم القياسي المسجل باسم الثنائي راؤول وكريستيانو رونالدو، حيث سبق لكل منهما أن سجل في شباك 33 فريقًا مختلفًا في البطولة. في 29 أكتوبر، سجل ميسي وصنع هدفين في مباراة الفوز 5–1 على أرضه أمام ريال بلد الوليد في الدوري الإسباني. كان هدفه الأول من الركلة الحرة رقم خمسين في مسيرته. كما أن أهدافه (608) جعلته يتفوق على عدد الأهداف الأكبر لكريستيانو رونالدو (606) على مستوى الأندية. في 9 نوفمبر، سجل ميسي هاتريك (بما في ذلك ركلتين حرتين) في الفوز 4–1 على أرضه ضد سيلتا فيغو. كانت هذا هو الهاتريك رقم 34 في الدوري الأسباني، أي أنه عادل الرقم القياسي الذي كان يحمله كريستيانو رونالدو في الدوري الإسباني. في 27 نوفمبر، في مباراته رقم 700 مع برشلونة، سجل ميسي هدفاً وصنع هدفين آخرين في الفوز 3–1 على ضيفه بوروسيا دورتموند في دوري أبطال أوروبا. بروسيا دورتموند كان الفريق الرابع والثلاثين الذي يسجل ضده في المسابقة، محطماً الرقم القياسي السابق البالغ 33 الذي كان يحتفظ به كلٍ من كريستيانو رونالدو وراؤول. في 2 ديسمبر، مُنح ميسي جائزة الكرة الذهبية السادسة التي حطم فيها الرقم القياسي الذي كان يحمله بالتشارك مع كريستيانو رونالدو. في 8 ديسمبر، حقق ميسي رقم قياسي جديد بتسجيله للهاتريك رقم 35 في الدوري الإسباني في مباراة فوز برشلونة 5–2 على مايوركا. في 22 فبراير 2020، سجل ميسي أربعة أهداف في الفوز 5–0 على أرضه أمام نادي إيبار في الدوري الإسباني. في 14 يونيو، في مباراة الفوز 4–0 خارج أرضه أمام مايوركا، صنع ميسي هدفين وسجل آخر، ليصبح أول لاعب على الإطلاق في الدوري الإسباني يسجل 20 هدفًا أو أكثر في 12 موسمًا متتاليًا. في 30 يونيو، سجل ركلة جزاء على طريقة بانينكا في مباراة التعادل 2–2 على أرضه ضد أتلتيكو مدريد في الدوري الإسباني، ليصل إلى هدفه رقم 700 في مسيرته المهنية مع برشلونة والأرجنتين. في 11 يوليو، صنع ميسي الهدف العشرين لله في هذا الموسم في الدوري لأرتورو فيدال في مباراة الفوز خارج أرضه على ريال بلد الوليد 1–0، وهو ما يعادل الرقم القياسي الذي سجله تشافي من 20 تمريرة حاسمة في موسم واحد في الدوري الأسباني في موسم 2008–09. برصيد 22 هدفًا، أصبح أيضًا ثاني لاعب على الإطلاق في الدوريات الخمس الكبرى الأوروبية في القرن الحادي والعشرين، بعد تييري هنري في الدوري الإنجليزي الممتاز لموسم 2002–03 مع أرسنال (24 هدفًا و 20 تمريرة حاسمة)، يسجل 20 هدفًا على الأقل و20 تمريرة حاسمة في موسم واحد بالدوري. بعد تسجيله لهدفين في مباراة الفوز 5–0 خارج ملعبه ضد ألافيس في المباراة الختامية لموسم الدوري في 19 يوليو، أنهى ميسي الموسم بصفته الهداف وأفضل صانع أهداف في الدوري الإسباني، مع 25 هدفاً و21 تمريرة حاسمة، والتي جعلته يفوز بجائزة البيتشيشي السابعة له كرقم قياسي، متخطياً زارا؛ ومع ذلك، خسر برشلونة لقب الدوري لريال مدريد. في 9 أغسطس، في دور الستة عشر من دوري أبطال أوروبا ضد نابولي على كامب نو، سجل ميسي الهدف الثاني وحصل على ركلة جزاء أدت إلى الهدف الثالث وقاد فريقه للفوز 3–1 على أرضه وتأهل بنتيجة 4–2 في مجموع المباراتين لربع النهائي ضد بايرن ميونخ. في 15 أغسطس، تلقى ميسي أسوأ هزيمة له كلاعب عندما فاز بايرن ميونخ 8–2 على برشلونة في لشبونة، مما أدى إلى خروج مخيب للآمال من دوري أبطال أوروبا.

#### أغسطس 2020: الرغبة في مغادرة برشلونة
في 25 أغسطس 2020، أعلن برشلونة «أن ميسي أرسل للنادي وثيقة تُعبر عن رغبته في الرحيل». حظي الإعلان بردود فعل إعلامية كبيرة، بما في ذلك من زملائه الحاليين والسابقين، والرئيس الكتالوني يواكيم تورا. في 26 أغسطس، كرر المدير الرياضي لبرشلونة، رامون بلانز، رغبة النادي في «بناء فريق حول أهم لاعب في العالم» وأكد أن ميسي لن يكون قادرًا على المغادرة إلا إذا دفع الشرط الجزائي البالغ 700 مليون يورو؛ وذكر أنه لا يمكن لميسي أن يفعل البند الذي في عقده والذي كان سيسمح له بمغادرة النادي مجانًا إلا إذا كان قد أبلغ النادي بقراره بحلول 31 مايو 2020، على الرغم من أن ممثلي اللاعب جادلوا بضرورة أن يكون الموعد النهائي حتى 31 أغسطس، بسبب تأجيل انتهى موسم 2019–20 بسبب جائحة كورونا. في 30 أغسطس، أصدر الدوري الإسباني بيانًا بخصوص ميسي بأن عقده مع برشلونة لا يزال ساريًا وأن الشرط الجزائي الخاص به لا يزال ساريًا.
في 4 سبتمبر، أصدر خورخي ميسي، والد ليونيل ووكيله، بيانًا رسميًا ردًا على الدوري الإسباني يدعي أن «بند الـ700 مليون يورو غير صالح عندما يكون إنهاء العقد بقرار من اللاعب من جانب واحد مع انتهى موسم 2019–20»، كما ورد في عقد ميسي مع النادي؛ بعد لحظات أصدر الدوري الإسباني ردًا بالقول إنه يكرر البيان الذي نُشر في 30 أغسطس. في وقت لاحق من ذلك المساء، أعلن ميسي في مقابلة مع موقع جول أنه سيستمر في برشلونة ويكمل العام الأخير من عقده. وأوضح في المقابلة أنه أبلغ النادي برغبته في المغادرة طوال العام وأن رئيس النادي جوسيب بارتوميو قال إنه يمكن أن يقرر في نهاية كل موسم ما إذا كان يريد البقاء أو المغادرة لكنه لم يلتزم بكلمته في النهاية وأشار إلى الشرط الجزائي البالغ 700 مليون يورو، والذي ترك لميسي خيارين: البقاء أو الذهاب إلى المحكمة ضد النادي. وذكر ميسي في نفس المقابلة أنه «لن أذهب إلى المحكمة أبدًا ضد نادي حياتي. ولهذا السبب سأبقى».

#### 2020–21: الموسم الأخير في برشلونة
في 27 سبتمبر، بدأ ميسي موسم 2020–21 بتسجيله ركلة جزاء في الفوز 4–0 على أرضه ضد فياريال في الدوري الإسباني. قبل يومين من المباراة الافتتاحية، انتقد النادي مرة أخرى، هذه المرة بسبب طريقة رحيل زميله وصديقه لويس سواريز، قائلاً: «في هذه المرحلة لم يعد هناك شيء يفاجئني». في 20 أكتوبر، سجل ميسي ركلة جزاء وصنع الهدف الخامس في الفوز 5–1 على أرضه ضد فيرينتسفاروشي في دوري أبطال أوروبا، ليصبح أول لاعب في التاريخ يسجل في 16 موسمًا متتاليًا في دوري أبطال أوروبا. في 25 نوفمبر، رُشّح ميسي لجائزة أفضل لاعب في العالم لعام 2020 واختير لاحقًا أحد المرشحين الثلاثة النهائيين. في 29 نوفمبر، سجل ميسي الهدف الرابع لفريقه في فوزهم 4–0 على أوساسونا. وبعد تسجيله، نزع قميصة وكشف عن قميص فريقه السابق نيولز أولد بويز، تكريما لمواطنه الأرجنتيني دييغو مارادونا، الذي وافته المنية قبل أربعة أيام، ورفع يديه على الشاشة التي يظهر فيها وجه مارادونا في الملعب. كان القميص نسخة طبق الأصل من نفس القميص الذي كان يرتديه مارادونا خلال الفترة التي قضاها مع النادي في عام 1993. في 17 ديسمبر، احتل ميسي المركز الثالث في جائزة الفيفا لأفضل لاعب في العالم خلف روبرت ليفاندوفسكي وكريستيانو رونالدو وأُدرج في تشكيلة الفيفا السنوية للعام الرابع عشر على التوالي.
في 23 ديسمبر، سجل ميسي هدفه 644 لبرشلونة ضد ريال بلد الوليد في الدوري الإسباني، متجاوزًا بيليه مع سانتوس باعتباره اللاعب الذي سجل أكبر عدد من الأهداف لنادي واحد. للاحتفال بإنجازه، أرسل زجاجات بيرة مخصصة لكل حارس مرمى سجل ميسي في شباكه. في 17 يناير 2021، طُرد أول مرة في مسيرته الكروية بسبب سلوكه العنيف (ضرب رأس أسيير فيلاليبري، لم ينتبه له الحكم في البداية ولكن تمت مراجعته عبر الفار) في الدقائق الأخيرة من الوقت الإضافي في نهائي كأس السوبر الإسباني 2020–21 حيث خسر برشلونة 3–2 أمام أتلتيك بيلباو. في 10 مارس، سجل ميسي هدفًا من مسافة 35 ياردة، ثم أضاع ركلة جزاء في مباراة التعادل 1–1 ضد باريس سان جيرمان على ملعب بارك دي برينس في إياب دور الـ16 لدوري أبطال أوروبا حيث أُقصي برشلونة في هذه المرحلة. أول مرة منذ 14 عامًا بمجموع 2–5 بعد الخسارة 1–4 على أرضه في 16 فبراير، حيث سجل ميسي هدف برشلونة الوحيد في تلك المباراة أيضًا. في 15 مارس، سجل ميسي ثنائية وصنع آخر في الفوز 4–1 على هويسكا. مع الهدف الأول، أصبح أول لاعب في تاريخ كرة القدم يسجل 20 هدفًا على الأقل في 13 موسمًا متتاليًا في الدوريات الخمس الكبرى 5 بطولات. في 21 مارس، تجاوز الرقم القياسي لتشافي ليصل إلى الرقم القياسي في المشاركات مع النادي بـ768 مباراة، حيث سجل ثنائية أيضًا في الفوز 6–1 خارج أرضه أمام ريال سوسيداد. في 17 أبريل، سجل ثنائية ليقود برشلونة للفوز على أتلتيك بيلباو 4–0 في نهائي كأس الملك 2021، محطماً العديد من الأرقام القياسية. مع هدفه الثاني، حطم الرقم القياسي لغيرد مولر بتسجيله 30 هدفًا في 12 موسمًا مع النادي، مسجلاً رقمًا قياسيًا عالميًا جديدًا بـ13 موسم. كما تفوق على ريان غيغز باعتباره لاعب كرة القدم الأكثر تتويجًا لنادٍ واحد، مع 35 لقب. أُعلن عن فوز ميسي بجائزة البيتشيشي وهو هداف في الدوري الإسباني للمرة الثامنة في مسيرته. كان أيضًا فوزه القياسي الخامس على التوالي في الدوري الإسباني، متجاوزًا الأرجنتيني ألفريدو دي ستيفانو والمكسيكي هوغو سانشيز اللذان حصلا على أربعة مع ريال مدريد، وعادلا رقم جان بيير بابان الذي حصد لقب هدافي الدوري خمس مرات متتالية في الدوريات الخمس الأولى في أوروبا.
في 1 يوليو 2021، أصبح ميسي لاعبًا حراً بعد انتهاء عقده، مع تعقيد المفاوضات بشأن العقد الجديد بسبب المشكلات المالية في برشلونة.

##### الرحيل والمؤتمر الصحفي الوداعي
في 5 أغسطس، أعلن برشلونة أن ليونيل ميسي لن يبقى في النادي، على الرغم من توصل الطرفين إلى اتفاق وكان من المقرر توقيع عقد في ذلك اليوم. واستشهد النادي بالعقبات المالية والهيكلية التي فرضتها لوائح الدوري الإسباني كسبب لرحيل ميسي. وقد تعذّر التوصل إلى اتفاق لتجديد عقده مع النادي بعد أن طُولب بتخفيض راتبه بأكثر من 50% ليتناسب مع سقف الرواتب الذي وضعته رابطة الدوري الإسباني، وهو الأمر الذي كان يُمكن تلافيه لو أن إدارة برشلونة استغنت عن لاعب آخر من لاعبيها لحل أزمة سقف الرواتب التي يواجهها النادي. من جانب آخر، نُظِر إلى هذا الإعلان على أنه محاولة من إدارة برشلونة لتبرئة ساحتها من تهم التسبّب برحيل لاعبها التاريخي، ومحاولة للضغط على رابطة الدوري الإسباني لتُقدّم الأخيرة استثناءات لبرشلونة يسمح لها في تجاوز سقف الرواتب المسموح به لأندية الدوري الإسباني لموسم 2021–22. في 8 أغسطس، عُقد في الكامب نو مؤتمر صحفي وداعي أجهش فيه ميسي بالبكاء، وأعلن فيه أنه فعل ما بوسعه لتذييل العقبات أمام تجديد عقده وأنه تنازل عن نصف راتبه، إلا إن ذلك لم يكن كافيًا. كذلك أعلن أنه يسعى مع ناديه المستقبلي إلى تحقيق بطولة دوري أبطال أوروبا للمرة الخامسة في مسيرته، وتخطي عدد ألقاب داني ألفيس الذي يتصدر قائمة أكثر اللاعبين تتويجًا بالألقاب.

### باريس سان جيرمان

#### موسم 2021–22: الكرة الذهبية السابعة

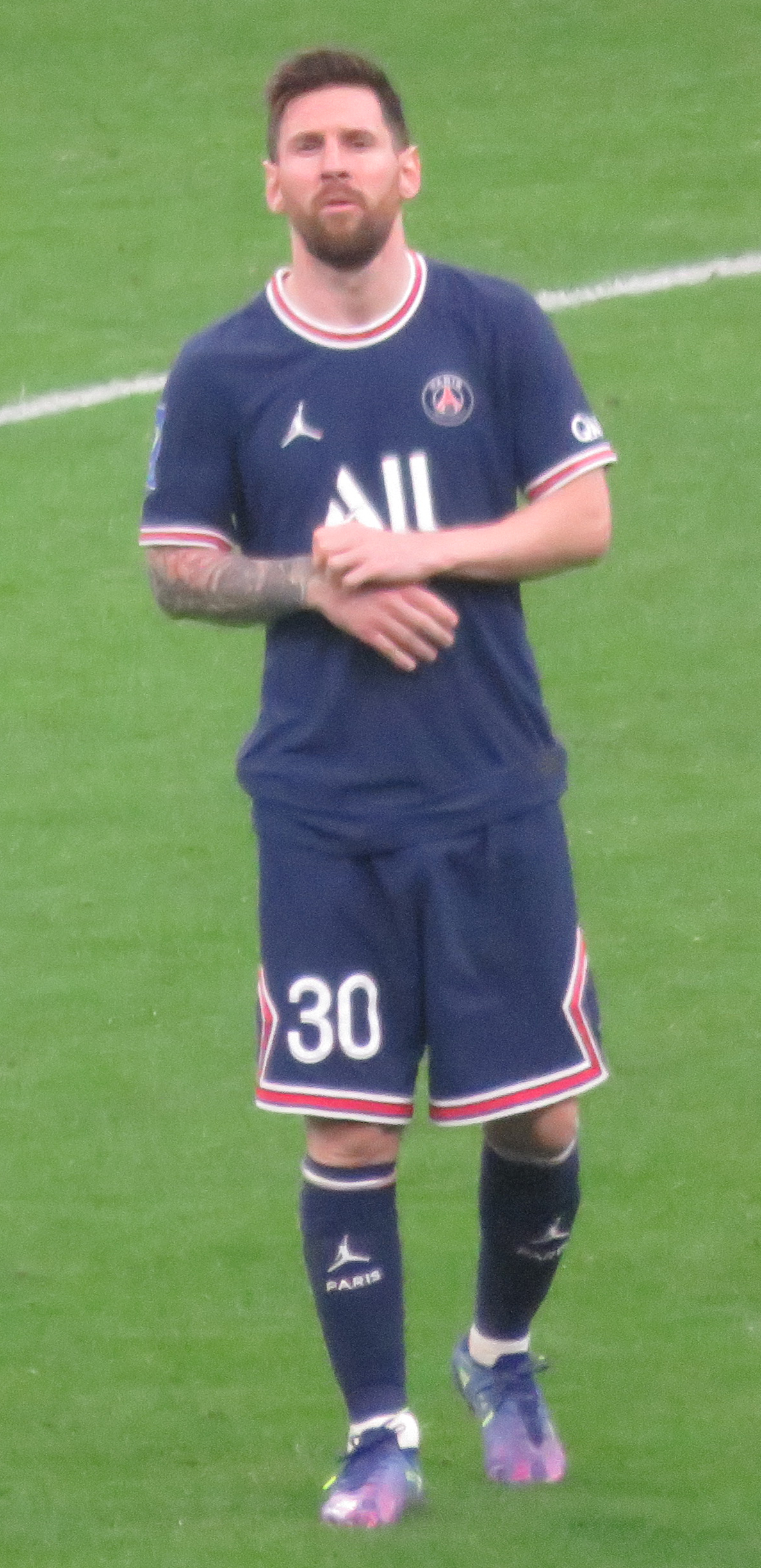
ميسي يلعب مع باريس سان جيرمان في عام 2021

في 10 أغسطس، انضم ميسي إلى نادي باريس سان جيرمان الفرنسي. وقع عقداًمدة عامين حتى يونيو 2023 مع خيار التمديد لعام إضافي. اختار ميسي القميص رقم 30، وهو نفس الرقم الذي كان يرتديه عندما كان مراهقًا عندما ظهر أول مرة مع برشلونة.
شارك ميسي أول مرة مع النادي في 29 أغسطس، حيث حل بديلاً في الشوط الثاني من الفوز 2–0 خارج أرضه أمام ريمس في الدوري الفرنسي. تعادل خارج ملعبه مع كلوب بروج في 15 سبتمبر. بعد أربعة أيام، شارك ميسي على أرضه مع باريس سان جيرمان بفوزه 2–1 على ليون. في 28 سبتمبر، سجل ميسي هدفه الأول للنادي في مباراة الفوز 2–0 في دور المجموعات بدوري أبطال أوروبا على مانشستر سيتي بقيادة بيب غوارديولا. في 21 نوفمبر، سجل ميسي هدفه الأول في الدوري الفرنسي في مباراة الفوز 3–1 على أرضه أمام نانت. في 28 نوفمبر، قدم ميسي ثلاث تمريرات حاسمة للمرة الخامسة في مسيرته عندما فاز باريس سان جيرمان على سانت إتيان 3–1 خارج أرضه.
بعد أن سجل 41 هدفًا وقدم 17 تمريرة حاسمة على مستوى النادي والمستوى الدولي للعام التقويمي ومساعدة الأرجنتين على الفوز بكوبا أمريكا 2021، في 29 نوفمبر، حصل ميسي على الكرة الذهبية السابعة. كما أصبح ثاني أكبر لاعب (34 عامًا و 158 يومًا) يفوز بجائزة الكرة الذهبية.

## مسيرته الدولية
ظهر ميسي أول مرة مع منتخب الأرجنتين تحت–20 سنة في شهر يونيو عام 2004، في مباراة ودية ضد الباراغواي. في سنة 2005 كان جزءاً من الفريق الذي فاز ببطولة كأس العالم للشباب تحت 20 سنة في هولندا، حيث فاز بالكرة الذهبية والحذاء الذهبي، بتسجيله في المباريات الأربع الأخيرة للأرجنتين وإحرازه ما مجموع ستة أهداف في البطولة.
لعب أول مباراة دولية كاملة في 17 أغسطس سنة 2005 ضد منتخب المجر في سن الثامنة عشر. نزل كبديل في الدقيقة 63، لكنه طرد في الدقيقة 65 بعد أن رأى الحكم، ماركوس ميرك، أنه نطح المدافع فيلموس فانتشاك، الذي كان يسحب قميص ميسي. وكان هذا القرار مثير للجدل وادعى مارادونا أيضاً إن هذا القرار متعمد. وعاد ميسي للفريق يوم 3 سبتمبر بخسارة الأرجنتين 1–0 ضمن تصفيات كأس العالم خارج أرضه أمام الباراغواي. وقال قبل المباراة: «هذه إعادة لأول ظهور، فالأولى كانت قصيرة قليلاً». ثم خاض أول مباراة له مع الأرجنتين ضد منتخب البيرو، وبعد المباراة وصف بيكرمان ميسي بأنه «جوهرة».
في 28 مارس سنة 2009، في التصفيات المؤهلة لنهائيات كأس العالم ضد فنزويلا، ارتدى ميسي القميص رقم 10 أول مرة مع الأرجنتين. وكانت هذه المباراة الرسمية الأولى لدييغو مارادونا كمدرب للأرجنتين. فازت الأرجنتين بنتيجة 4–0 في المباراة وبافتتاح ميسي التسجيل.
في 17 نوفمبر 2010، سجل ميسي هدفاً في اللحظة الأخيرة ضد المنافس الأمريكي الجنوبي البرازيل بعد مجهود فردي ليساعد فريقه بالفوز بنتيجة 1–0 في مباراة ودية، لُعبت في الدوحة. وكانت هذه هي المرة الأولى التي يسجل بها أمام البرازيل على مستوى الكبار. سجل ميسي هدفاً آخر في آخر لحظة في 9 فبراير 2011 ضد البرتغال من ركلة جزاء أعطت فريقه الفوز بنتيجة 2–1 في مباراة ودية، لعبت في جنيف، سويسرا.

### كأس العالم 2006
هددت الإصابة التي أبعدت ميسي عن اللعبمدة شهرين في نهاية موسم 2005–06 وجوده في كأس العالم لعام 2006. ومع ذلك، اُختِير ميسي في منتخب الأرجنتين للبطولة في 15 مايو 2006. كما أنه لعب في المباراة الأخيرة قبل كأس العالم ضد المنتخب الأرجنتيني تحت 20 سنةمدة 15 دقيقة، ومباراة ودية ضد أنغولامدة 64 دقيقة، كما كان قد شهد فوز الأرجنتين في المباراة الافتتاحية ضد ساحل العاج من مقاعد البدلاء. في المباراة التالية ضد صربيا والجبل الأسود، أصبح ميسي أصغر لاعب يمثل الأرجنتين في كأس العالم عندما دخل كبديل لماكسي رودريغيز في الدقيقة 74. صنع هدف هرنان كريسبو في غضون دقائق من دخوله المباراة وسجل أيضا الهدف الأخير، ليفوز منتخب بلاده بنتيجة 6–0، مما يجعله أصغر هداف في البطولة وسادس أصغر هداف في تاريخ كأس العالم. بدأ ميسي في مباراة الأرجنتين التالية 0–0 أمام هولندا. في المباراة التالية ضد المكسيك، دخل ميسي بديلا في الدقيقة 84، وكانت النتيجة تعادل 1–1، وكاد أن يسجل هدفاً، ولكنه احتسب تسلل في وقت حاجة الأرجنتين إلى هدف في الوقت الاضافي لتمضي قدماً. ترك المدرب خوسيه بيكرمان ميسي على مقاعد البدلاء في مباراة الربع النهائي ضد ألمانيا، التي خسرتها الأرجنتين 4–2 في ركلات الترجيح.

### كوبا أمريكا 2007

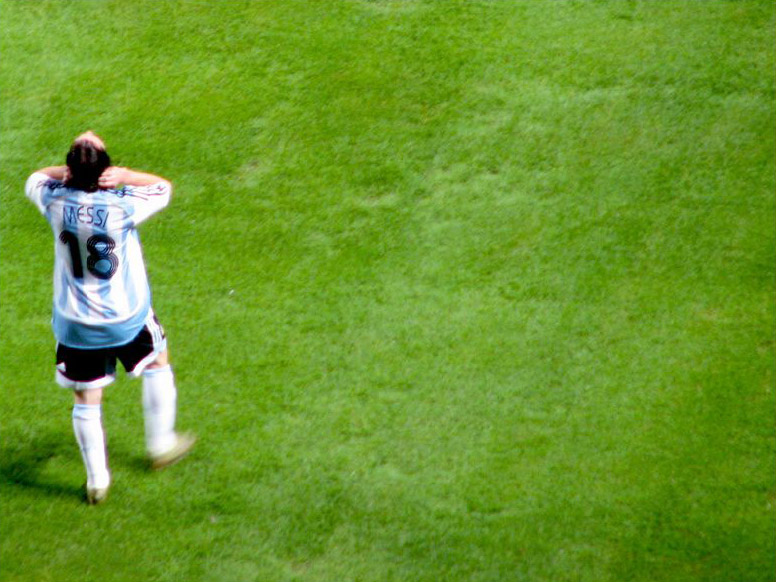
ميسي في كوبا أمريكا 2007.

لعب ميسي المباراة الأولى له في كوبا أمريكا 2007 في 29 يونيو من نفس العام، عندما هزمت الأرجنتين الولايات المتحدة بنتيجة 4–1 في المباراة الأولى. في هذه المباراة، أظهر قدراته كصانع ألعاب، إذ صنع هدفاً لزميله المهاجم هرنان كريسبو، والعديد من التسديدات على المرمى. دخل تيفيز بديلاً لميسي في الدقيقة 79 وسجل فيما بعد.
كانت المباراة الثانية له ضد منتخب كولومبيا، التي حصل فيها على ركلة جزاء وحولها كريسبو إلى تعادل بنتيجة 1–1. كما لعب دوراً في هدف الأرجنتين الثاني عندما تمت عرقلته خارج منطقة الجزاء، مما أتاح لخوان رومان ريكيلمي بالتسجيل من ركلة حرة، لتصبح غلة الأرجنتين 3–1. وكانت النتيجة النهائية للمباراة 4–2 لصالح الأرجنتين لتضمن لها مكاناً في الدور الربع النهائي في البطولة.
في المباراة الثالثة، ضد الباراغواي، أراح المدرب ميسي بعد التأهل بالفعل لدور الثمانية، ثم دخل من على مقاعد البدلاء مكان استبان كامبياسو في الدقيقة 64، حينما كانت النتيجة لا تزال 0–0. في الدقيقة 79، صنع هدف لخافيير ماسكيرانو. في الدور الربع النهائي، فيما واجهت الأرجنتين البيرو، سجل ميسي الهدف الثاني من المباراة، إثر تمريرة ريكيلمي، لتفوز الأرجنتين بنتيجة 4–0. خلال مباراة الدور نصف النهائي ضد المكسيك، سجل ميسي كرة ساقطة فوق أوسفالدو سانشيز لتصل الأرجنتين إلى المباراة النهائية بعد فوزهم بنتيجة 3–0. وقد خسرت الأرجنتين أمام البرازيل 3–0 في المباراة النهائية.

### الألعاب الأولمبية الصيفية 2008

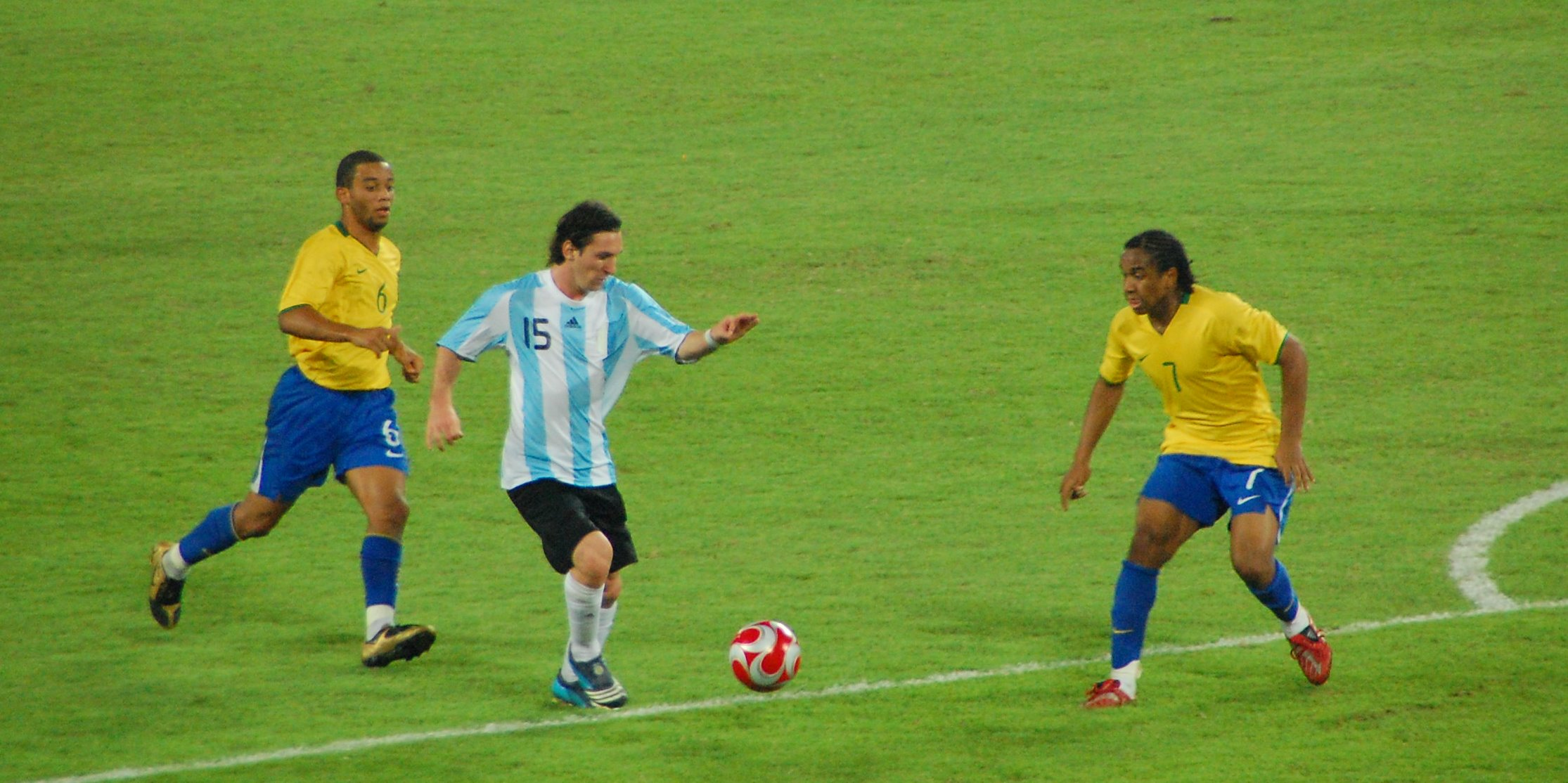
ميسي في المبارة نصف النهائية ضد البرازيل في دورة الألعاب الأولمبية الصيفية لعام 2008.

بعد أن مُنع ميسي من اللعب للأرجنتين في دورة الألعاب الأولمبية الصيفية لعام 2008، وافقت إدارة نادي برشلونة على تركه يرحل بعد أن تفاهم مع المدرب المعين حديثاً جوسيب غوارديولا. انضم ميسي بعد ذلك لتشكيلة الأرجنتين وسجل الهدف الأول في الفوز 2–1 على ساحل العاج. ثم سجل الهدف الأول، وصنع لأنخل دي ماريا في الشوط الثاني ليقود فريقه بالفوز 2–1 في الوقت الإضافي على هولندا. وظهر أيضاً في مباراة الأرجنتين ضد منافسه البرازيل، التي فازت بها الأرجنتين بنتيجة 3–0، وبالتالي تقدمت إلى المباراة النهائية. في مباراة الميدالية الذهبية، صنع ميسي مرة أخرى لدي ماريا هدف المباراة الوحيد في الفوز على نيجيريا 1–0.

### كأس العالم 2010
| مقارنة بيليه ومارادونا ستنتهي.                                        |
| —دييغو مارادونا، في إجابته حول ما إذا فاز ميسي بكأس العالم لسنة 2010. |

لعب ميسي مع الأرجنتين في المباراة الافتتاحية بأكملها، وقاد المنتخب للفوز بنتيجة 1–0 ضد نيجيريا. كانت له عدة فرص للتسجيل لكن فانسون إنياما أوقفها مراراً وتكراراً. بدأ ميسي في مباراة الأرجنتين التالية بالفوز 4–1 على كوريا الجنوبية؛ وقد شارك في جميع أهداف فريقه وساعد غونزالو هيغواين بتسجيل هاتريك. في المباراة الثالثة والأخيرة من مرحلة المجموعات كان ميسي القائد للأرجنتين في مباراة الفوز 2–0 على اليونان، مرة أخرى كان مركز نقطة لعب الأرجنتين وكان رجل المباراة.
في دور الستة عشر صنع لكارلوس تيفيز ليسجل الهدف الأول في مباراة الفوز 3–1 ضد المكسيك. واحتسب الحكم هذا الهدف على الرغم من أنه كان تسلل واضح. انتهت بطولة كأس العالم للأرجنتين بخسارة 4–0 أمام ألمانيا.

### كوبا أمريكا 2011
شارك ميسي في بطولة كوبا أمريكا 2011 في الأرجنتين، حيث لم يسجل أي هدف ولكنه صنع ثلاث أهداف. واُختِيره كرجل المباراة في مباراتين ضد بوليفيا (1–1) وكوستاريكا (3–0). خرجت الأرجنتين من الدور الربع النهائي في ركلات ترجيحية ضد الأوروغواي (1–1 وقت إضافي)، وسجل ميسي أول ركلة ترجيح.

### كأس العالم 2014

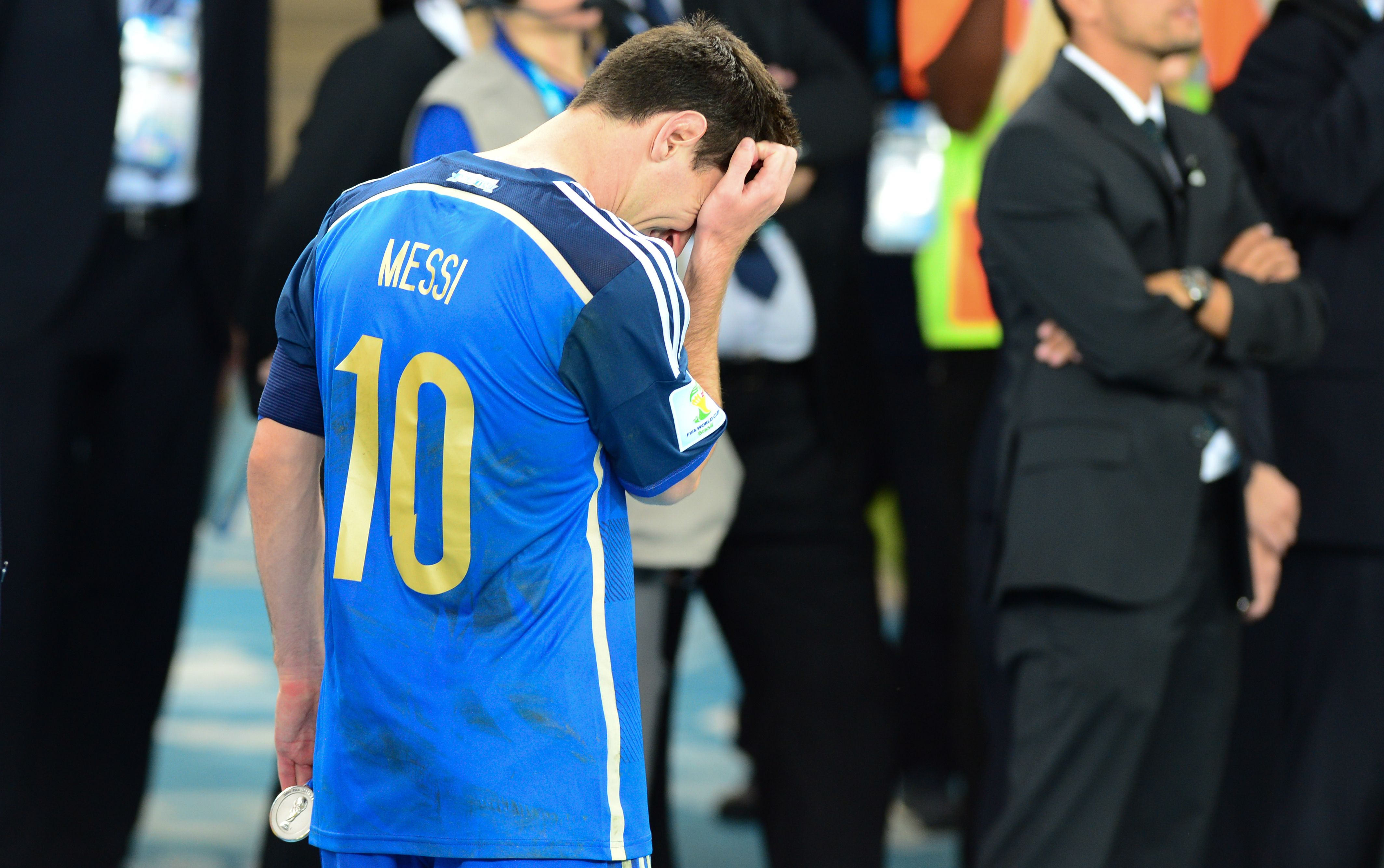
ميسي حزيناً بعد خسارة المباراة النهائية ببطولة كأس العالم 2014 أمام ألمانيا.

شارك المنتخب الأرجنتيني في كأس العالم التي أقيمت صيف العام 2014 في البرازيل وسلمت شارة القيادة لميسي، لعبت الأرجنتين في المجموعة السادسة F وتصدرتها بعد الفوز في مبارياتها الثلاث في تلك المجموعة بدأ المنتخب الأرجنتيني مبارياته أمام البوسنة والهرسك وحقق المنتخب الأرجنتيني الفوز بنتيجة 2–1 أحرز ميسي هدف خلال تلك المباراة، وفي المباراة الثانية أحرز ميسي هدف بلادة الوحيد أمام منتخب إيران في الوقت الضائع وتحقق الأرجنتين ثاني انتصاراتها في البطولة، في آخر مباريات الأرجنتين في دور المجموعات تقابلت مع منتخب نيجيريا أحرز ميسي هدفين ساهما بتفوق الأرجنتين بنتيجة 3–2، في الدور الثاني (ثمن النهائي) لعب المنتخب الأرجنتيني أمام منتخب سويسرا واستطاعت الأرجنتين الفوز بصعوبة بنتيجة 1–0 بعد أن امتدت المباراة إلى شوطين إضافيين هدف قام بصناعته ميسي بتمريرة متقنة إلى اللاعب دي ماريا في الدقيقة 118 وحصل ميسي على جائزة رجل المباراة للمرة الرابعة على التوالي في البطولة، لعب المنتخب الأرجنتيني أمام منخب بلجيكا في الدور ربع النهائي وحقق رفاق ميسي الفوز بهدف مبكر تأهلوا بموجبة إلى الدور نصف النهائي، تقابلت الأرجنتين مع هولندا في قبل نهائي البطولة في مباراة امتدت إلى شوطين إضافيين دون أن يتمكن أي فريق من أحراز هدف لتمتد إلى ركلات الترجيح رجحت المنتخب الأرجنتيني للوصول إلى نهائي البطولة بنتيجة 4–2 أحرز ميسي إحدى تلك الركلات، جمعت المباراة النهائية في كأس العالم رفاق ميسي و ألمانيا في مباراة أهدر خلالها ميسي ورفاقه العديد من الفرص السهلة رغم سيطرة الألمان على الكرة انتهى الوقت الأصلي للمباراة 0–0 وخلال الشوط الإضافي الثاني وفي الدقيقة 113 بدد الألمان طموحات ميسي ورفاقه في تحقيق الكأس بعد احرازهم لهدف لم يتمكن ميسي وباقي نجوم الأرجنتين من تعديل النتيجة ويكتفي المنتخب الأرجنتيني بالمركز الثاني والميدالية الفضية، على الصعيد الفردي أحرز ميسي خلال البطولة أربعة أهداف وحصل على جائزة كرة اديداس الذهبية التي تمنح لأفضل لاعب في البطولة.

### كوبا أمريكا 2015
بدأ ميسي أولى مباريات منتخب بلادة الأرجنتين ببطولة كوبا أمريكا 2015 التي أقيمت في تشيلي بإحراز هدف من ركلة جزاء في مرمى الباراغواي في مباراة انتهت بالتعادل 2–2، في المباراة التالية تفوق رفاق ميسي على الأوروغواي 1–0 المباراة الثالثة في البطولة للمنتخب الأرجنتيني كانت مميزة بالنسبة إلى قائد المنتخب والتي كانت أمام جامايكا إذ كانت المباراة الدولية رقم مئة في مسيرة اللاعب مع منتخب بلادة وفازت الأرجنتين فيها 1–0، في الدور الثاني من البطولة تجاوزت الأرجنتين بصعوبة منتخب كولومبيا بركلات الترجيح 5–4 بعد انتهاء الوقتيين الأصلي والإضافي 0–0 أحرز ميسي إحدى ركلات الترجيح، وفي قبل نهائي البطولة اكتسح نجوم الأرجنتين منتخب الباراغواي بنتيجة 6–1 في مباراة اكتفى فيها ميسي بصناعة هدفين، في المباراة النهائية للبطولة تقابلت الأرجنتين مع صاحبة الأرض تشيلي لكن نجوم الأرجنتين بقيادة ميسي أخفقوا في ترجمة أفضليتهم خلال المباراة وخسروا بركلات الترجيح 1–4 في مباراة لم يتمكن أي من طرفيها من التسجيل خلال الوقتيين الأصلي والإضافي وكان ميسي الوحيد من لاعبي الأرجنتين الذي تمكن من التسجيل في ركلات الترجيح، ليخفق المنتخب الأرجنتيني بقيادة ميسي مجدداً في إحراز كأس دولية.

### كوبا أمريكا المئوية
منعت الإصابة ميسي من لعب أولى مباريات الأرجنتين في كوبا أمريكا المئوية والتي فاز بها الأرجنتين بنتيجة 2–1 أمام منتخب تشيلي. وفي المباراة الثانية أمام منتخب بنما، دخل ميسي كبديل في الدقيقة 61 من المباراة وسجل هاتريك لتنتهي المباراة بنتيجة 5–0 وتتأهل بذلك الأرجنتين إلى ربع النهائي، وفي الدور ربع النهائي أحرز ميسي هدف وصنع آخر خلال مباراة منتخب بلاده مع منتخب فنزويلا والتي انتهت 4–1، وفي الدور نصف النهائي قاد ميسي منتخب بلادة لتجاوز منتخب الولايات المتحدة والوصول إلى نهائي البطولة للمرة الثانية على التوالي بعد الفوز بنتيجة 4–0 كان هدف ميسي الذي أحرزه في تلك المباراة هو هدفة رقم 55 مع منتخب بلادة جعلة يتجاوز اللاعب السابق غابرييل باتيستوتا كهداف تاريخي لمنتخب الأرجنتين، قبل أن يخسر النهائي ضد منتخب تشيلي بركلات الترجيح بعد انتهاء المباراة في وقتيها الأصلي والإضافي بالتعادل السلبي وضيّع ميسي الركلة الترجيحية التي أسندت له في ركلات الترجيح.

### الاعتزال الدولي والتراجع
| نحن محظوظون، إن ميسي من ملذات الحياة، إنه هدية من الله أن يكون لدينا أفضل لاعب في العالم في بلد كروي مثل بلدنا، هو أفضل شيء لدينا في الأرجنتين ويجب الاعتناء به. |
| —الرئيس الأرجنتيني ماوريسيو ماكري في مؤتمر صحفي قبل جلسة للحكومة عقب اعتزال ميسي.                                                                                |

مباشرة بعد نهاية المباراة النهائية لبطولة كوبا أمريكا المئوية يوم 27 يونيو 2016 أكّد ميسي اعتزاله اللعب الدولي في لقاء صحفي أكّد فيه أن الفترة العصيبة جعلته يُفكّر بعدّة أشياء وتوصل إلى أن المنتخب انتهى بالنسبة له، وذكر أنه حاول ولعب أربع نهائيات وخسرها كلّها وأدرك أن هذا القرار هو الأفضل للجميع.

وأحدث خبر اعتزال ميسي ضجة في الأرجنتين وخرجت الكثير من الأصوات المطالبة بعدوله عن قرار الاعتزال، ودعا الأسطورة الأرجنتيني دييغو مارادونا ميسي للبقاء في المنتخب، وعلّل ذلك بأن اللاعب يعيش أفضل أيامه، وسيكون قادراً على جلب بطولة كأس العالم بعد عامين في روسيا، واعتذر عن موقفه السابق الذي اعتبر فيه أن ميسي يفتقد إلى «شخصية القائد»، وتبعه في ذلك مُعظم أبطال مونديال 1986 الذين استغلّوا تكريمهم في مؤتمر للبرلمان الأرجنتيني للتعبير عن رفضهم لقرار اللاعب ودعوته لإعادة النظر فيه، ووقفوا من أجل التقاط صورة وهم يحملون لافتة كتب عليها وسم «لا ترحل يا ليو»، والذي بدأ بعض الأرجنتينيين في استخدامه لمحاولة إقناع ميسي بالعدول عن قراره،

كما شارك الرئيس الأرجنتيني ماوريسيو ماكري في الحملة ودعا اللاعب للبقاء في المنتخب، وأكّد بأنه اتصل به بعد نهاية المباراة وهنّئه على أداء المنتخب الذي وصفه بالرائع،

وبعد اعتزاله بأقلّ من 48 ساعة قدّم رئيس الاتحاد الأرجنتيني لكرة القدم لويس سيجورا استقالته من رئاسة الاتحاد الذي يمرّ بأزمات كبيرة متمنياً إعادة ميسي النظر في قرار الاعتزال، وذكر بأن الأرجنتين تحتاج إلى ميسي، الذي وصفه بأنه كان يأتي ليس من أجل المال ولكن من أجل قميص الفريق، وبأنه لا يستحق أن يمر بهذه اللحظة، قبل أن يعود عن قراره يوم 12 أغسطس ويُقرّر خوض تصفيات كأس العالم 2018 مع منتخب بلاده.
في 28 مارس 2017، أُوقف ميسي لأربع مباريات دولية بسبب سبّه لمساعد الحكم في مباراة ضد تشيلي في 23 مارس 2017. وغُرّم بمبلغ 10،000 فرنك سويسري. في 10 أكتوبر 2017، قاد ميسي بلاده للتأهل لكأس العالم 2018 بتسجيله هاتريك بعد أن كانت الأرجنتين خاسرة 1–0 في المباراة التي انتهت بفوز رفقاء ميسي 3–1 على الإكوادور. وقد كانت الأرجنتين قبل هذا اللقاء لم تهزم الإكوادور في كيتو منذ عام 2001. أهداف ميسي الثلاثة جعلته الهداف التاريخي في تصفيات كونميبول المؤهلة لكأس العالم 2018 برصيد 21 هدف، إلى جانب لويس سواريز من الأوروغواي، متفوقاً على الرقم القياسي السابق الذي سجله مواطنه هرنان كرسبو.

### كأس العالم 2018

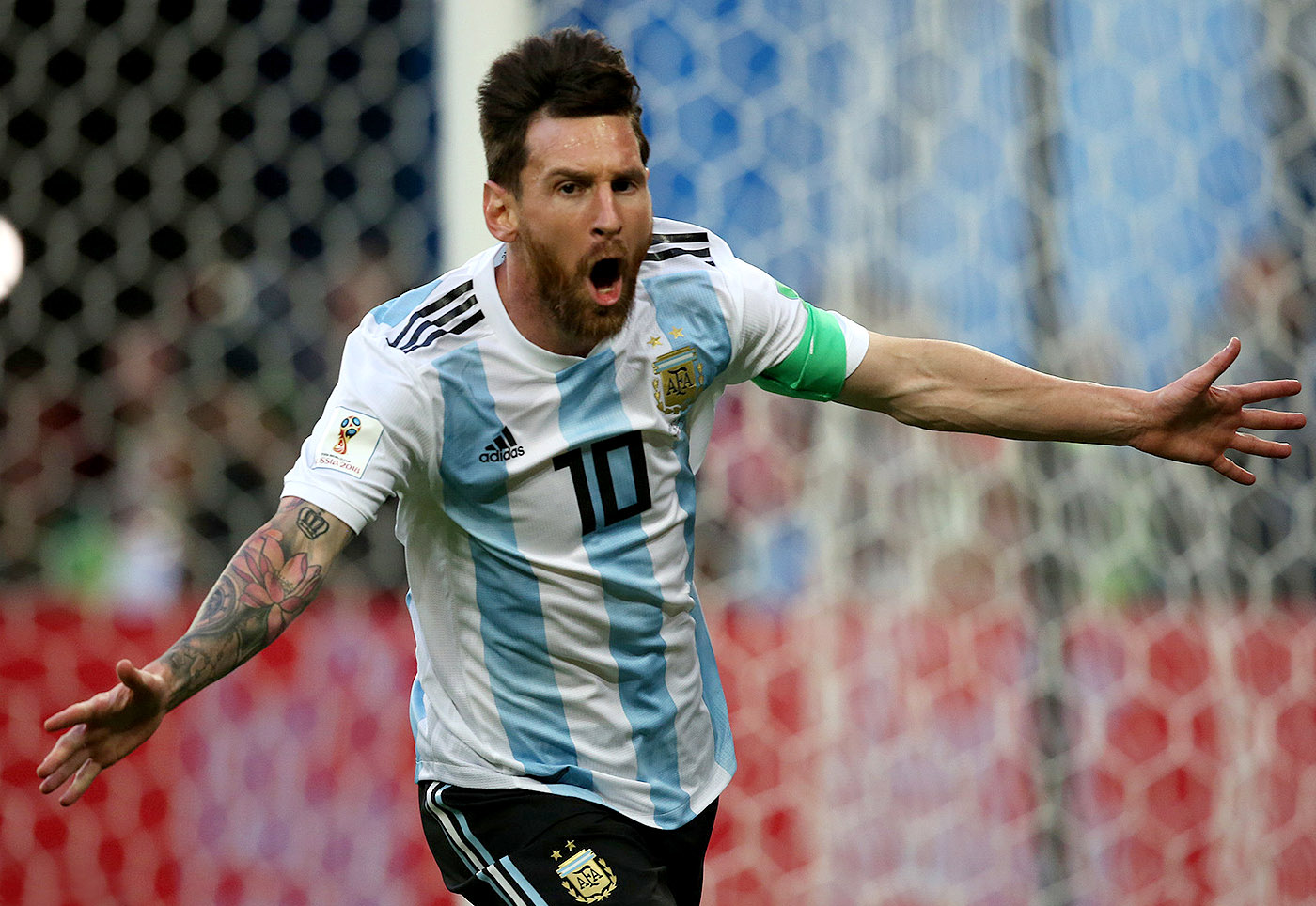
ميسي يحتفل بعد تسجيله لهدف ضد نيجيريا في كأس العالم 2018

في 16 يونيو 2018، بدأ ليونيل ميسي مشواره في كأس العالم 2018 ضد آيسلندا. وكانت بداية متعثرة بسبب النتيجة (1–1) وبسبب أن ليونيل أضاع ركلة جزاء حاسمة في تلك المباراة من أمام الحارس الآيسلندي هانس هالدورسون. وفي 21 يونيو، كانت المباراة الأهم للمنتخب الأرجنتيني وميسي في المجموعة ضد المنتخب الكرواتي لأن الخسارة تعني توديع البطولة. انتهت تلك المباراة بنتيجة غير متوقعة بخسارة قاسية للتانغو 3–0 وبالتالي أصبح ميسي وزملاءه قريبين من توديع البطولة من الدور الأول. ميسي لمس الكرة 49 مرة فقط خلال المباراة واثنتان منها فقط كانتا داخل منطقة جزاء كرواتيا. صرح لاعب كابتن المنتخب الكرواتي لوكا مودريتش بعد انتهاء المباراة قائلاً: «ميسي لاعب لا يُصدق لكنه لا يستطيع فعل كل شيء بمفرده». في المباراة الثالثة والحاسمة للمنتخب الأرجنتيني ضد نيجيريا في 26 يونيو، كان المنتخب الأرجنتين بحاجة للفوز ولا غيره للتأهل لدور الستة عشر. سجل ميسي الهدف الافتتاحي في المباراة التي انتهت بالفوز 2–1 ليصعد الأرجنتين إلى الدور الثاني كوصيف للمجموعة خلف كرواتيا. مع هذا الهدف، أصبح ميسي ثالث أرجنتيني بعد دييغو مارادونا وغابرييل باتيستوتا يسجل في ثلاثة كؤوس عالم. كما أصبح أول لاعب يسجل في كأس العالم في سن المراهقة (18 سنة)، العشرينات (26–27)، والثلاثينات (31) من عمره. تقدمت الأرجنتين إلى الدور الثاني في المركز الثاني خلف كرواتيا. في دور الستة عشر ضد فرنسا –بطل العالم لاحقًا– في 30 يونيو، صنع ميسي هدفي غابرييل ميركادو وسيرخيو أغويرو في مباراة الهزيم 4–3، والتي أقصت الأرجنتين من كأس العالم. بفضل صناعته في الدور الثانية لفريقه، أصبح ميسي أول لاعب يصنع هدف في كأس العالم الأربعة الأخيرة، وأصبح أيضًا أول لاعب يصنع هدفين في مباراة للأرجنتين في كأس العالم منذ أن دييغو مارادونا ضد كوريا الجنوبية في عام 1986.
بعد البطولة، صرح ميسي بأنه لن يشارك في مباريات ودية للأرجنتين ضد غواتيمالا وكولومبيا في سبتمبر 2018، وعلّق أنه سيكون من غير المرجح أن يمثل بلاده خلال الفترة المتبقية من السنة التقويمية. أثار غياب ميسي عن المنتخب الوطني وإخفاقه المستمر في الفوز بلقب مع الأرجنتين تكهنات في وسائل الإعلام بأن ميسي قد يعتزل من كرة القدم الدولية مرة أخرى. في مارس 2019، استدعي إلى منتخب الأرجنتين مرة أخرى للمشاركة في مباريات ودية مع الفريق ضد فنزويلا والمغرب في وقت لاحق من ذلك الشهر. عاد للساحة الدولية في 22 مارس، في مباراة الهزيمة في المباراة الودية 3–1 أمام فنزويلا، في مدريد.

### 2019–2020: المركز الثالث في كوبا أمريكا
في 21 مايو 2019، قام المدير الفني ليونيل سكالوني باختيار ميسي ضمن تشكيلة الأرجنتين التي تضم 23 لاعبًا للمشاركة في كوبا أمريكا 2019 التي عُقدت في البرازيل. في مباراة المجموعة الثانية للأرجنتين في 19 يونيو، سجل ميسي هدفه الوحيد في البطولة، حين أحرز هدف التعادل من ركلة جزاء في المباراة التي أنتهت بالتعادل 1–1 أمام باراغواي. بعد تعرضه لانتقادات في وسائل الإعلام بسبب أدائه بعد فوز الأرجنتين 2–0 على فنزويلا في ربع النهائي على ملعب ماراكانا في 28 يونيو، علق ميسي على أنه لم يقدم أفضل ما لديه في كوبا أمريكا، بينما انتقد أيضًا الجودة الرديئة لملاعب البطولة. بعد هزيمة الأرجنتين 2–0 أمام البرازيل المستضيفة في الدور نصف النهائي في 2 يوليو، كان ميسي ينتقد التحكيم خلال المباراة. في مباراة تحديد المركز الثالث ضد تشيلي في 6 يوليو، صنع ميسي هدف أغويرو الافتتاحي من ركلة حرة في مباراة الفوز 2–1، ليساعدة الأرجنتين في الحصول على الميدالية البرونزية. ومع ذلك، طُرد مع غاري ميديل في الدقيقة 37 من المباراة، بعد أن تورط في مشادة مع التشيلي. بعد المباراة، رفض ميسي استلام ميداليته، وأشار في مقابلة بعد المباراة إلى أن تصريحاته بعد نصف النهائي أدت إلى طرده. أصدر ميسي في وقت لاحق اعتذارًا عن تصريحاته، ولكن غُرّم 1500 دولار وأوفقه الكونميبول مباراة واحدة، مما أدى إلى استبعاده من مباراة الأرجنتين التالية في تصفيات كأس العالم. في 2 أغسطس، أوقف الكونميبولُ ميسي مدة ثلاثة أشهر من كرة القدم الدولية وغرمه غرامة قدرها 50000 دولار لتصريحاته ضد قرارات الحكم. هذا الإيقاف يعني أنه سيغيب عن مباريات الأرجنتين الودية ضد تشيلي والمكسيك وألمانيا في سبتمبر وأكتوبر.
في 10 سبتمبر 2020، أعلن الاتحاد الأرجنتيني لكرة القدم أنه رُفِع إيقاف ميسي مباراة واحدة وأنه سيكون متاحًا للعب التصفيات الشهر المقبل. في 18 سبتمبر، استُدعي ميسي لتشكيلة الأرجنتين لتصفيات كأس العالم ضد الإكوادور وبوليفيا في أكتوبر.

### 2021: ظهور قياسي، الفوز بكوبا أمريكا والهدافالقياسي لأمريكا الجنوبية
في 14 يونيو 2021، سجل ميسي من ركلة حرة في تعادل الأرجنتين 1–1 ضد تشيلي في مباراة الأرجنتين الافتتاحية للمجموعة في بطولة كوبا أمريكا 2021 في البرازيل. هذا الهدف جعله يتجاوز رقم كريستيانو رونالدو المسجل بـ 56 هدفًا من الركلات الحرة ليصبح اللاعب الأكثر تسجيلاً من الركلات الحرة. كما تجاوز الرقم القياسي الذي سجله غابرييل باتيستوتا بـ 38 هدفًا في المباريات الرسمية للأرجنتين. في المباراة الثانية في المجموعة للفريق في 18 يونيو، سجل ميسي هدف الفوز على أوروغواي، وصنع هدفاً للاعب قايدو رودريغيز الذي أمن فوز الأرجنتين. في 21 يونيو، لعب ميسي في مباراته رقم 147 مع الأرجنتين. عادل الرقم القياسي لعدد مرات الظهور مع الأرجنتين لخافيير ماسكيرانو في المبارة التي فازوا بها بنتجية 1–0 على باراغواي. بعد أسبوع، حطم الرقم القياسي لأكثر اللاعبين ظهوراً بقميص الأرجنتين عندما لعب في المباراة التي إنتهت بفوز الأرجنتين 4–1 على بوليفيا، وصنع الهدف الافتتاحي لبابو غوميز وسجل فيما بعد هدفين بنفسه. في 3 يوليو، صنع ميسي مرتين وسجل من ركلة حرة في فوز الأرجنتينن 3–0 على الإكوادور في ربع نهائي المسابقة. في 6 يوليو، في المباراة رقم 150 له مع منتخب الأرجنتين تعادل 1–1 في الدور نصف النهائي ضد كولومبيا، صنع ميسي تمريرة حاسمة للاوتارو مارتينيز. سجل لاحقًا ركلة الجزاء في فوز الأرجنتين بركلات الترجيح النهائية بنتيجة 3–2 لتصل الأرجنتين إلى نهائي البطولة. في 10 يوليو، فازت الأرجنتين علي البرازيل المضيفة 1–0 في المباراة النهائية، مما منح ميسي أول لقب دولي كبير له والأول للأرجنتين منذ عام 1993. ساهم ميسي مساهمة مباشرة في 9 من أصل 12 هدف سجلتها الأرجنتين، وسجل أربعة وصنع خمسة. اُختِيره لاعب البطولة لأدائه المميز. كما فاز بلقب هداف البطولة برصيد أربعة أهداف بالتساوي مع الكولومبي لويس دياز.
يوم 9 سبتمبر 2021، سجل ميسي هاتريك في فوز الأرجنتين 3–0 على بوليفيا ضمن تصفيات كأس العالم 2022، ليتجاوز بيليه ويصبح أفضل هداف دولي لأمريكا الجنوبية بـ 79 هدف.

### 2022–الآن: تحقيق المجد في كأس العالم

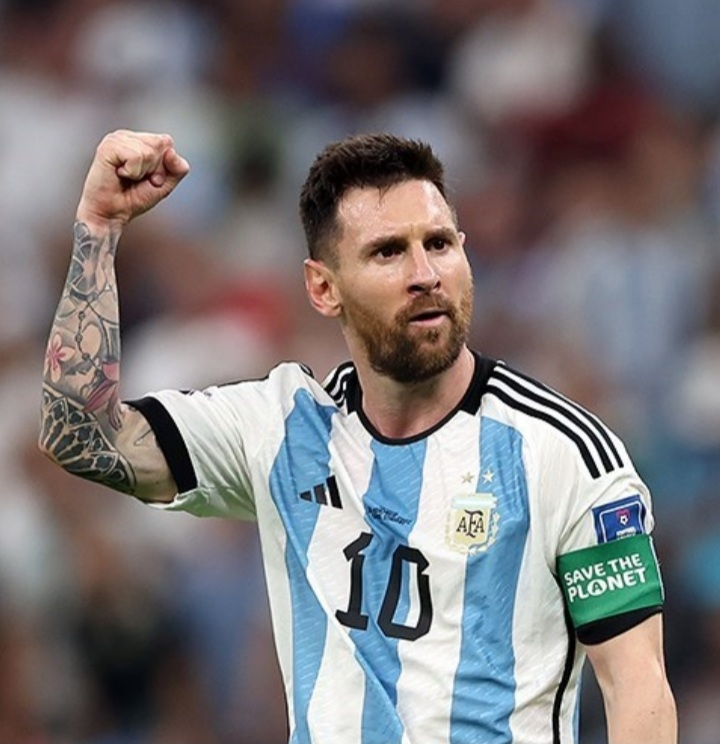
ميسي في كأس العالم 2022

في 9 سبتمبر، سجل ميسي ثلاثية وفاز منتخب الأرجنتين 3–0 على أرضه ضد بوليفيا في تصفيات كأس العالم 2022؛ مما جعله يتفوق أيضًا على بيليه بصفة أفضل هداف دولي في أمريكا الجنوبية برصيد 79 هدفًا. في نهائي فيناليسيما 2022 –النسخة الثالثة– من كأس الأبطال كونميبول–يويفا، في ويمبلي في 2 يونيو 2022، ساعد ميسي مرتين تمريرات حاسمة انتهت بالفوز 3–0 على إيطاليا (حامل اللقب في النسخة السابقة) واُختِير أفضلَ لاعب في المباراة، ومحققًا مع منتخبه الأرجنتين لقبين على مستوى الدرجة الأولى. ثم تبع ميسي هذا في 6 يونيو بتسجيل أهداف منتخبه الخمسة ضد إستونيا والتي انتهت بنتيجة 5–0، متجاوزًا فيرينك بوشكاش بين أفضل الهدافين في كرة القدم على مستوى الرجال على الإطلاق.
انضم ليونيل ميسي إلى تشكيلة اللاعبين في كأس العالم لكرة القدم 2022 في قطر. استطاع ميسي في المباراة الافتتاحية تسجيل أول أهدافه في البطولة من ركلة جزاء ولكنها انتهت بهزيمة منتخب الأرجنتين أمام المملكة العربية السعودية. سجل في مباراة منتخبه التالية ضد المكسيك بضربة منخفضة من 20 ياردة والتي فازت فيها الأرجنتين 2–0. في آخر مباراة لهم في دور ال 16 ضد أستراليا، سجل ميسي الهدف الافتتاحي وانتهت بفوز الأرجنتين 2–1 فيما كان ظهوره رقم 1000 في مسيرته الكروية، وأصبح أيضًا اللاعب الأكثر ظهورًا في كرة القدم من أمريكا الجنوبية (كونمبول)، متجاوزًا الرقم القياسي السابق الذي سجله اللاعب الإكوادوري إيفان هورتادو، جنبًا إلى جنب مع تجاوز عدة سجلات أخرى مرتبطة بكأس العالم والمنتخب الوطني ومعادلتها.
في ربع النهائي ضد هولندا، صنع ميسي الهدف الأول للأرجنتين لصالح ناهويل مولينا بتمريرة عكسية ثم سجل ركلة جزاء حيث انتهت المباراة 2–2 بعد الوقت الإضافي. فازت الأرجنتين 4–3 في ركلات الترجيح، وسجل ميسي أول ركلة جزاء. في الدور نصف النهائي ضد كرواتيا، حقق ميسي ظهورًا قياسيًا في نهائيات كأس العالم رقم 25، حيث تعادل مع الألماني لوتار ماتيوس، وسجل الهدف الافتتاحي من ركلة جزاء قبل أن يصنع الهدف الثالث للأرجنتين الذي سجله جوليان ألفاريز، وانتهت بتأهل المنتخب الأرجنتين إلى النهائي بنتيجة 3–0، عادل ليونيل في هذه المباراة اللاعب الفرنسي كيليان مبابي في عدد الأهداف، واحتلَّا صدارة قائمة هدافين كأس العالم 2022 بمجموع خمسة أهداف. تأهلت الأرجنتين للمباراة البطولة النهائية ضد منتخب فرنسا، وصرح ميسي أن هذا سيكون ظهوره الأخير في بطولة كأس العالم. في 18 ديسمبر، حقق ميسي ظهوره رقم 26 في نهائيات كأس العالم، وفاز بكأس العالم مع منتخب الأرجنتين بعد هزيمتهم لمنتخب فرنسا 4–2 في استاد لوسيل بركلات الترجيح بعد التعادل 3–3 في الوقت الإضافي، وانتهى انتظار الأرجنتين لهذا اللقب طيلة 36 عام. سجل ميسي في تلك المباراة هدفين وكذلك استطاع التسجيل في ركلات الترجيح ابعد انتهاء الأشواط الإضافية. وبرصيد سبعة أهداف في سبع مباريات، أصبح ميسي أول لاعب يسجل في كل جولة من كأس العالم منذ تقديم دور الـ16 في عام 1986، وحصل على الكرة الذهبية للاعب البطولة، ليصبح أول لاعب يفوز مرتين.

## خارج كرة القدم

### حياته الشخصية

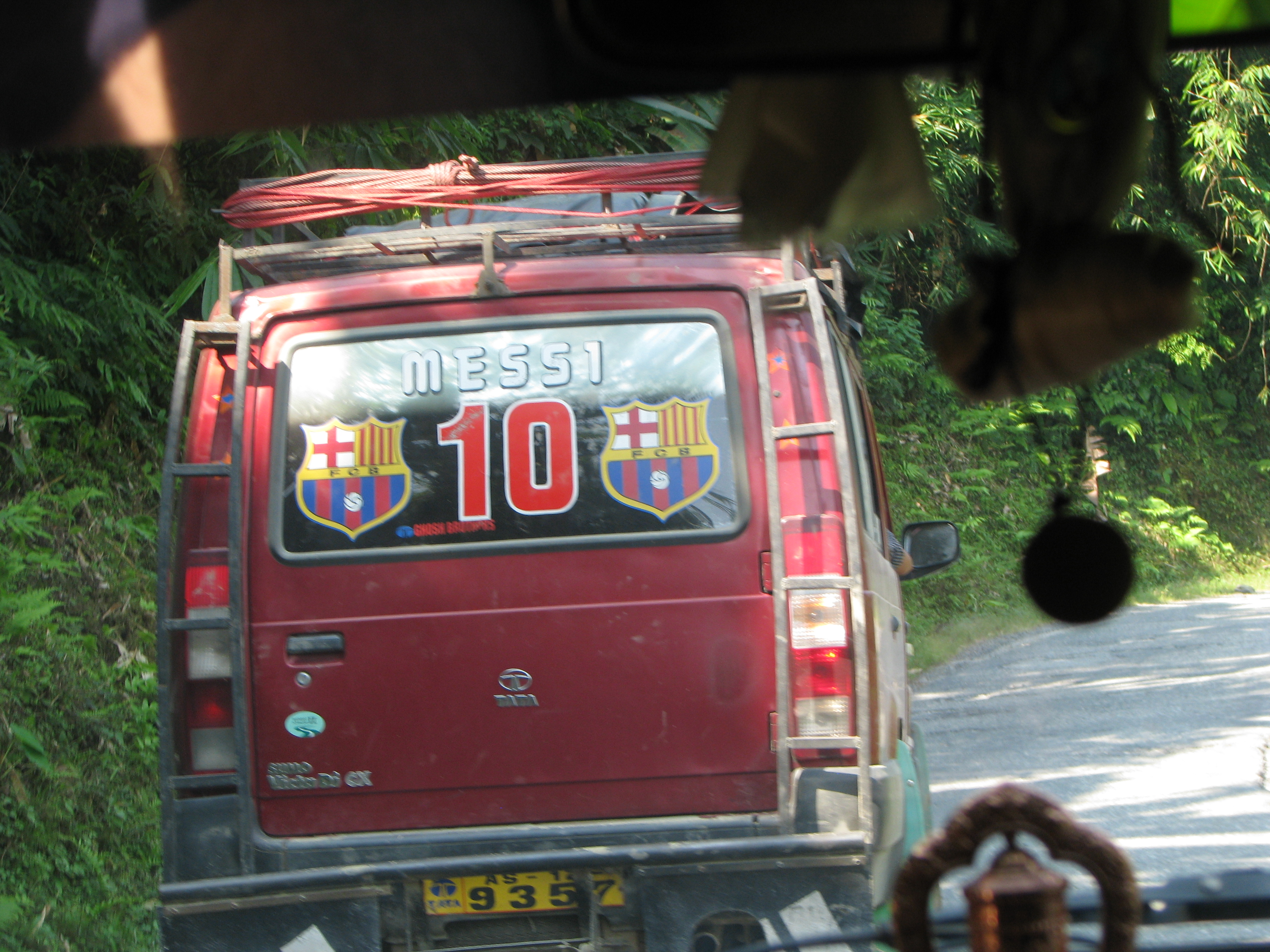
مثال على شعبية ونفوذ ميسي في جميع أنحاء العالم. صورت في أروناتشال براديش، شمال شرق الهند.

خاض ميسي أول علاقة غرامية مع ليموس ماكارينا، وهي فتاة من مسقط رأسه في روساريو. ويقال أنه تعرف عليها من جهة والد الفتاة عندما عاد إلى روساريو للتعافي من إصابته قبل أيام قليلة من بدء كأس العالم لسنة 2006، كما قيل بأنه ارتبط سابقًا بعارضة الإغراء الأرجنتينية لوسيانا سالازار. في يناير 2009، صرّح لبرنامج «هاتريك برسا»، الذي يعرض على «قناة 33» الكتالونية: «لدي صديقة وهي تعيش في الأرجنتين. وأنا مسترخي وسعيد». وقد شوهد مع هذه الفتاة و تُدعى أنتونيلا روكوزو، في كرنفال في سيدجيس بعد ديربي برشلونة وإسبانيول، والأخيرة مواطنه من روساريو أيضًا، ولا يزال ميسي مرتبطاً بأنتونيلا وقد رزق منها بطفلين الأول تياغو الذي ولد عام 2012 والآخر ماتيو الذي أبصر النور في خريف عام 2015. في 30 يونيو 2017، تزوّج ليونيل بصديقته أنتونيلا، وقد أقيم الزواج في فندق فاخر في مسقط رأسه روساريو مع حضور 260 ضيف. في 15 أكتوبر 2017، أعلنت زوجة ميسي على أنهم يتوقعون قدوم طفلهما الثالث عبر منشور على برنامج الإنستغرام. وفي 10 مارس 2018، غاب ميسي عن مباراة برشلونة في الدوري أمام ملقا بسبب قدوم مولوده الجديد تشيرو.
اثنين من أبناء عمه يلعبون كرة القدم أيضاً، وهما: ماكسي، الذي يلعب كجناح لنادي أوليمبيا من الباراغواي، وإيمانويل بيانكوتشي، الذي يلعب كلاعب خط وسط للنادي الإسباني غيرونا.

### الأعمال الخيرية

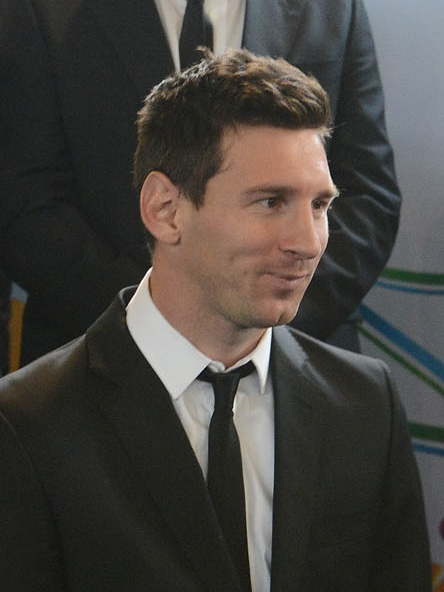
ميسي سنة 2014 خلال استضافة رئيسة الأرجنتين آنذاك كريستينا فرنانديز لمنتخب الأرجنتين

في عام 2007 أنشأ ميسي مؤسسة ليو ميسي، وهي مؤسسة خيرية تساهم في تأمين التعليم والرعاية الصحية للأطفال. في مقابلة مع موقع معجبين، قال ميسي: «اكتسابي القليل من الشهرة الآن أتاح لي الفرصة لمساعدة الناس الذين هم بحاجة لها حقا، وخاصة الأطفال». رداً على صعوبات ميسي الطفولية العلاجية، تدعم مؤسسة ليو ميسي تشخيص الأطفال الأرجنتينيين الذين يعانون من ظروف صحية من خلال تقديم العلاج في إسبانيا وتشمل النقل والمستشفيات وتكاليف الشفاء. وتُدعم مؤسسة ميسي من نشاطه الخاص بجمع التبرعات بمساعدة إضافية من هرباليفي.
في 11 مارس 2010 عُيّن ميسي سفيراً للنوايا الحسنة لليونيسيف، وذلك بهدف دعم حقوق الطفل. ودعمَ نادي برشلونة ميسي في هذا، الذي يتمتع أيضاً بعلاقة قوية مع اليونيسيف.

### الثروة
في مارس من عام 2010، صنفته مجلة فرانس فوتبول على قمة قائمة أغنى لاعبي كرة القدم في العالم، بتسعة وعشرون مليون جنيه إسترليني في الجمع بين الإيرادات الآتية من الرواتب، المكافآت والأرباح خارج الملعب، في سبتمبر من عام 2014 أعلن موقع سبوكس الألماني بأن ثروة ميسي تقدر بنحو 130 مليون يورو، وفي تقرير مالي حديث ذكرت مجلة فرانس فوتبول التي تصدر في فرنسا أن ميسي هو أعلى لاعبي كرة القدم دخلاً خلال سنة 2015، إذ بلغ مجموع دخل اللاعب خلال تلك السنة 74 مليون يورو، وهذا الدخل عبارة عن مجموع راتب اللاعب مع نادي برشلونة والمكافئات وعقود الدعاية قبل خصم الضرائب والالتزامات الاجتماعية.

### الإعلام

ميسي على غلاف لعبة برو إفلوشن سوكر 2011.

ظهر ميسي على غلاف لعبة الفيديو برو إيفولشن سوكر 2009 وبرو إفلوشن سوكر 2011، وشارك أيضاً في الحملات الترويجية للألعاب. يُعتبر ميسي، إلى جانب فرناندو توريس، وجهَي لعبة برو إفلوشن سوكر 2010، وقد شارك أيضا في التقاط الحركات والإعلان. ومع ذلك، في نوفمبر 2011 قُدم ميسي كالوجه الجديد للمنافس الأول للبرو إيفولشن سوكر في مجموعة ألعاب الفيديو لكرة القدم فيفا في أول ظهور له كنجم غلاف لسلسلة القادمة من فيفا ستريت 2012. وترعى ميسي الشركة الألمانية الرياضية أديداس ويظهر في الإعلانات التلفزيونية الخاصة بهم. في يونيو 2010 وقع ميسي أيضاً عقداًمدة ثلاث سنوات مع هرباليفي، التي تدعم كذلك مؤسسة ليو ميسي.
في أبريل 2011، اختير ميسي في «تايم 100» 2011، قائمة المجلة السنوية لأكثر الأشخاص تأثيراً في العالم. أيضا في أبريل 2011، أطلق ميسي صفحة الفيسبوك وخلال ساعات قليلة حصدت صفحته أكثر من ستة ملايين معجب، وقد تخطت صفحة فيس بوك الرسمية للاعب حاجز 84 مليون معجب حتى أبريل 2016.

### المسائل القانونية
في عام 2013 وُجهت إلى ميسي ووالده خورخي تهمة التهرب من دفع الضرائب بقيمة 4 ملايين يورو عن عوائد حقوق الصور بين عامي 2007–2009، وفي يناير من سنة 2016 أعلنت المحكمة الإقليمية العليا في مدينة برشلونة أن محاكمة ميسي ووالده ستبدأ في 31–5 بناء على عدة تهم بالتهرب الضريبي، وورد اسم اللاعب ووالده كذلك في وثائق بنما ربيع العام 2016 بتهم إنشاء شركات تُستغل في تبييض الأموال أو التهرب الضريبي، وهو ما نفته عائلة ميسي في بيان صدر عنها، وهدد والد ميسي رفع دعوى قضائية ضد الوسائل الإعلامية التي تنشر تلك المعلومات، وأن قضايا الضرائب سويت مع القضاء الإسباني، عُقدت المحاكمة في موعدها المقرر، وطالبت النيابة العامة الإسبانية تبرئة ميسي وسجن والدة، أوائل شهر يوليو من ذات العام أصدرت المحكمة حُكماً يقضي بسجن ميسي ووالدة مدة 21 شهراً بتهمة الاحتيال الضريبي، وأكدت متحدثة باسم المحكمة أنه من المستبعد تنفيذ حكم السجن نظراً لكون القانون الإسباني لا ينفذ احكام السجن للجرائم غير العنيفة حُكم عليها مدة تقل عن 24 شهراً، وقد أطلق الموقع الرسمي للنادي بعد صدور الحكم بأيام حملة لمساندة ميسي في الموقع الرسمي للنادي وصفحات النادي في مواقع التواصل الاجتماعي عنوانها كلنا ليو ميسي.

## التنافس مع رونالدو

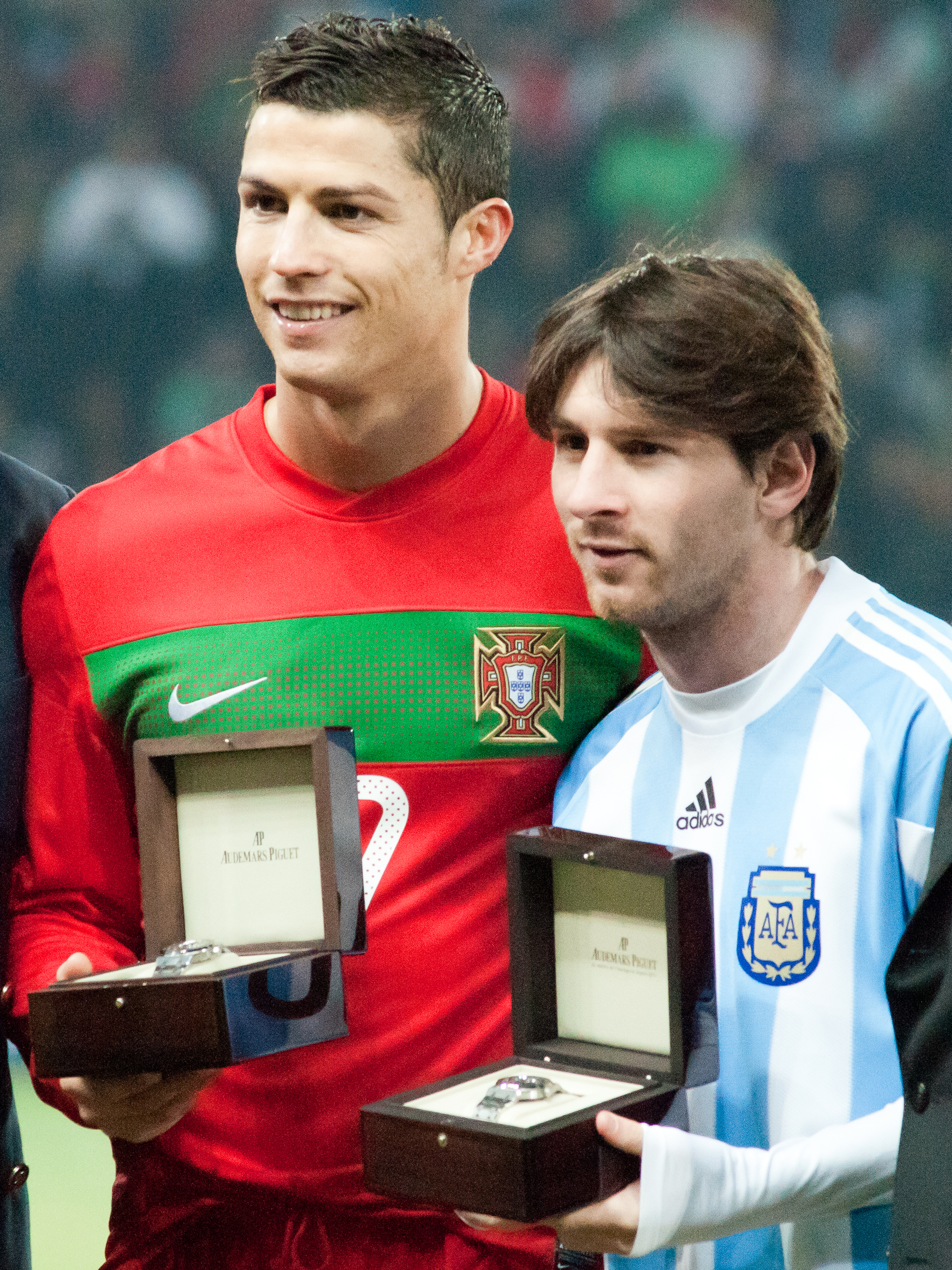
رونالدو (يسار) وميسي (يمين) قبل مباراة دولية ودية بين الأرجنتين والبرتغال في جنيف، سويسرا في 9 فبراير 2011

التنافس بين كريستيانو رونالدو وليونيل ميسي هو تنافس بكرة القدم بين مشجعي البرتغالي كريستيانو رونالدو والأرجنتيني ليونيل ميسي ويفترض بين اللاعبين أنفسهم أيضاً. فبعد أن حصلوا على 13 كرات ذهبية (8 لميسي و 5 لرونالدو)، يعتبر كلاهما أفضل لاعبين جيلهم ومن بين أفضل اللاعبين عبر التاريخ. كلا اللاعبين قد كسر حاجز 50 هدف في موسم واحد، وسجلوا أكثر من 600+ هدف في مسيرتهم مع النادي والمنتخب. كما أنهم أيضا اللاعبان الوحيدان اللذان سجلا هاتريك سبع مرات في دوري أبطال أوروبا. الصحفيون و النقاد والمشجعين في جدل دائم حول المزايا الفردية لكلٍ منهما في محاولة لتحديد من يعتقدون أنه أفضل لاعب في كرة القدم في الوقت الحالي. وتم تشبيهه مقارنتهم ببعضهما كمقارنة محمد علي وجو فريزر في الملاكمة، ومنافسة بيورن بورغ وجون ماكنرو في التنس ومنافسة أيرتون سينا–ألان بروست في فورمولا 1 للسيارات.

## الإحصائيات

### النادي
آخر تحديث 25 فبراير 2025
.
| النادي           | الموسم   | الدوري                         | الدوري | الدوري  | كأس ملك إسبانيا | كأس ملك إسبانيا | دوري الأبطال | دوري الأبطال | أخرى   | أخرى    | المجموع | المجموع |
| النادي           | الموسم   | الدرجة                         | الظهور | الأهداف | الظهور          | الأهداف         | الظهور       | الأهداف      | الظهور | الأهداف | الظهور  | الأهداف |
| ---------------- | -------- | ------------------------------ | ------ | ------- | --------------- | --------------- | ------------ | ------------ | ------ | ------- | ------- | ------- |
| برشلونة ج        | 2003–04  | الدوري الإسباني الدرجة الثالثة | 10     | 5       | —               | —               | —            | —            | —      | —       | 10      | 5       |
| برشلونة ب        | 2003–04  | الدوري الإسباني الدرجة الثانية | 5      | 0       | —               | —               | —            | —            | —      | —       | 5       | 0       |
| برشلونة ب        | 2004–05  | الدوري الإسباني الدرجة الثانية | 17     | 6       | —               | —               | —            | —            | —      | —       | 17      | 6       |
| برشلونة ب        | المجموع  | المجموع                        | 22     | 6       | —               | —               | —            | —            | —      | —       | 22      | 6       |
| برشلونة          | 2004–05  | الدوري الإسباني                | 7      | 1       | 1               | 0               | 1            | 0            | —      | —       | 9       | 1       |
| برشلونة          | 2005–06  | الدوري الإسباني                | 17     | 6       | 2               | 1               | 6            | 1            | 0      | 0       | 25      | 8       |
| برشلونة          | 2006–07  | الدوري الإسباني                | 26     | 14      | 2               | 2               | 5            | 1            | 3      | 0       | 36      | 17      |
| برشلونة          | 2007–08  | الدوري الإسباني                | 28     | 10      | 2               | 0               | 9            | 6            | —      | —       | 39      | 16      |
| برشلونة          | 2008–09  | الدوري الإسباني                | 31     | 23      | 8               | 6               | 12           | 9            | —      | —       | 51      | 38      |
| برشلونة          | 2009–10  | الدوري الإسباني                | 35     | 34      | 3               | 1               | 11           | 8            | 4      | 4       | 53      | 47      |
| برشلونة          | 2010–11  | الدوري الإسباني                | 33     | 31      | 7               | 7               | 13           | 12           | 2      | 3       | 55      | 53      |
| برشلونة          | 2011–12  | الدوري الإسباني                | 37     | 50      | 7               | 3               | 11           | 14           | 5      | 6       | 60      | 73      |
| برشلونة          | 2012–13  | الدوري الإسباني                | 32     | 46      | 5               | 4               | 11           | 8            | 2      | 2       | 50      | 60      |
| برشلونة          | 2013–14  | الدوري الإسباني                | 31     | 28      | 6               | 5               | 7            | 8            | 2      | 0       | 46      | 41      |
| برشلونة          | 2014–15  | الدوري الإسباني                | 38     | 43      | 6               | 5               | 13           | 10           | —      | —       | 57      | 58      |
| برشلونة          | 2015–16  | الدوري الإسباني                | 33     | 26      | 5               | 5               | 7            | 6            | 4      | 4       | 49      | 41      |
| برشلونة          | 2016–17  | الدوري الإسباني                | 34     | 37      | 7               | 5               | 9            | 11           | 2      | 1       | 52      | 54      |
| برشلونة          | 2017–18  | الدوري الإسباني                | 36     | 34      | 6               | 4               | 10           | 6            | 2      | 1       | 54      | 45      |
| برشلونة          | 2018–19  | الدوري الإسباني                | 34     | 36      | 5               | 3               | 10           | 12           | 1      | 0       | 50      | 51      |
| برشلونة          | 2019–20  | الدوري الإسباني                | 33     | 25      | 2               | 2               | 8            | 3            | 1      | 1       | 44      | 31      |
| برشلونة          | 2020–21  | الدوري الإسباني                | 35     | 30      | 5               | 3               | 6            | 5            | 1      | 0       | 47      | 38      |
| برشلونة          | المجموع  | المجموع                        | 520    | 474     | 80              | 56              | 149          | 120          | 29     | 22      | 778     | 672     |
| باريس سان جيرمان | 2021–22  | الدوري الفرنسي                 | 26     | 6       | 1               | 0               | 7            | 5            |        |         | 34      | 11      |
| باريس سان جيرمان | 2022–23  | الدوري الفرنسي                 | 32     | 16      | 1               | 0               | 7            | 4            | 1      | 1       | 41      | 21      |
| باريس سان جيرمان | المجموع  | المجموع                        | 58     | 22      | 2               | 0               | 14           | 9            | 1      | 1       | 75      | 32      |
| إنتر ميامي       | 2023     | الدوري الأمريكي                | 6      | 1       | 1               | 0               | —            | —            | 7      | 10      | 14      | 11      |
| إنتر ميامي       | 2024     | الدوري الأمريكي                | 19     | 20      | —               | —               | 3            | 2            | 3      | 1       | 25      | 23      |
| إنتر ميامي       | 2025     | الدوري الأمريكي                | 1      | 0       | —               | —               | 2            | 2            | 0      | 0       | 3       | 2       |
| المجموع          | المجموع  | المجموع                        | 26     | 21      | 1               | 0               | 5            | 4            | 10     | 11      | 42      | 36      |
| الإجمالي         | الإجمالي | الإجمالي                       | 628    | 528     | 83              | 56              | 168          | 133          | 40     | 34      | 927     | 751     |

### الدولية
آخر تحديث 14 يوليو 2024.
| الفريق           | العام    | الرسمية | الرسمية | الودية | الودية  | المجموع | المجموع |
| الفريق           | العام    | الظهور  | الأهداف | الظهور | الأهداف | الظهور  | الأهداف |
| ---------------- | -------- | ------- | ------- | ------ | ------- | ------- | ------- |
| الأرجنتين تحت 20 | 2004     | —       | —       | 2      | 3       | 2       | 3       |
| الأرجنتين تحت 20 | 2005     | 16      | 11      | —      | —       | 16      | 11      |
| الأرجنتين تحت 20 | المجموع  | 16      | 11      | 2      | 3       | 18      | 14      |
| الأرجنتين تحت 23 | 2008     | 5       | 2       | —      | —       | 5       | 2       |
| الأرجنتين تحت 23 | المجموع  | 5       | 2       | —      | —       | 5       | 2       |
| الأرجنتين        | 2005     | 3       | 0       | 2      | 0       | 5       | 0       |
| الأرجنتين        | 2006     | 3       | 1       | 4      | 1       | 7       | 2       |
| الأرجنتين        | 2007     | 10      | 4       | 4      | 2       | 14      | 6       |
| الأرجنتين        | 2008     | 6       | 1       | 2      | 1       | 8       | 2       |
| الأرجنتين        | 2009     | 8       | 1       | 2      | 2       | 10      | 3       |
| الأرجنتين        | 2010     | 5       | 0       | 5      | 2       | 10      | 2       |
| الأرجنتين        | 2011     | 8       | 2       | 5      | 2       | 13      | 4       |
| الأرجنتين        | 2012     | 5       | 5       | 4      | 7       | 9       | 12      |
| الأرجنتين        | 2013     | 5       | 3       | 2      | 3       | 7       | 6       |
| الأرجنتين        | 2014     | 7       | 4       | 7      | 4       | 14      | 8       |
| الأرجنتين        | 2015     | 6       | 1       | 2      | 3       | 8       | 4       |
| الأرجنتين        | 2016     | 10      | 8       | 1      | 0       | 11      | 8       |
| الأرجنتين        | 2017     | 5       | 4       | 2      | 0       | 7       | 4       |
| الأرجنتين        | 2018     | 4       | 1       | 1      | 3       | 5       | 4       |
| الأرجنتين        | 2019     | 6       | 1       | 4      | 4       | 10      | 5       |
| الأرجنتين        | 2020     | 4       | 1       | 0      | 0       | 4       | 1       |
| الأرجنتين        | 2021     | 16      | 9       | 0      | 0       | 16      | 9       |
| الأرجنتين        | 2022     | 10      | 8       | 4      | 10      | 14      | 18      |
| الأرجنتين        | 2023     | 5       | 3       | 3      | 5       | 8       | 8       |
| الأرجنتين        | 2024     | 5       | 1       | 2      | 2       | 7       | 3       |
| الأرجنتين        | المجموع  | 120     | 54      | 54     | 48      | 174     | 102     |
| الإجمالي         | الإجمالي | 141     | 67      | 56     | 51      | 197     | 118     |

1. 1 2 3 4 5 6
2. ↑  الظهور في كأس الدوريات
3. ↑  الظهور في دوري أبطال الكونكاكاف
4. ↑  تسعة مباريات و خمسة أهداف في بطولة أمريكا الجنوبية للشباب، سبع مباريات وستة أهداف في  بطولة العالم للشباب 2005
5. ↑  مباراة واحدة في  الألعاب الأولمبية الصيفية
6. 1 2 3 4 5 6 7 8  المباريات في تصفيات كأس العالم
7. 1 2 3 4  مباراة واحدة في كأس العالم
8. ↑  ستة مباراة وهدفين في كوبا أمريكا 2007، أربع مباريات وهدفين في تصفيات كأس العالم
9. ↑  المباريات في كوبا أمريكا 2015
10. ↑  خمسة مباريات وثلاثة أهداف في تصفيات كأس العالم، خمسة مباريات وخمسة أهداف في كوبا أمريكا المئوية
11. ↑  المباريات في كوبا أمريكا 2015
12. ↑  تسع مباريات وخمسة أهداف في تصفيات كأس العالم FIFA وسبع مباريات وأربعة أهداف في كوبا أمريكا
13. ↑  مباراتين وهدف واحد في تصفيات كأس العالم، مباراة واحدة في كأس الأبطال كونميبول–يويفا، سبع مباريات وسبعة أهداف في كأس العالم

### الأهداف الدولية

#### تحت–20
| هدف | التاريخ       | مكان اللقاء                         | الخصم    | النتيجة | الحصيلة | المسابقة                          |
| --- | ------------- | ----------------------------------- | -------- | ------- | ------- | --------------------------------- |
| 1   | 14 يونيو 2005 | أركي ستاديون، أنسكيده، هولندا       | مصر      | 1–0     | 2–0     | كأس العالم للشباب تحت 20 سنة 2005 |
| 2   | 22 يونيو 2005 | اونايف ستاديون، إيمن، هولندا        | كولومبيا | 1–1     | 2–1     | كأس العالم للشباب تحت 20 سنة 2005 |
| 3   | 24 يونيو 2005 | أركي ستاديون، أنسكيده، هولندا       | إسبانيا  | 3–1     | 3–1     | كأس العالم للشباب تحت 20 سنة 2005 |
| 4   | 28 يونيو 2005 | جالجينوارد ستاديون، أوتريخت، هولندا | البرازيل | 1–0     | 2–1     | كأس العالم للشباب تحت 20 سنة 2005 |
| 5   | 2 يوليو 2005  | جالجينوارد ستاديون، أوتريخت، هولندا | نيجيريا  | 1–0     | 2–1     | كأس العالم للشباب تحت 20 سنة 2005 |
| 6   | 2 يوليو 2005  | جالجينوارد ستاديون، أوتريخت، هولندا | نيجيريا  | 2–1     | 2–1     | كأس العالم للشباب تحت 20 سنة 2005 |

#### تحت–23
| هدف | التاريخ       | مكان اللقاء                  | الخصم      | النتيجة | الحصيلة | المسابقة                       |
| --- | ------------- | ---------------------------- | ---------- | ------- | ------- | ------------------------------ |
| 1   | 7 أغسطس 2008  | ملعب شانغهاي، شانغهاي، الصين | ساحل العاج | 1–0     | 2–1     | الألعاب الأولمبية الصيفية 2008 |
| 2   | 16 أغسطس 2008 | ملعب شانغهاي، شانغهاي، الصين | هولندا     | 1–0     | 2–1     | الألعاب الأولمبية الصيفية 2008 |

الأرجنتين

## الجوائز والإنجازات

#### برشلونة[538]
- الدوري الإسباني (10): 2004–05، 2005–06، 2008–09، 2009–10، 2010–11، 2012–13، 2014–15، 2015–16، 2017–18، 2018–19
- كأس ملك إسبانيا (7): 2008–09، 2011–12، 2014–15، 2015–16، 2016–17، 2017–18، 2020–21
- كأس السوبر الإسباني (8): 2005، 2006، 2009، 2010، 2011، 2013، 2016، 2018
- دوري أبطال أوروبا (4): 2005–06، 2008–09، 2010–11، 2014–15
- كأس السوبر الأوروبي (3): 2009، 2011، 2015
- كأس العالم للأندية (3): 2009، 2011، 2015

#### باريس سان جيرمان
- الدوري الفرنسي (2): 2021–22، 2022–23
- كأس الأبطال الفرنسي (1): 2022

#### إنتر ميامي
- درع المشجعين (1): 2024
- كأس الدوريات (1): 2023

#### الأرجنتين
تحت 20 سنة
- كأس العالم للشباب تحت 20 سنة (1): 2005

تحت 23 سنة
- الميدالية الذهبية الأولمبية (1): 2008

الفريق الأول
- كأس العالم (1): 2022
- كوبا أمريكا (2): 2021[539]، 2024
- كأس الأبطال كونميبول–يويفا (1): 2022

### الفردية
- الكرة الذهبية/كرة الفيفا الذهبية (8) 2009، 2010، 2011، 2012، 2015، 2019، 2021، 2023[540][541][542][543]
- أفضل لاعب بالعالم (1): 2009[543]
- جائزة الفيفا لأفضل لاعب (2): 2019، 2022[544]،2023[545]
- الحذاء الذهبي الأوروبي (6): 2010، 2012، 2013، 2017، 2018، 2019[546][547][548][549]
- أفضل لاعب في أوروبا (2): 2011 و 2015[550]
- جائزة اليويفا لأفضل لاعب (1): 2009[551]
- جائزة اليويفا لأفضل مهاجم (2): 2009، 2019[552]
- جائزة أفضل لاعب في الدوري الإسباني (8): 2009، 2010، 2011، 2012، 2013، 2015، 2018، 2019[553][554][555][556]
- جائزة بيتشيشي (8): 2010، 2012، 2013، 2017، 2018، 2019، 2020، 2021[557][558]
- جائزة ألفريدو دي ستيفان (6): 2009، 2010، 2011، 2015، 2017.[552]
- هداف دوري أبطال أوروبا (6): 2009، 2010، 2011، 2012، 2015، 2019[559][560][561][562][563][564]
- جائزة الكرة الذهبية في كأس العالم للأندية (2): 2009، 2011[565]
- جائزة لاعب العام في الأرجنتين (14): 2005، 2007، 2008، 2009، 2010، 2011، 2012، 2013، 2015، 2016، 2017، 2019، 2020، 2021[553][566][567][568]
- جائزة الحذاء الذهبي في كأس العالم: (1) 2014[569]
- جائزة الكرة الذهبية في كوبا أمريكا: (1) 2015[570][571][572][573]
- جائزة أفضل لاعب في كأس العالم للشباب تحت 20 سنة: (1) 2005[574]
- هداف كأس العالم للشباب تحت 20 سنة: (1) 2005[574]
- جائزة برافو: 2007[552]

## الملاحظات
1. ↑  مباراة وحدة في كأس السوبر الأوروبي 2006، مباراتين في كأس السوبر الإسباني 2006
2. ↑  مباراة واحدة في كأس السوبر الأوروبي 2009، ومباراة واحدة وهدفين في كأس العالم للأندية 2009
3. 1 2  مباراة واحدة في كأس السوبر الإسباني
4. ↑  مباراة واحدة وهدف واحد في كأس السوبر الأوروبي 2011، مباراتين وثلاث أهداف في كأس السوبر الإسباني 2011، مباراتين وهدفين في كأس العالم للأندية 2011.
5. ↑  مباراتين وهدفين في كأس السوبر الأوروبي 2015، ومباراتين وهدف واحد في كأس السوبر الإسباني 2015، ومباراة واحدة وهدف واحد في كأس العالم للأندية 2015.
6. ↑  أربع مباريات في كوبا أمريكا 2011، أربع مباريات وهدفين في تصفيات كأس العالم

1. ↑  بالإضافة إلى أربع كرات ذهبية من الفيفا، حصل ميسي على الكرة الذهبية من فرانس فوتبول وجائزة أفضل لاعب كرة قدم في العالم 2009 قبل التأسيس؛ كلتا المنظمتين أعطته خمس كرات ذهبية.[19][20] في عام 2019، حصل على سادس كرة ذهبية، بالإضافة إلى فوزه بجائزة الفيفا لأفضل لاعب.

## وصلات خارجية
- الموقع الرسمي (بالكتالونية) (بالإسبانية) (بالإنجليزية)
- ليونيل ميسي على موقع الاتحاد الدولي (مؤرشف)  (الإنجليزية)
- ليونيل ميسي على موقع الاتحاد الأوربي (الإنجليزية)
- ليونيل ميسي على موقع الدوري الأمريكي (الإنجليزية)
- ليونيل ميسي على موقع إي إس بي إن إف سي (الإنجليزية)
- ليونيل ميسي على موقع قاعدة بيانات كرة القدم.إي يو (الإنجليزية)
- ليونيل ميسي على موقع بيانات كرة القدم. دي إي (الألمانية)
- ليونيل ميسي على موقع ليكيب (الفرنسية)
- ليونيل ميسي على موقع ناشيونال فوتبول تيمز (الإنجليزية)
- ليونيل ميسي على موقع Soccerbase.com (لاعب) (الإنجليزية)
- ليونيل ميسي على موقع Soccerway.com (الإنجليزية)